# Veilchen
Veilchen oder Violen (Viola) sind eine Pflanzengattung innerhalb der Familie der Veilchengewächse (Violaceae). Von den 400 bis 650 Arten gedeihen die meisten in den gemäßigten Gebieten der Erde. Die Zentren der Artenvielfalt liegen in Nordamerika, den Anden und Japan. Man findet sie jedoch auch in Australien und Tasmanien. Bekannte Arten sind Stiefmütterchen, Hornveilchen und Duftveilchen.

## Beschreibung

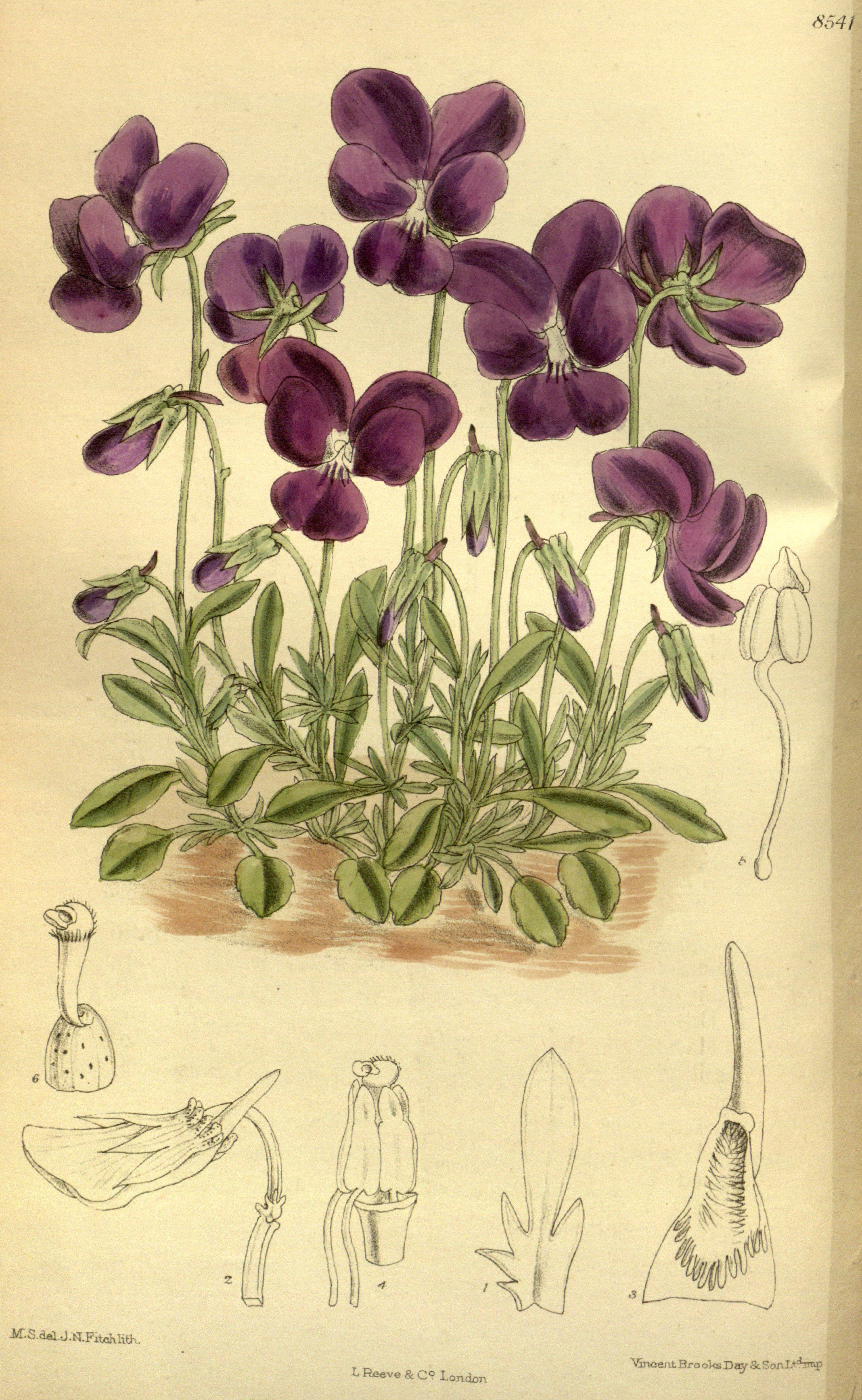
Illustration von Viola gracilis

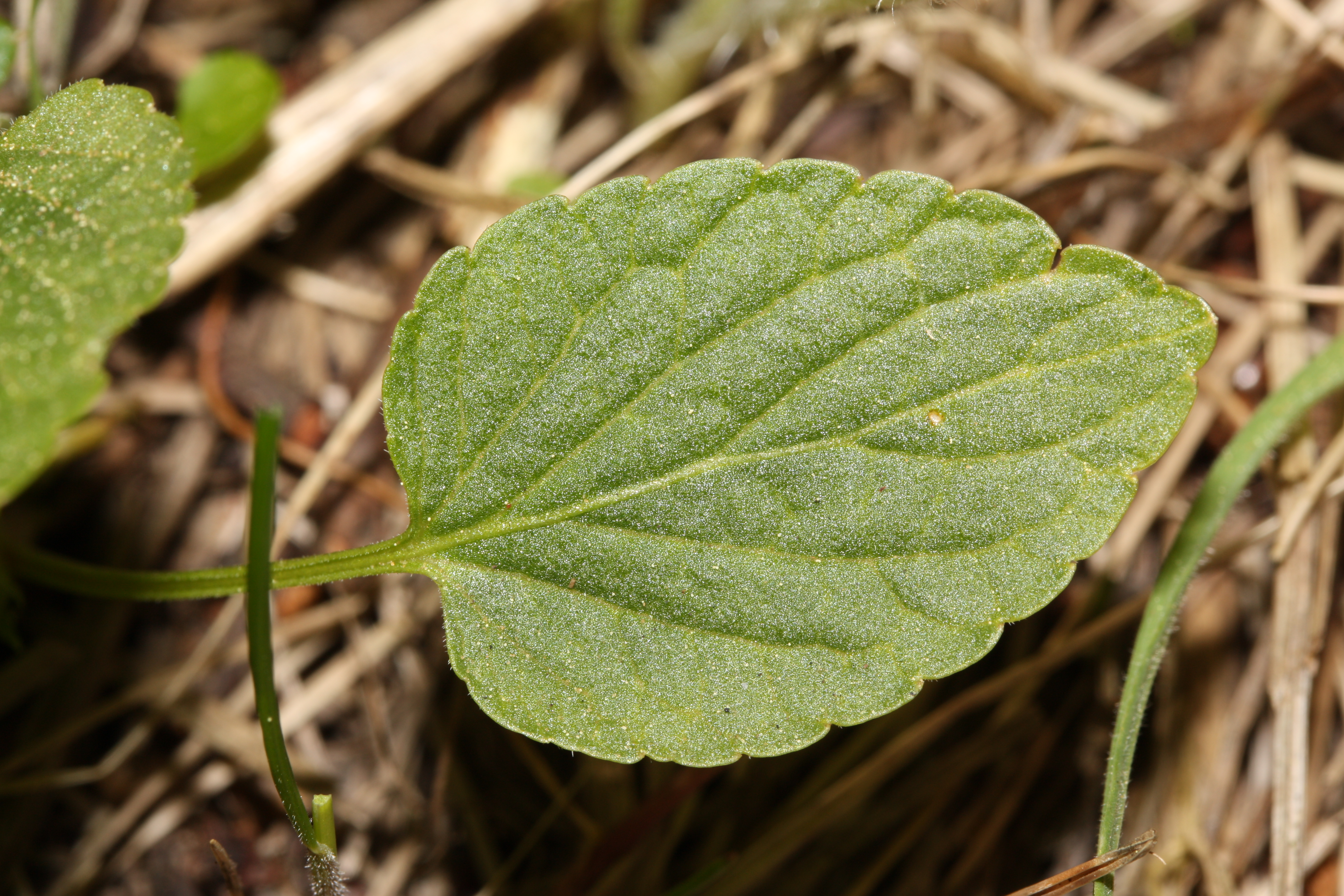
Gestieltes, einfaches Laubblatt von Viola adunca

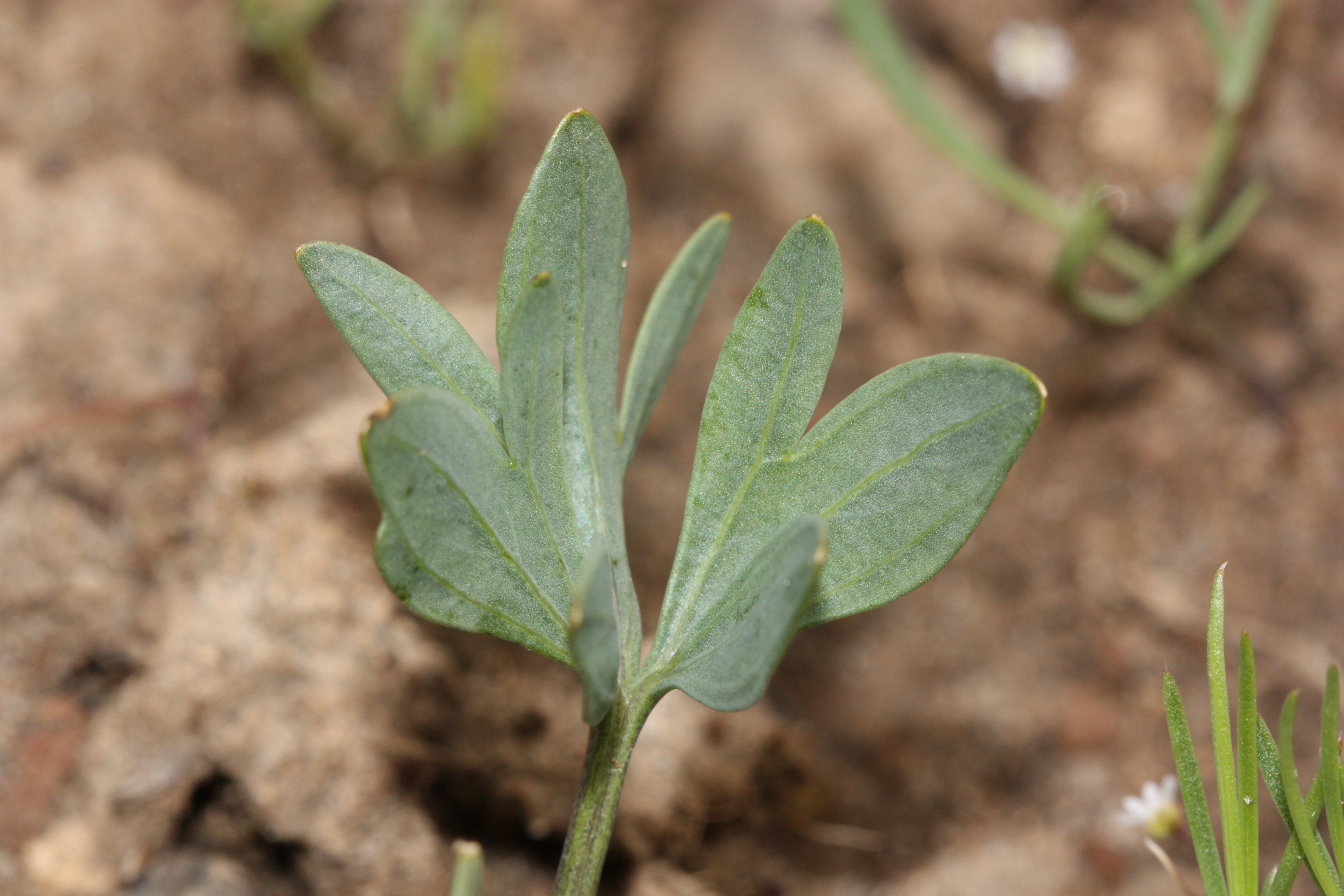
Gestieltes, geteiltes Laubblatt von Viola trinervata

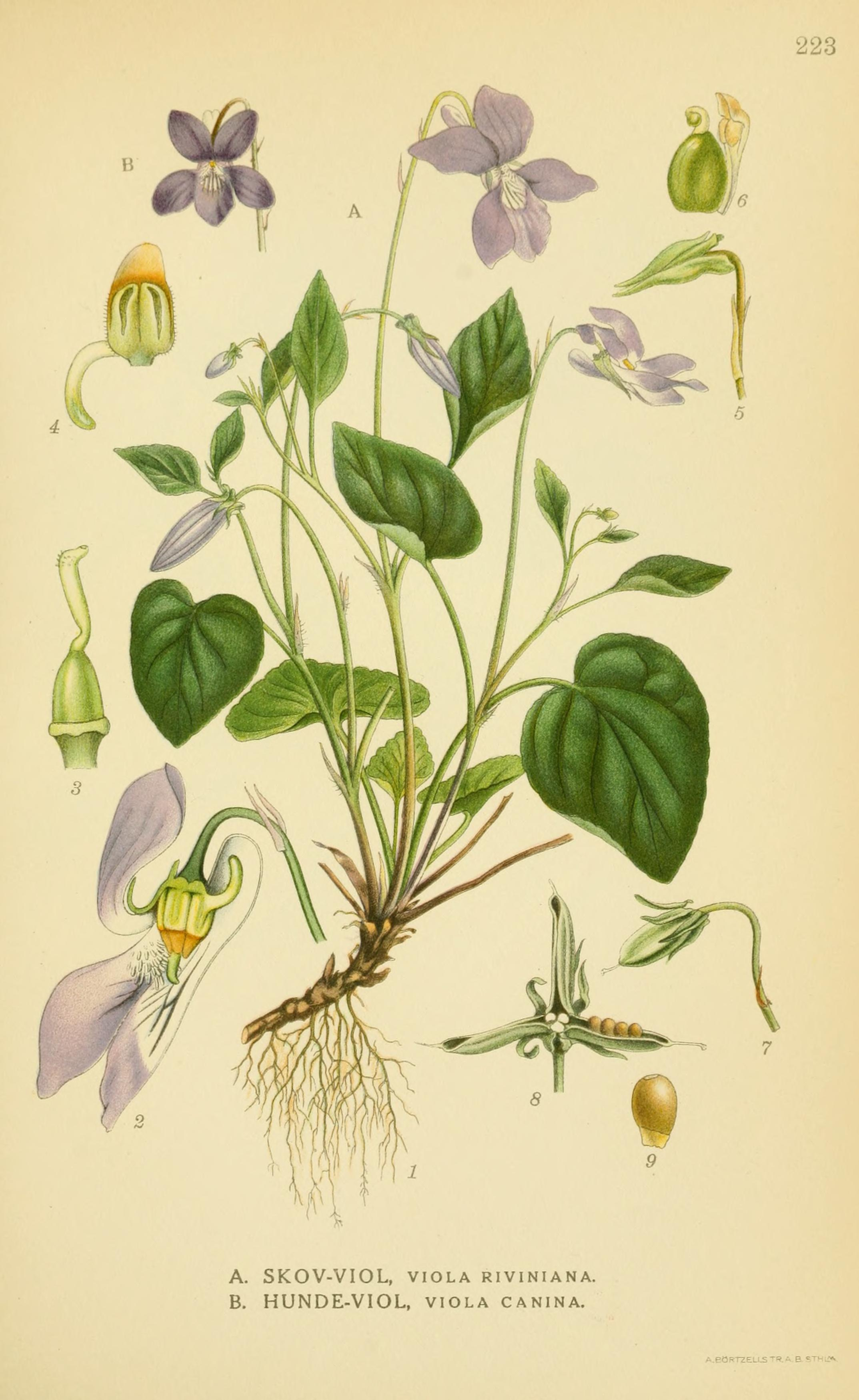
Illustration des Hain-Veilchens (Viola riviniana)

### Erscheinungsbild und Blätter
Veilchen-Arten wachsen als ein- oder zweijährige oder meist ausdauernde krautige Pflanzen, sowie selten Halbsträucher mit sehr unterschiedlichen Habitus. Oft werden Rhizome als Überdauerungsorgane gebildet. Es können mehr oder weniger lange, kriechende bis aufrechte, oberirdische Sprossachsen ausgebildet sein oder fehlen.
Die Laubblätter können alle grundständig zusammen stehen oder an der Sprossachse wechselständig verteilt angeordnet sein. Die Laubblätter sind in Blattstiel und Blattspreite gegliedert. Bei wenigen Arten liegt Heterophyllie vor. Die Blattspreiten sind einfach oder geteilt. Der Blattrand ist glatt oder gezähnt. Die bleibenden, kleinen bis großen, zuweilen laubblattähnlichen Nebenblätter sind frei oder mehr oder weniger lang mit den Blattstielen verwachsen. Bei einigen Viola-Arten sind die Laubblätter +/- dicht, meist an der Unterseite behaart und am Rande und der Basis gewimpert. Das Indument besteht aus einfachen, einzelligen oder einzellreihigen Trichomen, die bei einigen Arten gegen das Ende hin keulig verdickt sind. Die Nebenblätter sind häufig bewimpert oder gefranst und tragen dann an ihren Enden nicht selten braune Drüsen.

### Blüten
Die Blüten stehen einzeln in den Blattachseln auf Blütenstielen, die zwei Deckblätter besitzen.

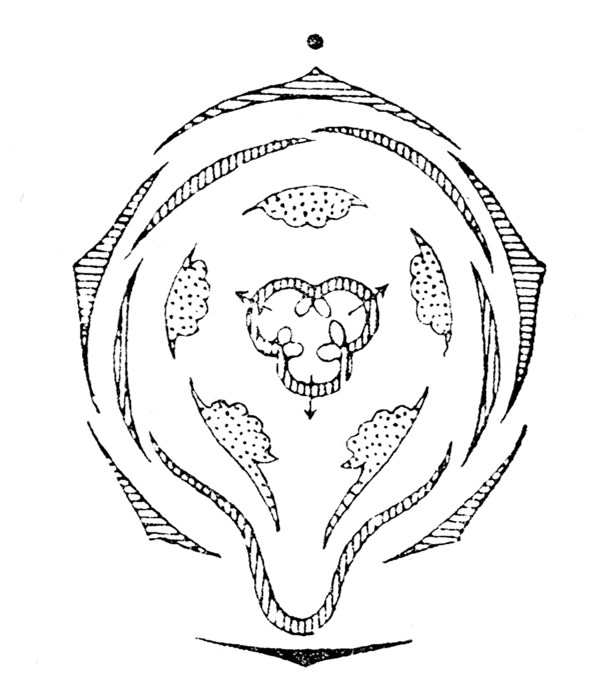
Blütendiagramm

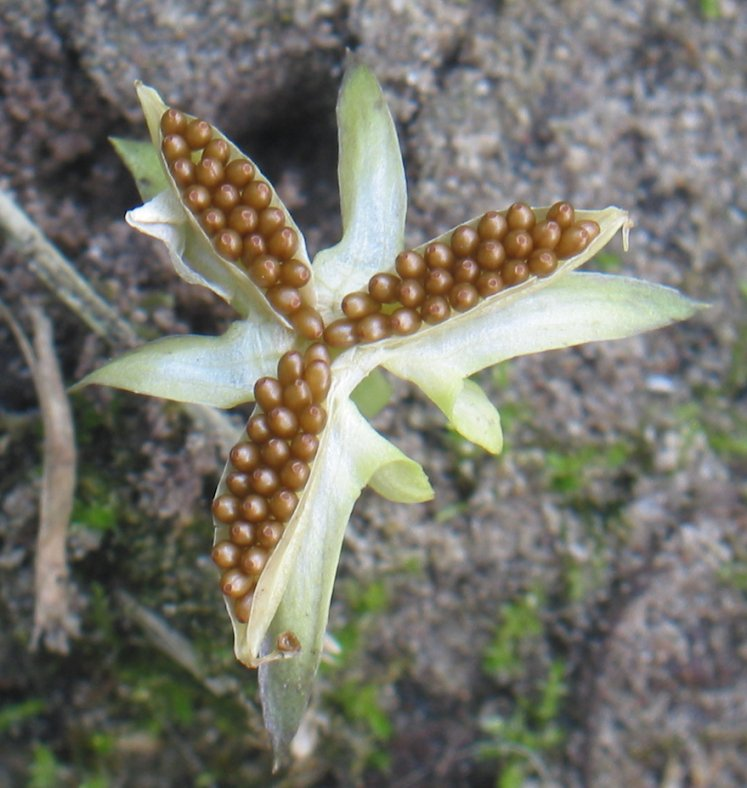
Geöffnete dreiklappige Kapselfrucht des Acker-Stiefmütterchens (Viola arvensis)

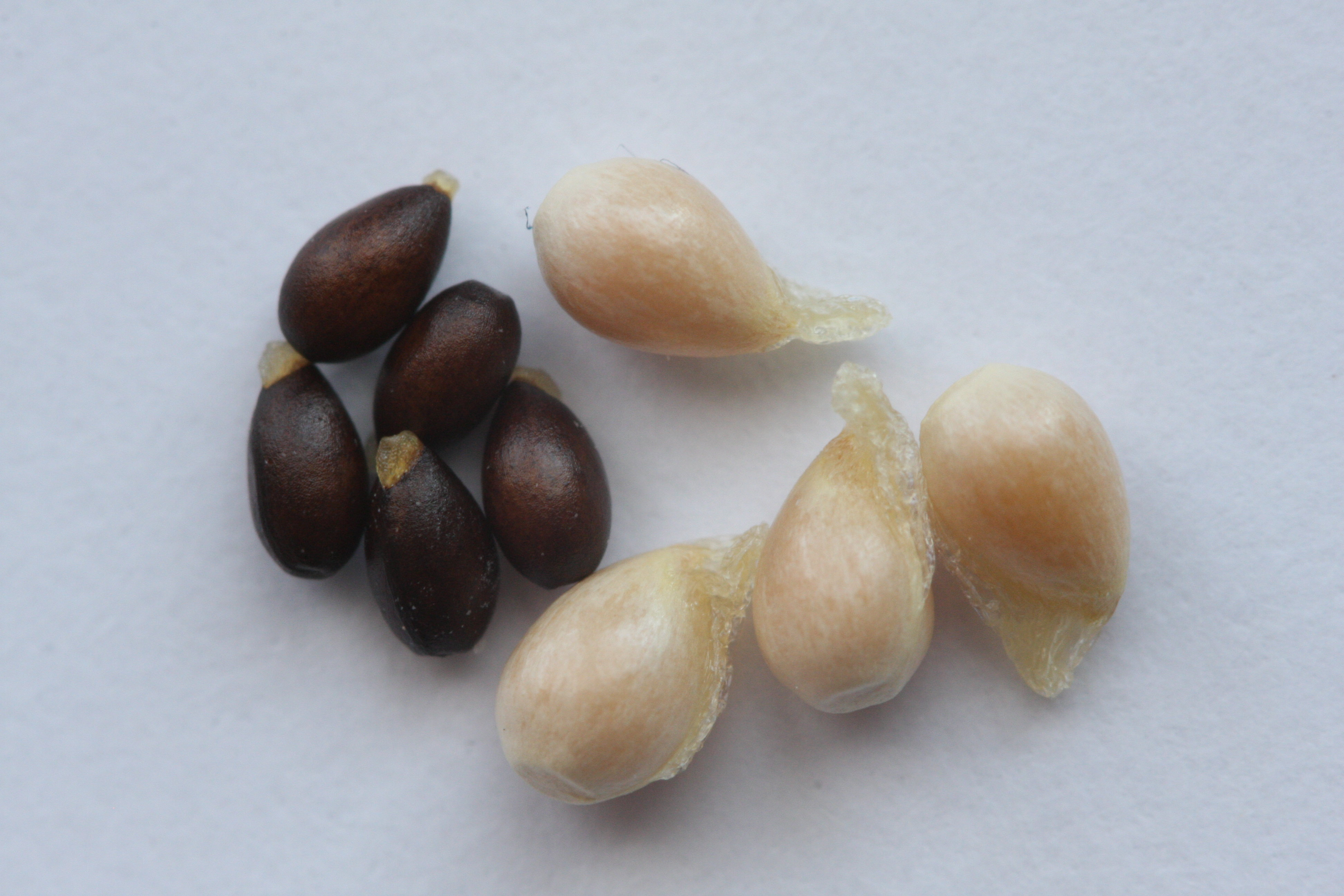
Samen von Viola lactea (links, dunkel) und Viola odorata (rechts, hell)

Die zwittrigen Blüten sind zygomorph und fünfzählig mit doppelter Blütenhülle. Die fast gleichen fünf freien oder fast freien Kelchblätter besitzen meist krautige Öhrchen (Anhängsel) an ihrer Basis. Die fünf freien Kronblätter sind deutlich ungleich. Bei manchen Arten sind die zwei seitlichen Kronblätter auf der Oberseite bärtig. Das unterste Kronblatt ist das größte und an seiner Basis gespornt. Es ist ein Kreis mit fünf Staubblättern vorhanden. Die freien Staubfäden sind relativ kurz. Die aufrechten Staubbeutel sind frei oder bilden meist eine Umhüllung um den Fruchtknoten. Die beiden unteren Staubbeutel ragen in den Sporn hinein und besitzen sporn- oder warzenartige, nektarsekretierende Anhängsel an ihrer Basis. Drei Fruchtblätter sind zu einem oberständigen, einkammerigen Fruchtknoten verwachsen. Jeder Fruchtknoten enthält viele anatrope Samenanlagen in parietaler Plazentation. Der fast aufrechte oder meist mehr oder weniger nach unten gekrümmte Griffel ist mehr oder weniger verdickt oder manchmal allmählich nach oben hin verschmälert und ist glatt oder besitzt unterschiedliche Anhängsel. Die Narbe ist je nach Art unterschiedlich geformt.

### Früchte und Samen
Die lokuliziden Kapselfrüchte öffnen sich mit drei elastischen Fruchtklappen, die gekielt oder unterseits verdickt sind.
Die kugeligen bis eiförmigen Samen besitzen eine helle bis dunkle, meist glatte Oberfläche. Es kann ein Arillus vorhanden sein. Die Samen enthalten reichlich Endosperm und einen geraden Embryo mit zwei sehr dicken, plano-konvexen Keimblättern (Kotyledonen).

### Chromosomensätze
Chromosomengrundzahl beträgt x = 6 oder 7.

## Ökologie und Inhaltsstoffe
Von äußeren Drüsen sind bisher nur Drüsenzotten bekannt. Sie sitzen an den Enden der Nebenblätter, an den Zähnen der Laubblätter und an den Spitzen der Sepalen, und bestehen aus einem ziemlich kurzen dicken Stiel und einem vielzelligen, sezernierenden Köpfchen. Die Drüsenzotten der Nebenblätter verschleimen frühzeitig und überziehen das in der Entwicklung begriffene Laubblatt mit ihrem Sekret. Der Schleimaustritt erfolgt nur an einzelnen Stellen der Cuticula und kann wiederholt vor sich gehen, da die subcuticulare Schleimbildung andauert. Eine Regeneration der Cuticula dieser Schleimdrüsen findet jedoch nicht statt, sondern es kommt nur zur Bildung sehr widerstandsfähiger, sogenannter Grenzhäutchen. Ausscheidung von Kalk ist an den Randzähnen einiger Arten (z. B. Viola scandens) beobachtet worden.
Oft sind die Blüten dimorph, die kleistogamen (geschlossenbleibenden) Blüten entwickeln sich später als die chasmogamen (sich öffnenden).

Für die Färbung der Blüten sind Farbstoffe der Kronblätter verantwortlich, die in der Familie Violaceae meist gelb bis rot, violett und blau, seltener weißlich, bräunlich oder +/- schwarz gefärbt sind.
Die oft intensiven gelben Farbtöne werden durch kleine Farbstoffkörnchen gebildet, die in dem farblosen Zellsaft der Epidermiszellen in verschiedener Menge vorkommen. Die Körnchen bestehen z. B. bei Viola primulaefolia aus Quercetin, einem den Gerbstoffen verwandten Pflanzenfarbstoff aus der Flavongruppe. Bei Viola tricolor und Viola arvensis dagegen bestehen sie aus Rutin (= Violarutin oder Violaquercitrin), einem glykosidischen Farbstoff der Formel C-27 H-30 O-16. Die blauen Farbtöne werden durch im Zellsaft der Epidermiszellen gelöstes Anthocyan hervorgerufen, und zwar ist dessen Farbe je nach der sauren, neutralen oder alkalischen Reaktion des Zellsaftes rot, violett oder blau. Oft finden sich in unmittelbar benachbarten Zellen die verschiedensten blauen Farbtöne. Liegen in der Epidermis zwischen den blauen Zellen solche ohne gefärbten Zellsaft, so entstehen hellblaue Nuancen. Bei den Varietäten des Stiefmütterchens beruhen die schwarzen Farben einzelner Kronblattteile auf einem Zusammenwirken von tiefblauer Anthocyanlösung und gelbroten Farbstoffkörnchen. Die tiefblauvioletten Sorten enthalten den Farbstoff Violanin.

## Standorte
Die große Mehrzahl der Arten gehört den nördlichen gemäßigten Gebieten an, in den heißeren Gebieten der Erde bewohnen sie die Gebirge.
In der Regel bewohnen Veilchen-Arten Gebiete mit einer Jahresniederschlagsmenge von über 600 mm.
Aufgrund der außerordentlichen Formenmannigfaltigkeit und weiten Verbreitung hatte Wilhelm Becker für die Gattung ein hohes Alter postuliert.
Außerdem werden zahlreiche Arten in Gärten kultiviert und bilden untereinander meist leicht Hybride. Die europäischen Arten sind unter den 15 Sektionen in zwei Sektionen vorkommend: Melanium und Nominium. Becker waren 1925 75 europäische Veilchen bekannt.
Die Höhenverbreitung der Gattung Viola reicht in Yunnan von Höhenlagen bis 4030 Metern, Marokko 3600 Metern, Ostafrika 1200 bis 3350 Metern, Madagaskar 1200 bis 2700 Metern, Malakka 900 bis 1200 Metern, Colorado bis 4050 Metern.

## Verbreitung, Evolution und Systematik

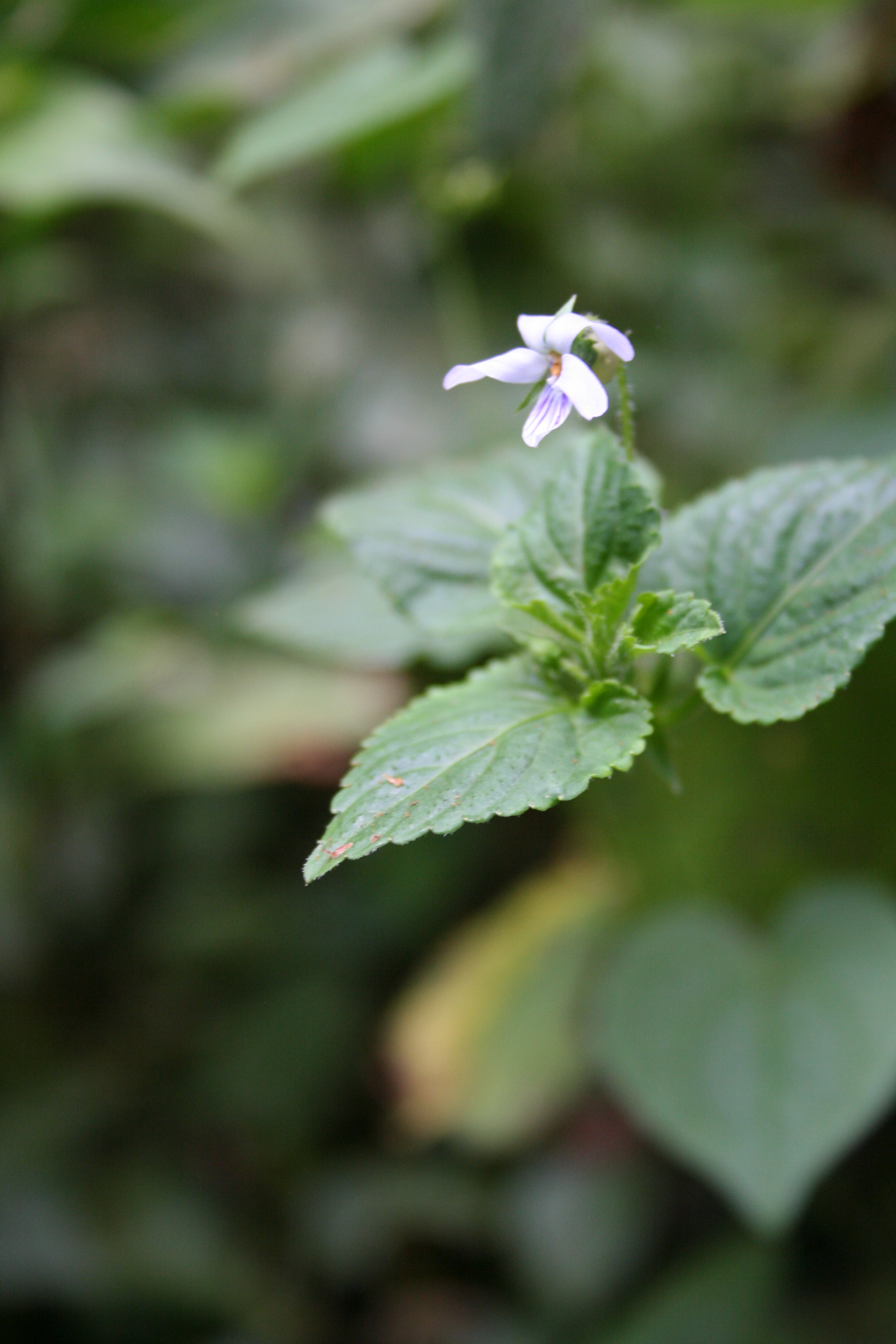
Viola abyssinica

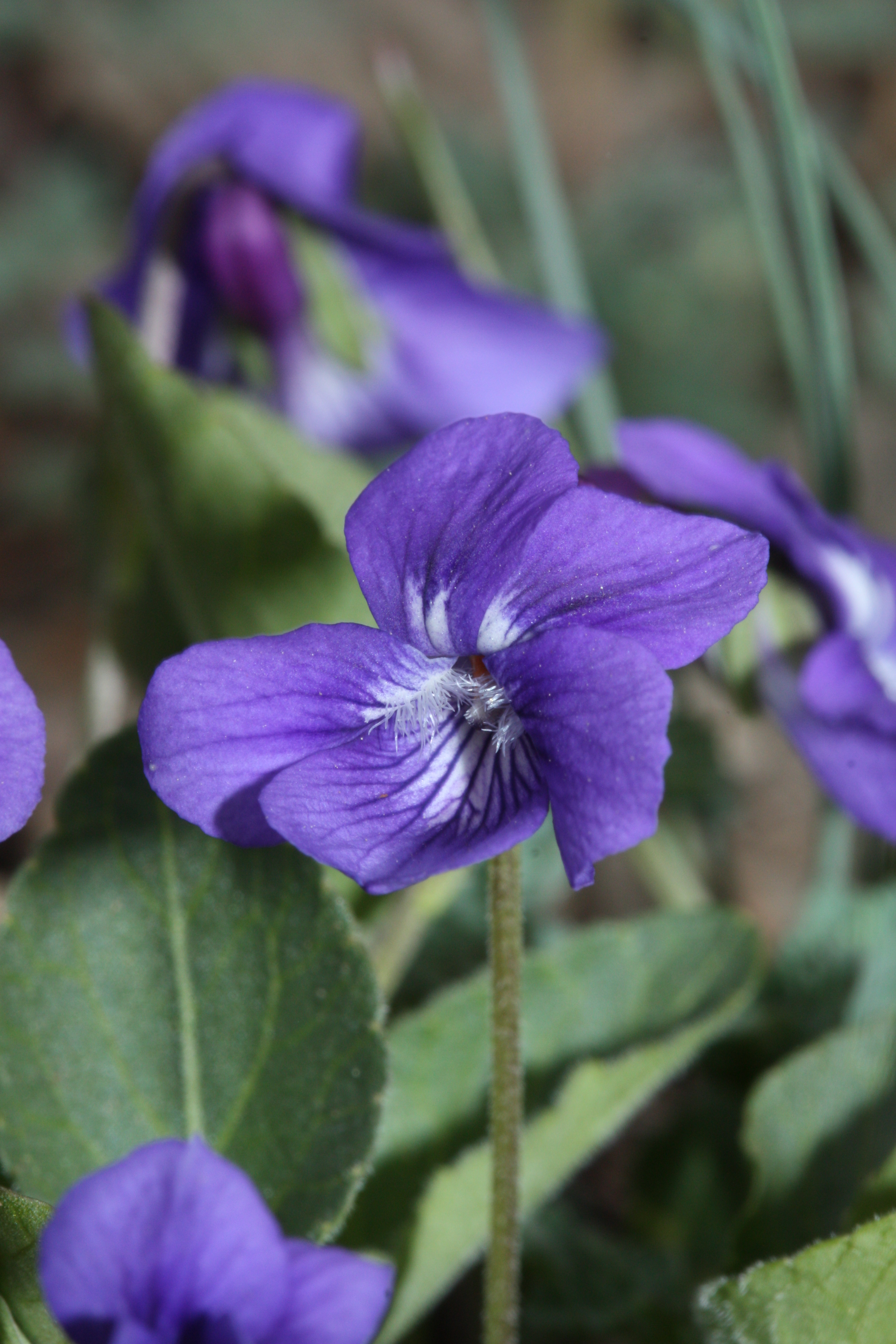
Blüte von Viola adunca

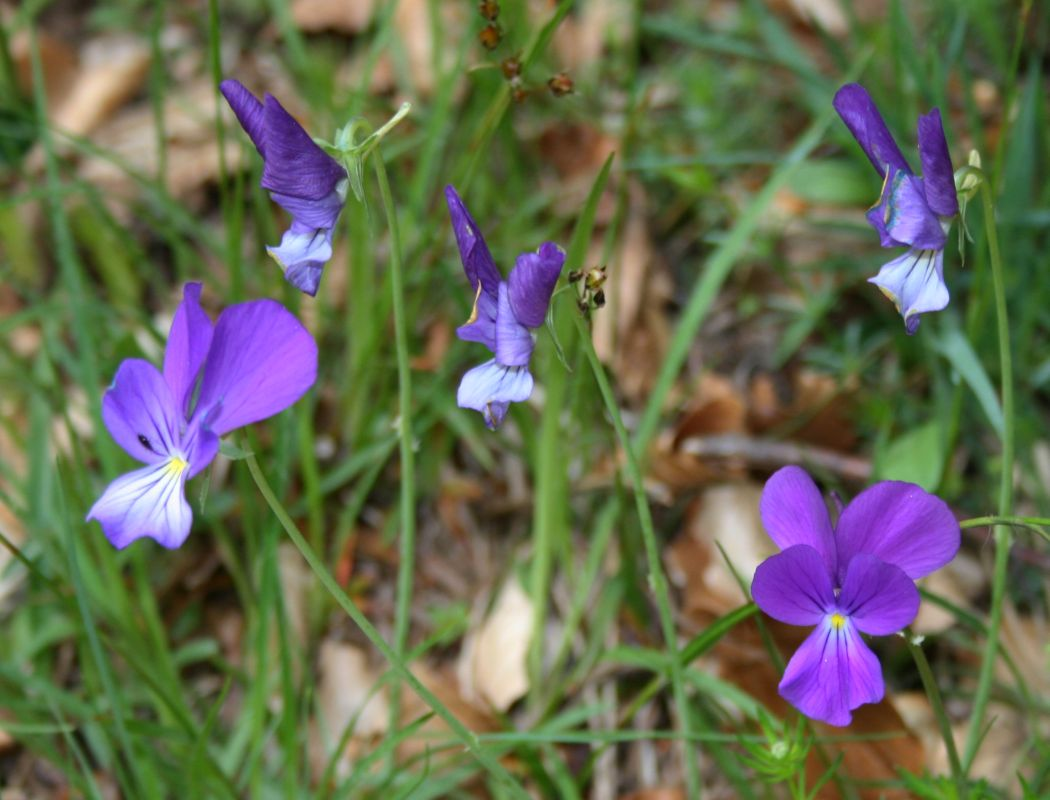
Viola aethnensis

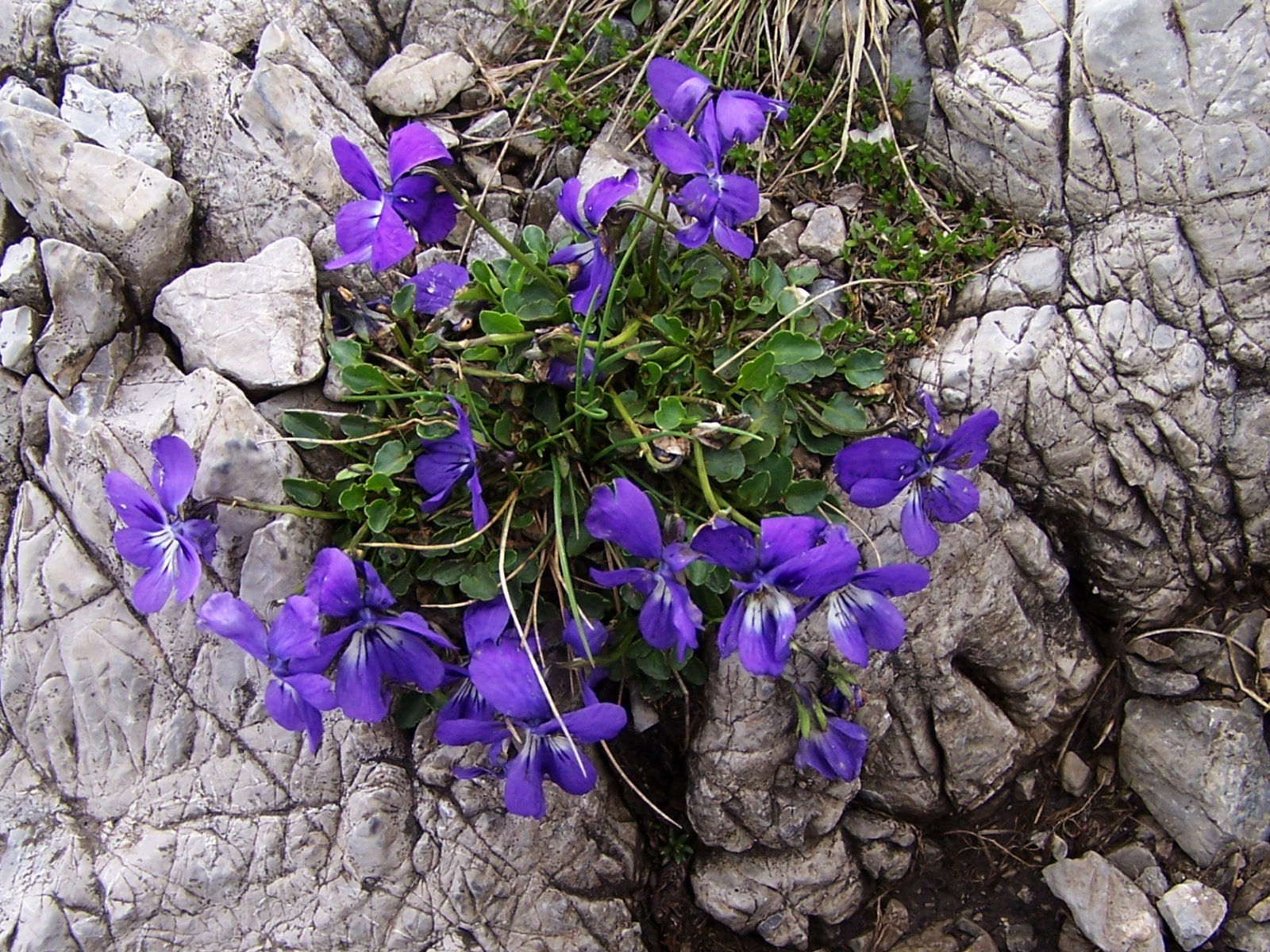
Ostalpen-Stiefmütterchen (Viola alpina)

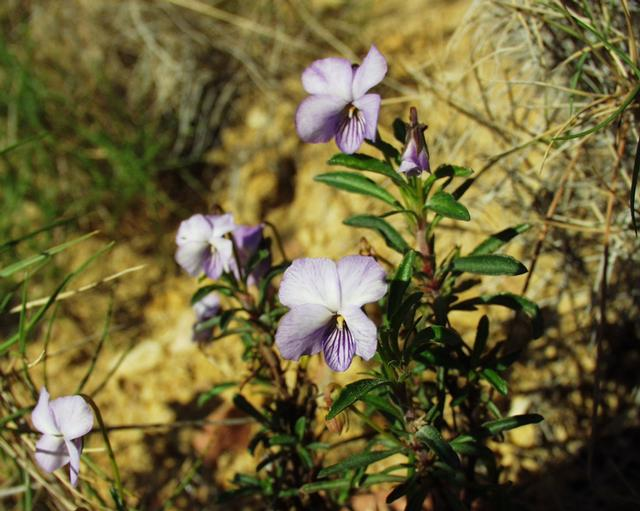
Viola arborescens

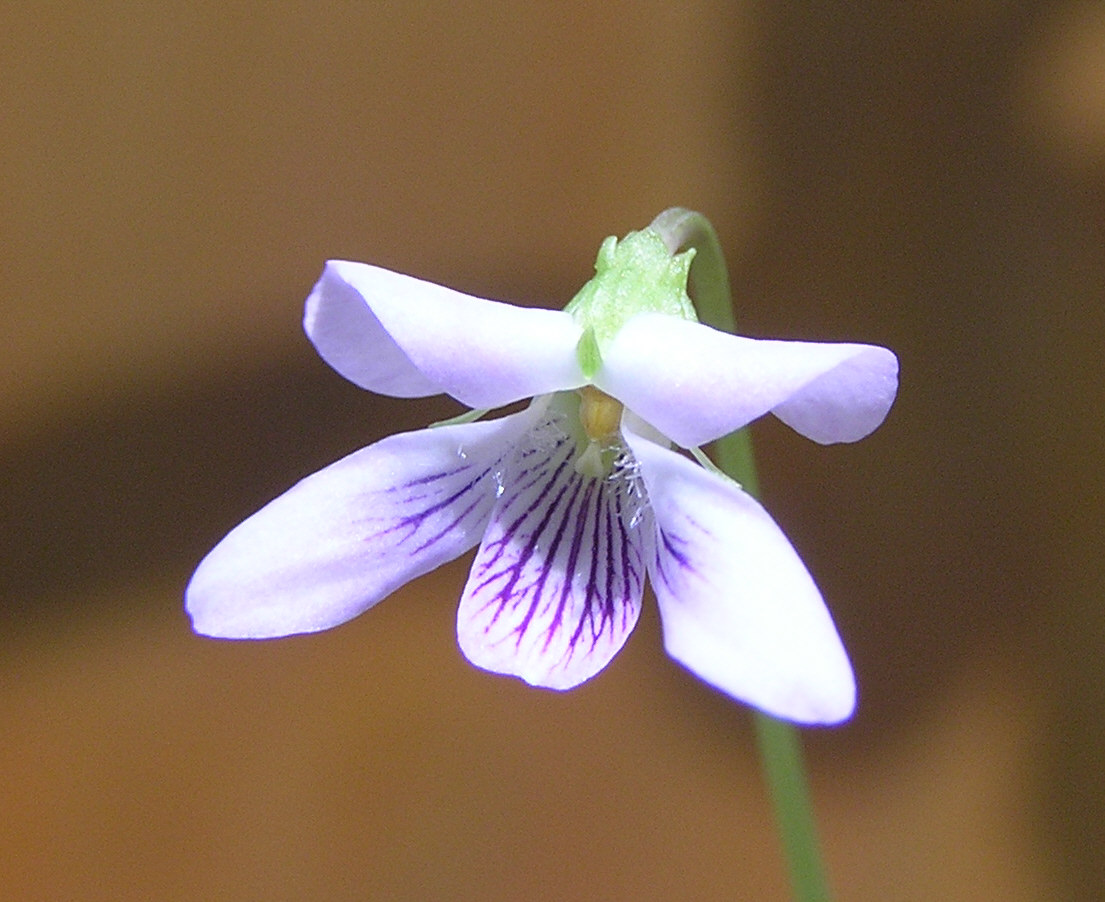
Zygomorphe Blüte von Viola arcuata

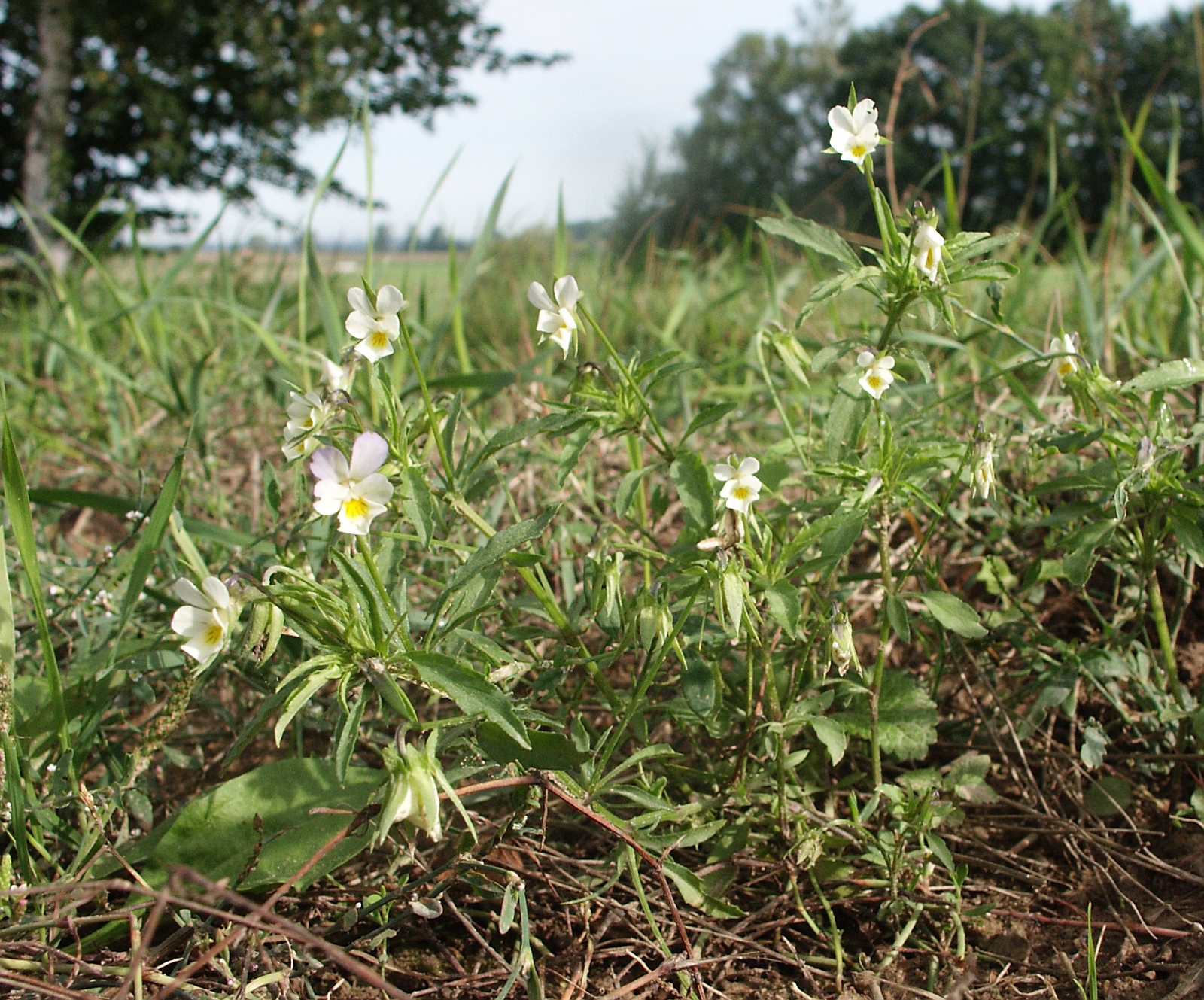
Acker-Stiefmütterchen (Viola arvensis)

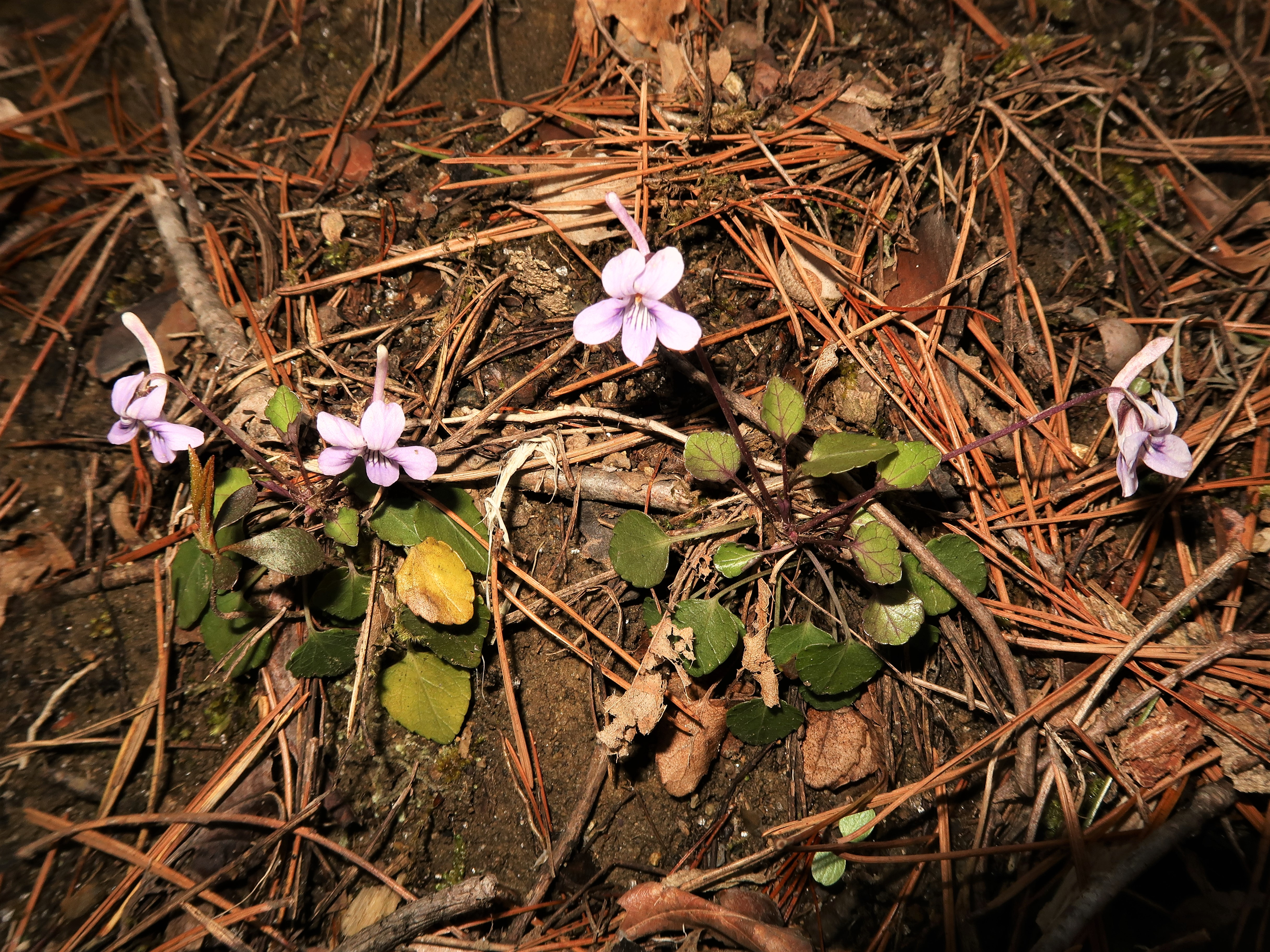
Viola awagatakensis

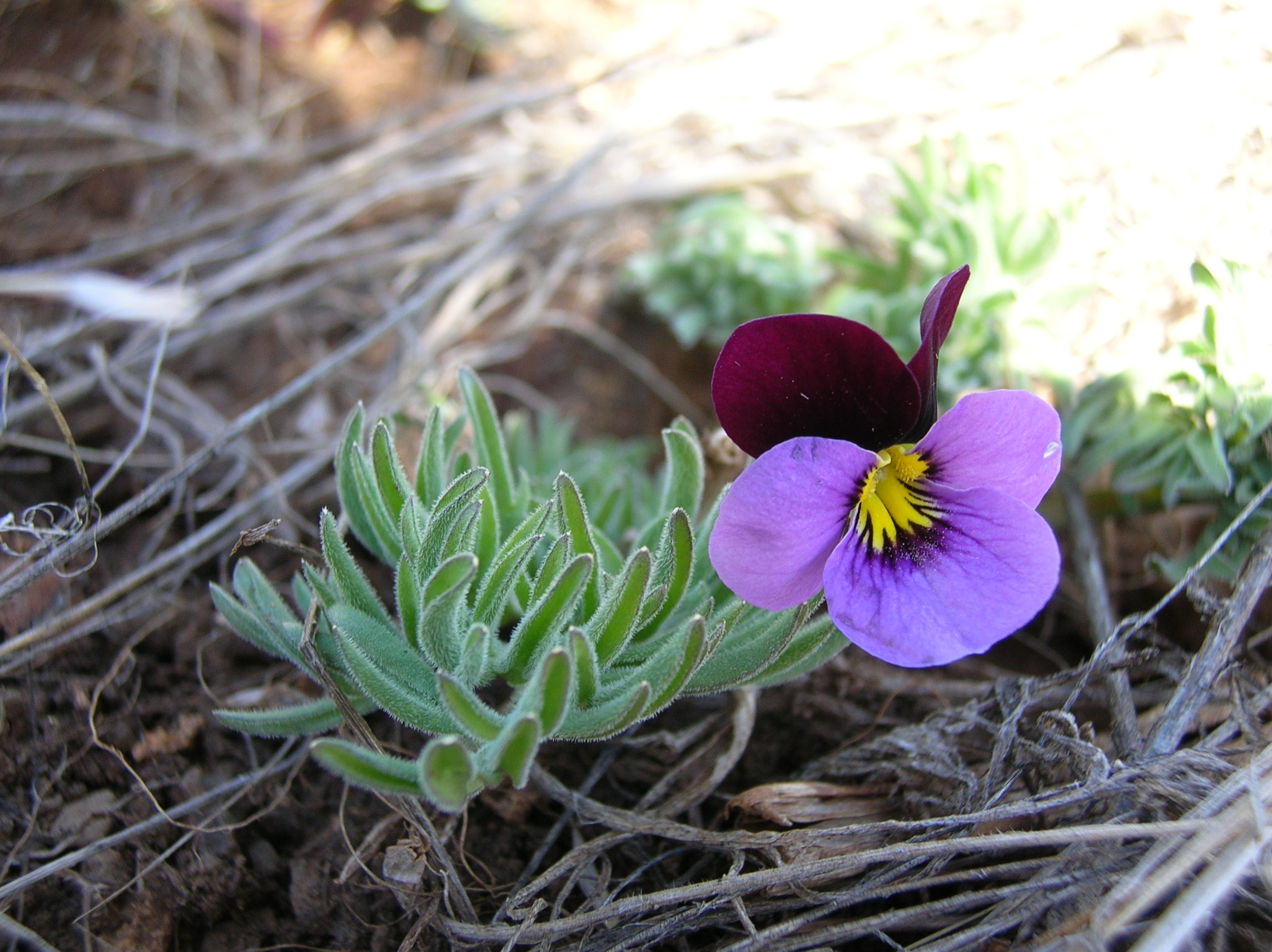
Viola beckwithii

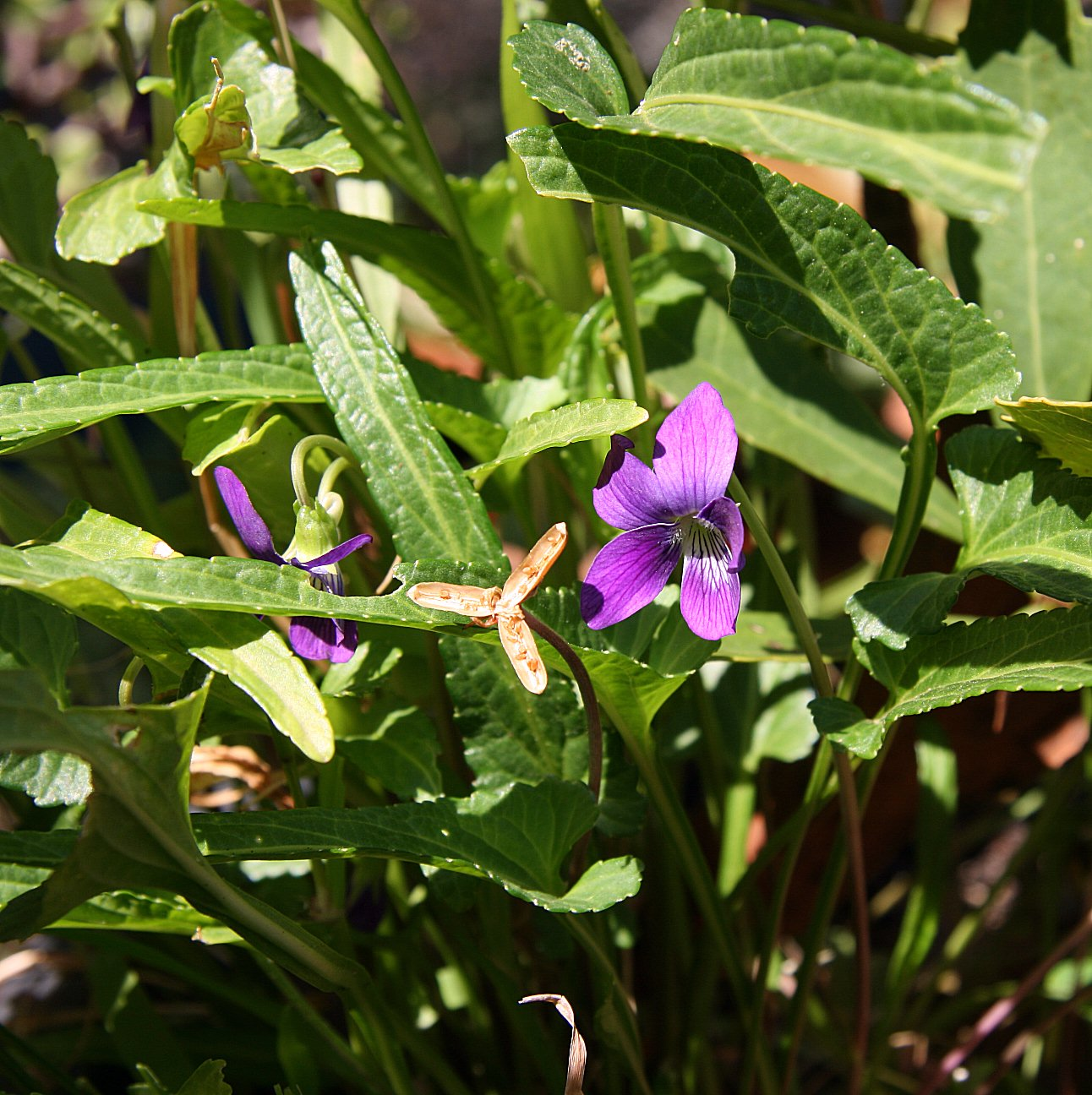
Viola betonicifolia

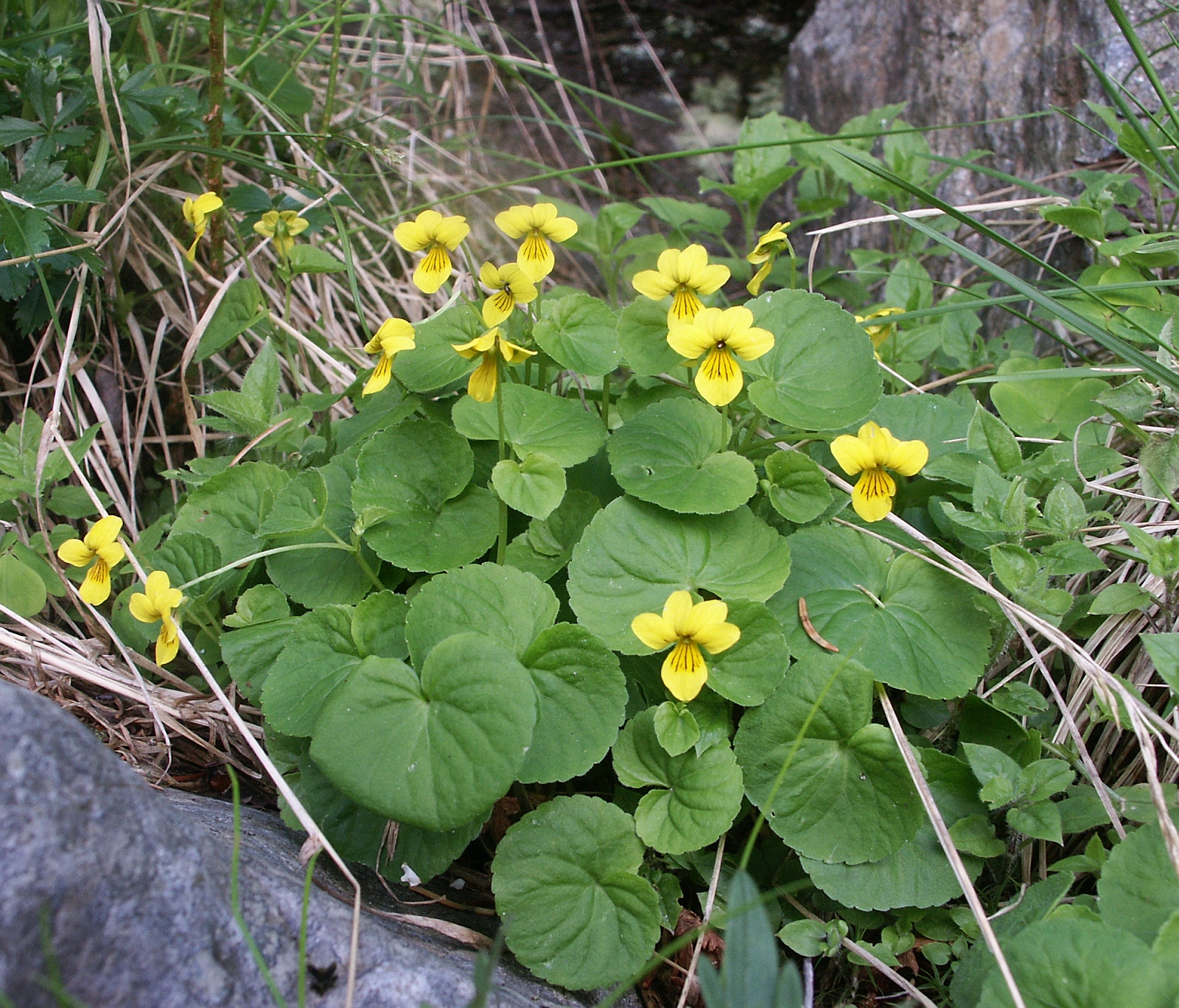
Gelbes Veilchen (Viola biflora)

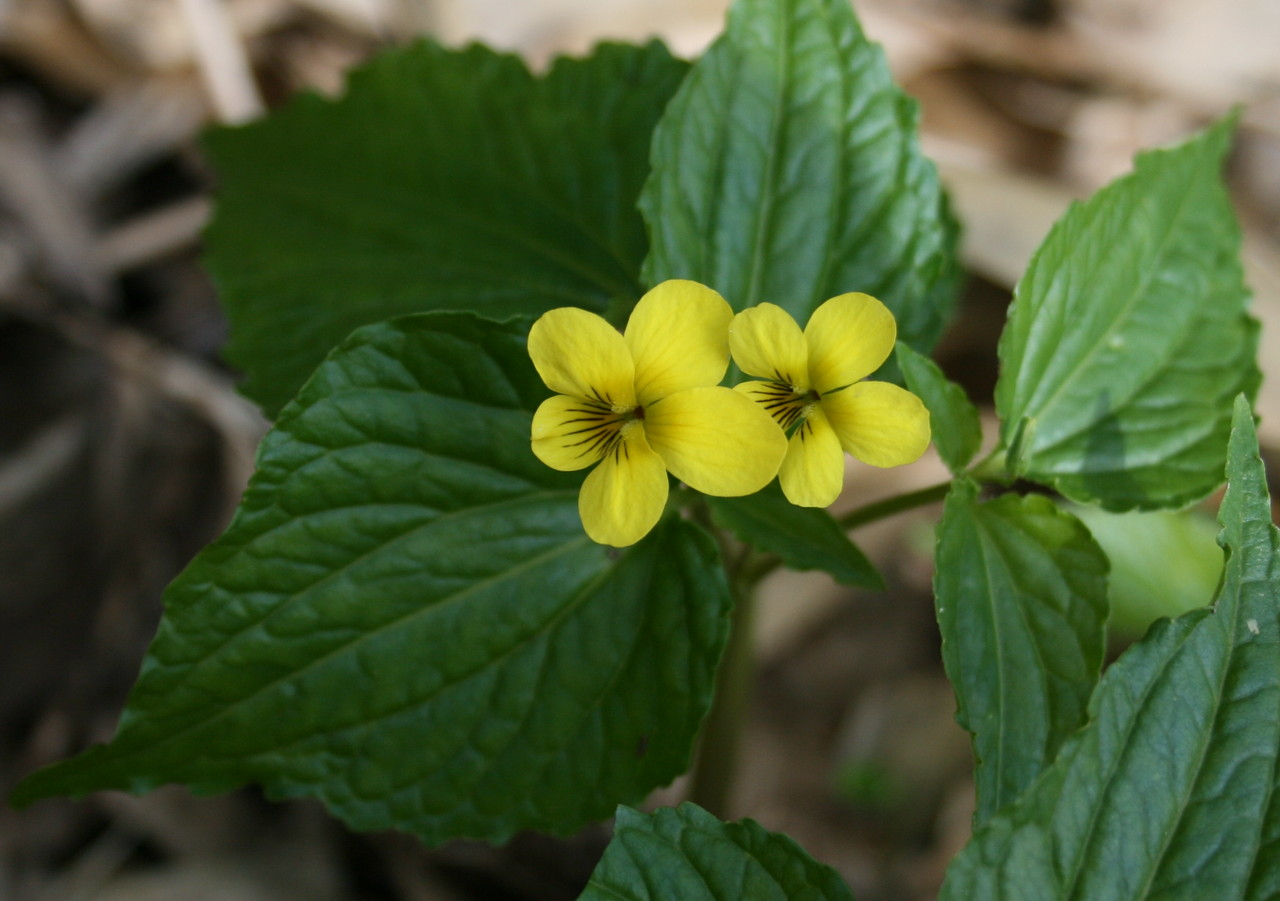
Viola brevistipulata

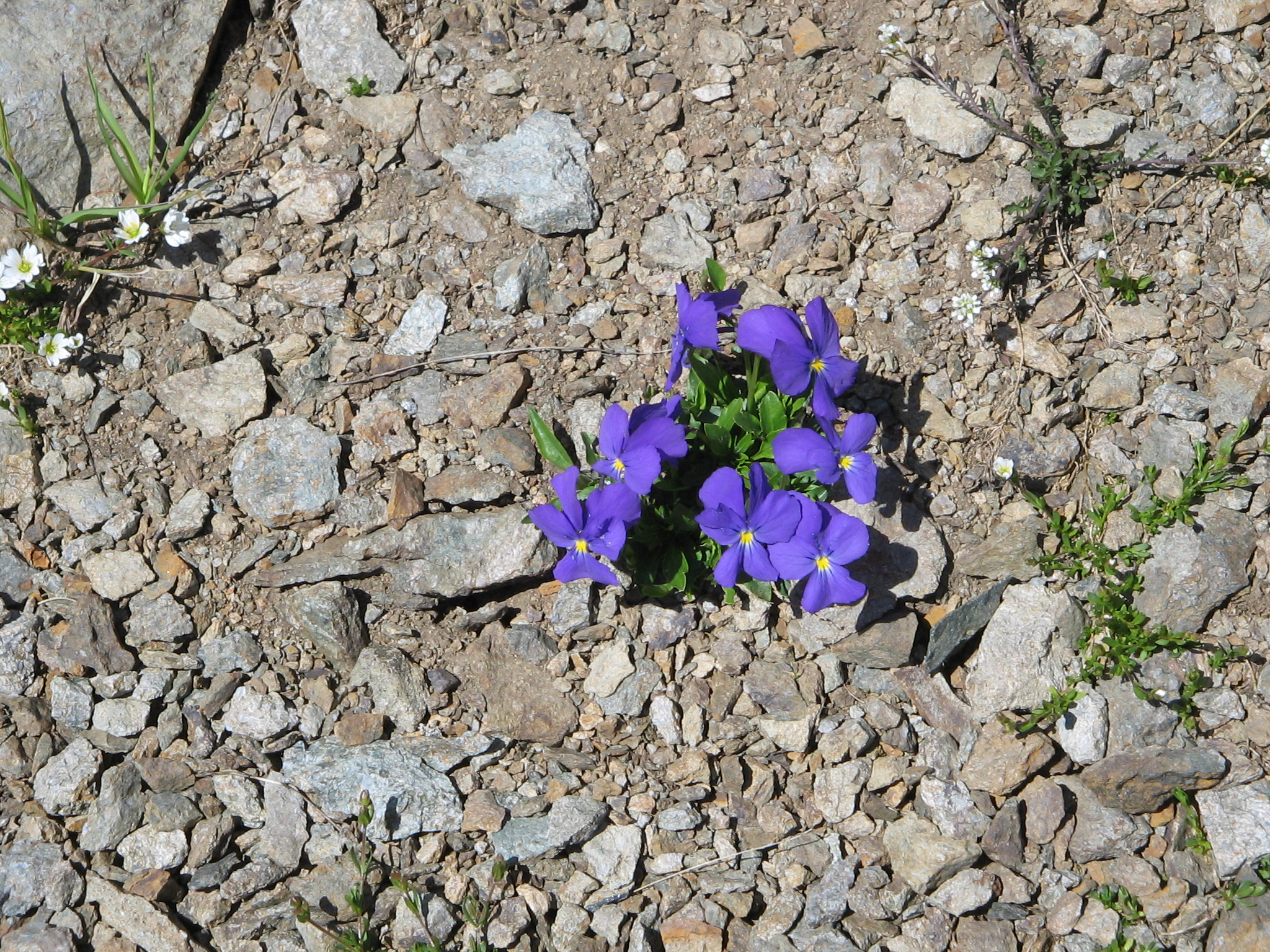
Langsporn-Veilchen (Viola calcarata)

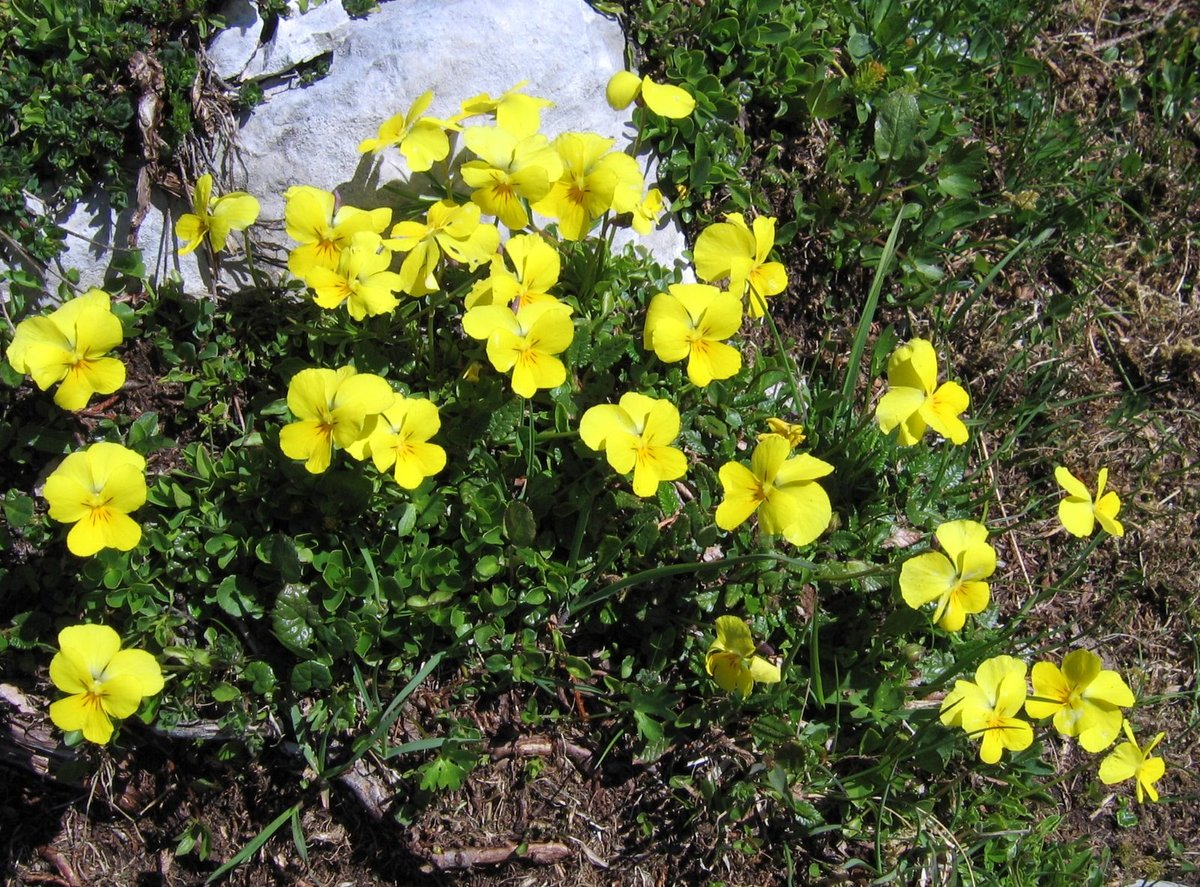
Viola calcarata subsp. zoysii

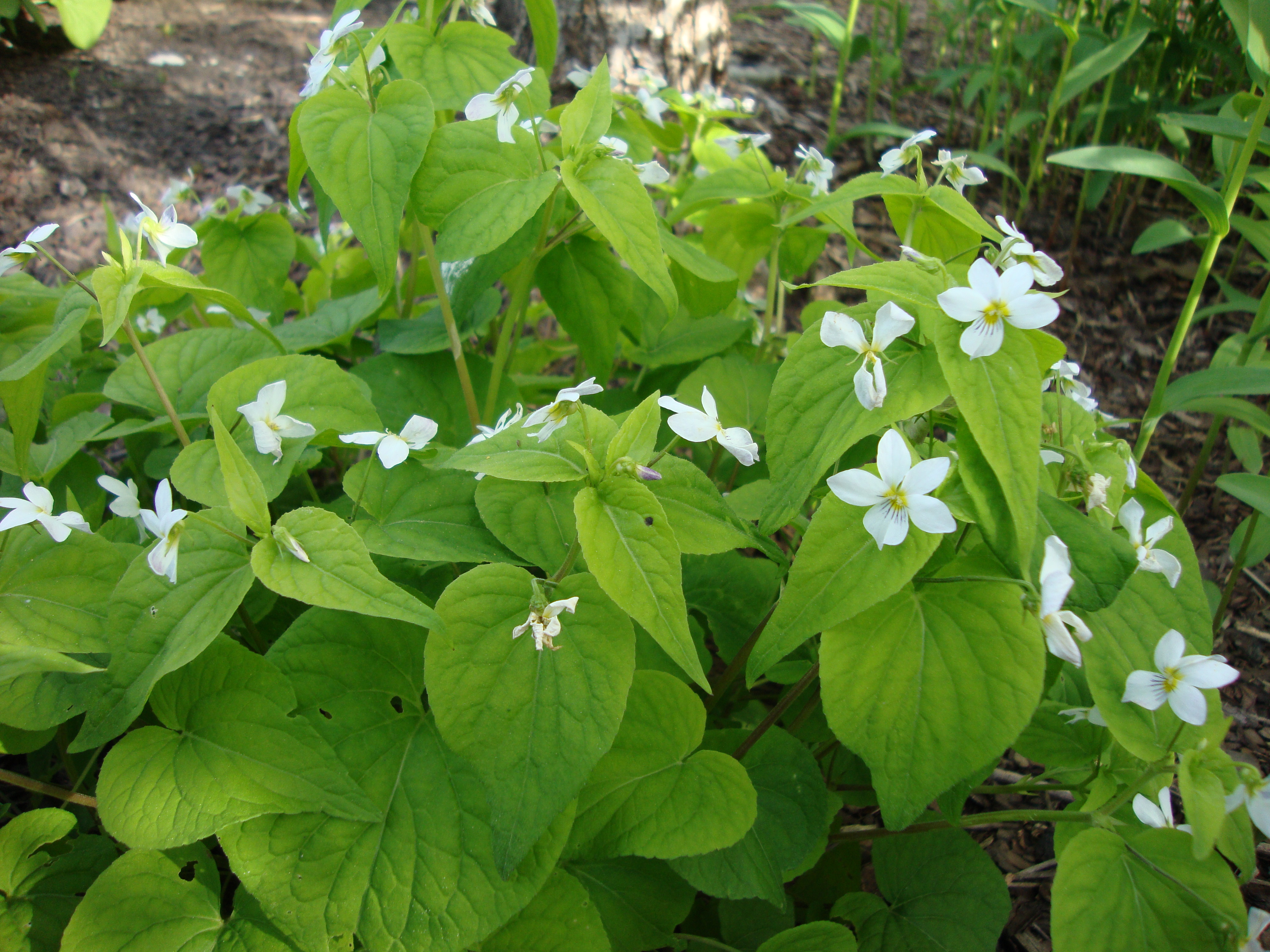
Viola canadensis

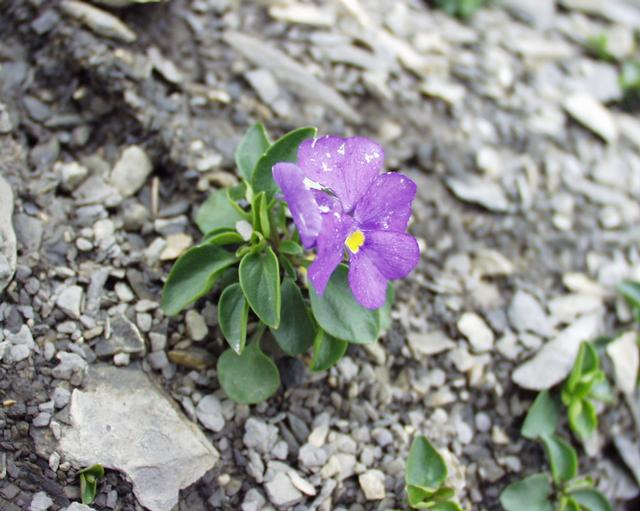
Mont-Cenis-Veilchen (Viola cenisia)

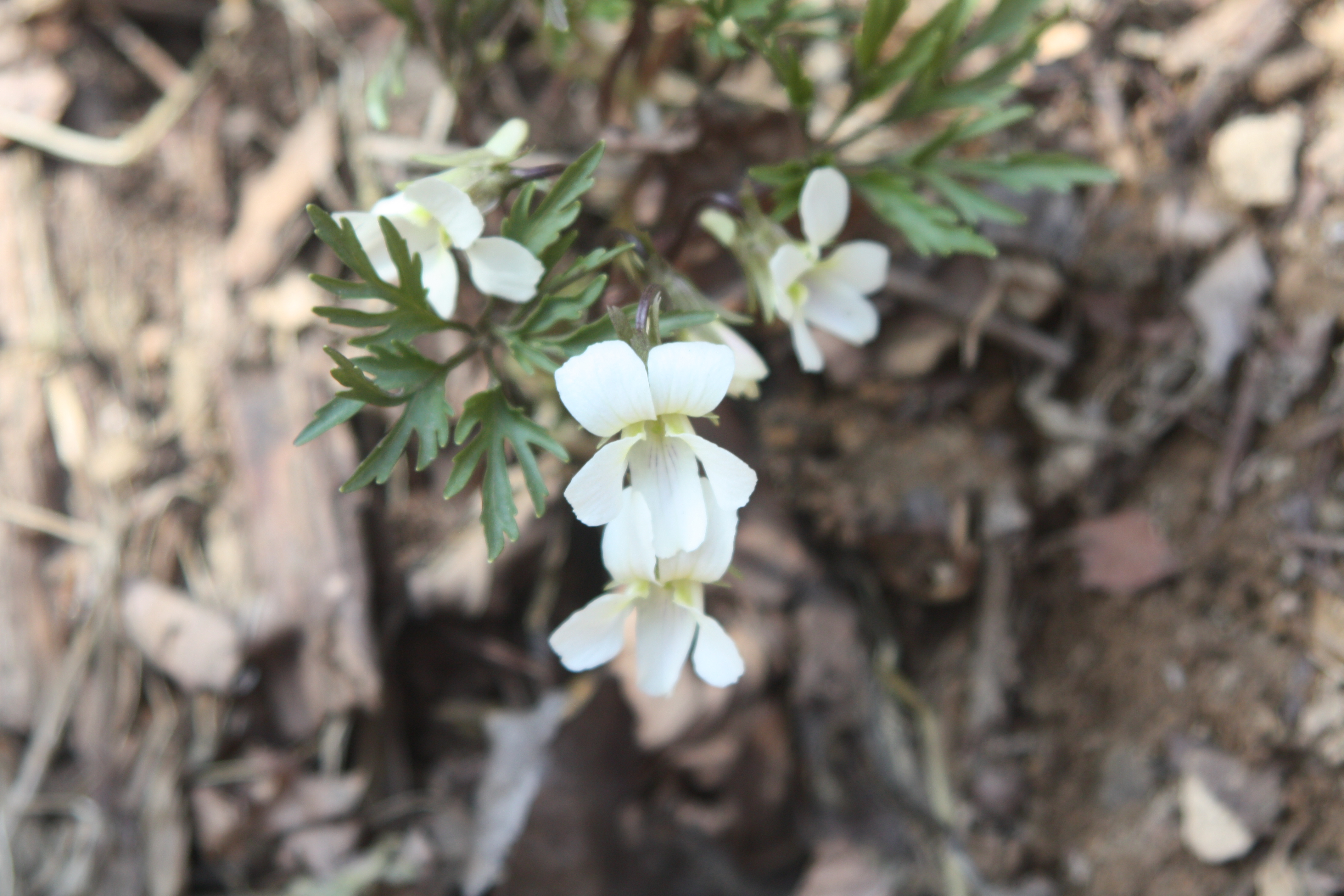
Viola chaerophylloides

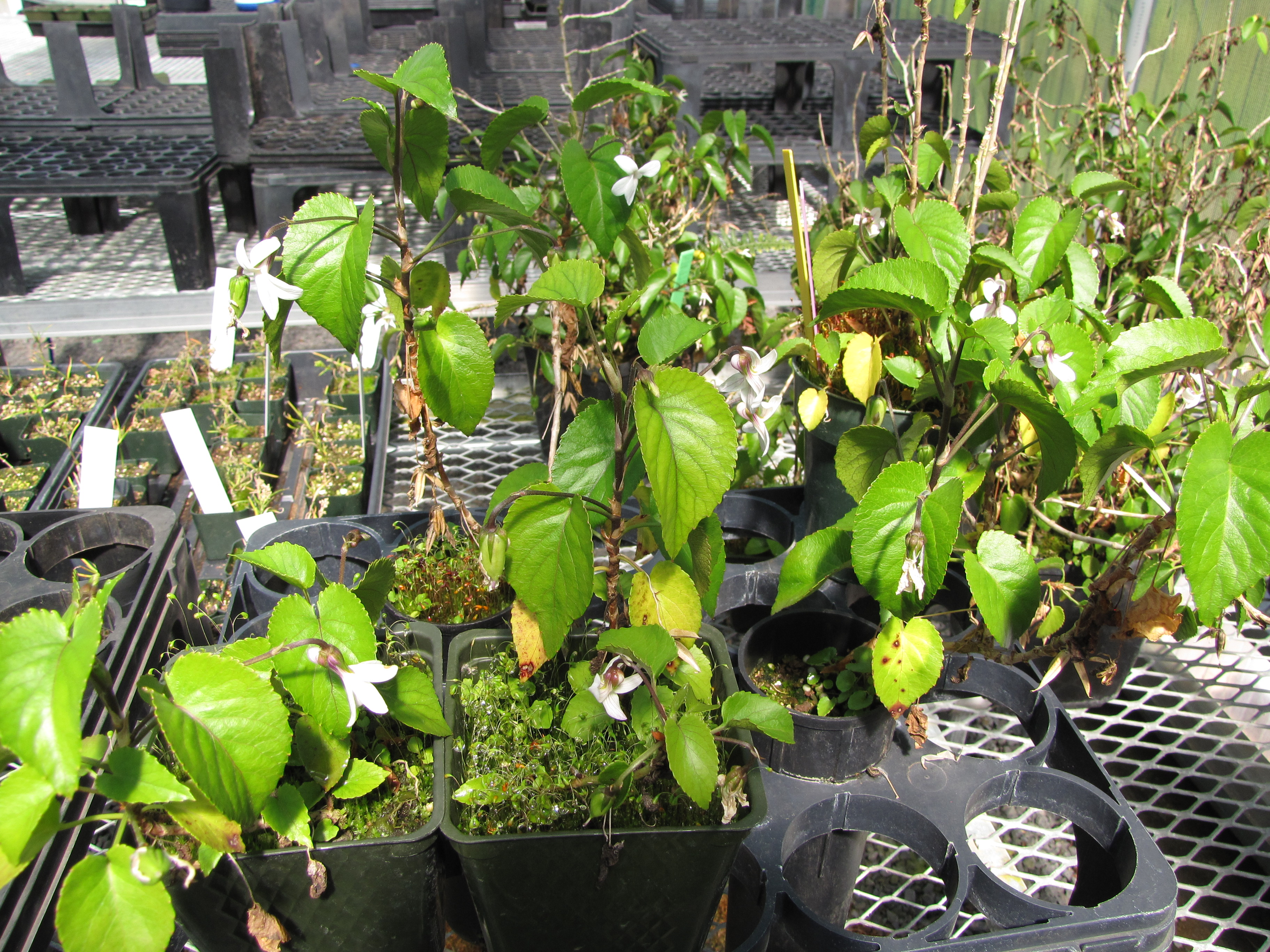
Der hawaiianische Halbstrauch Viola chamissoniana subsp. tracheliifolia

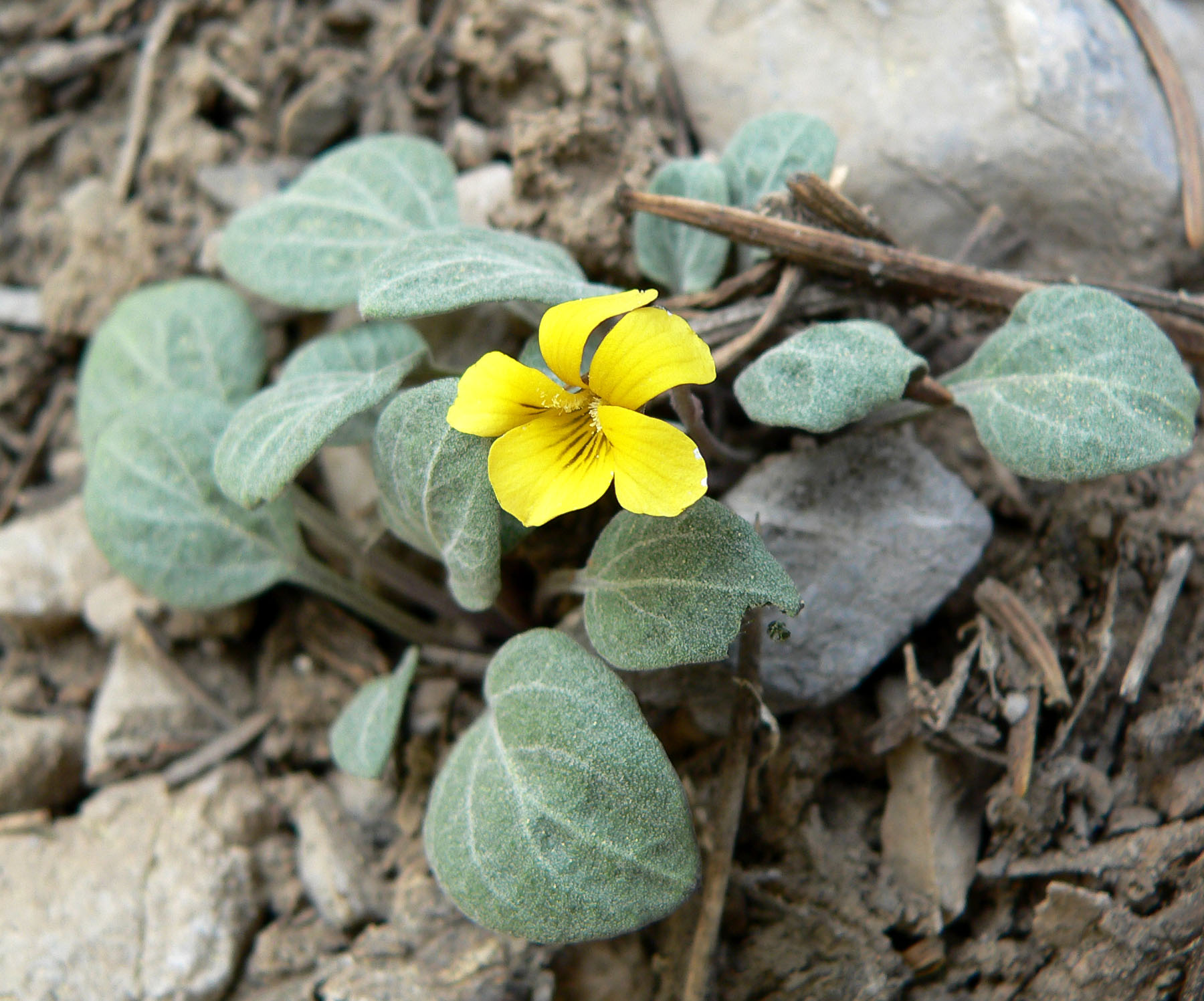
Viola charlestonensis

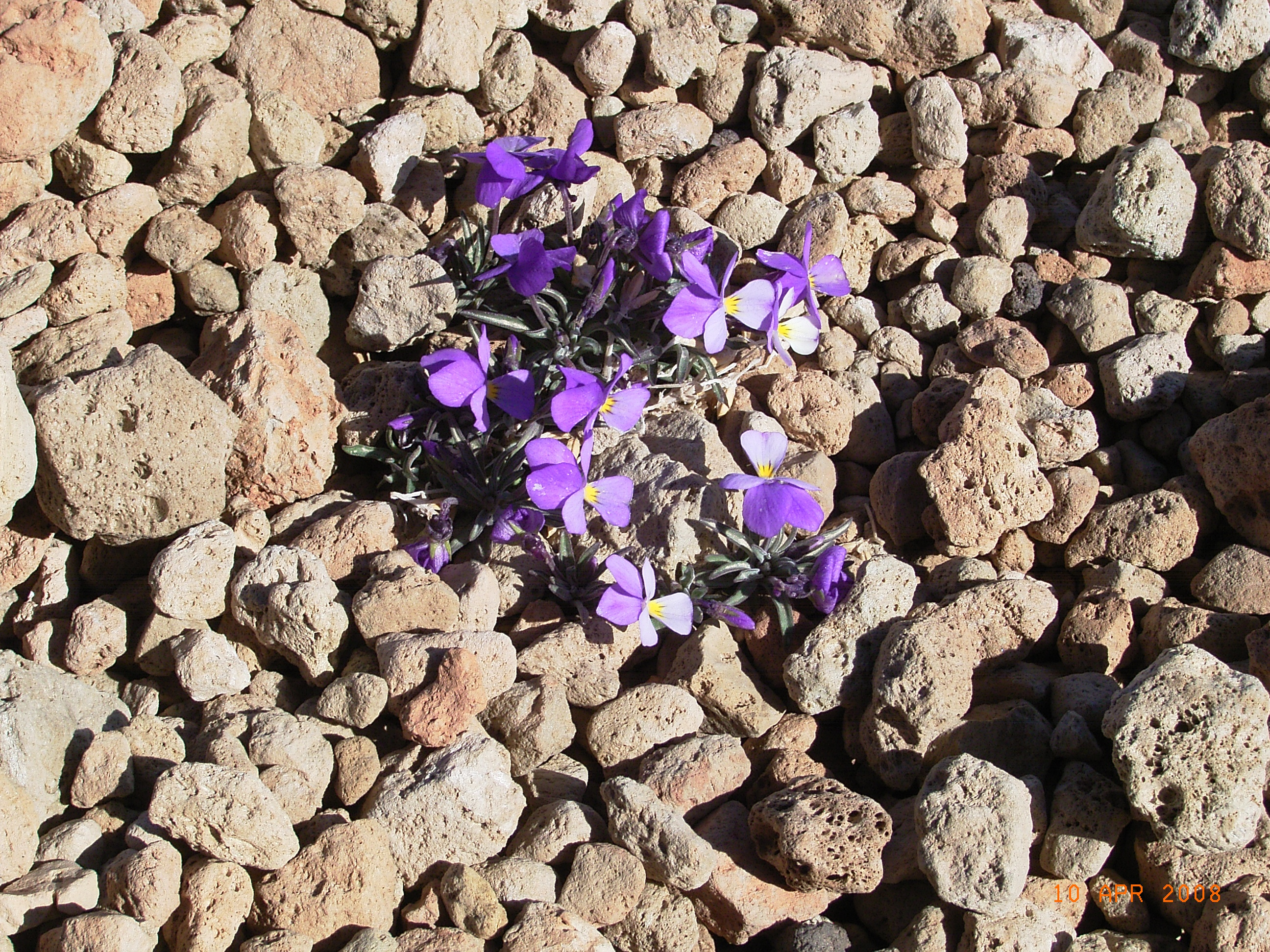
Teide-Veilchen (Viola cheiranthifolia)

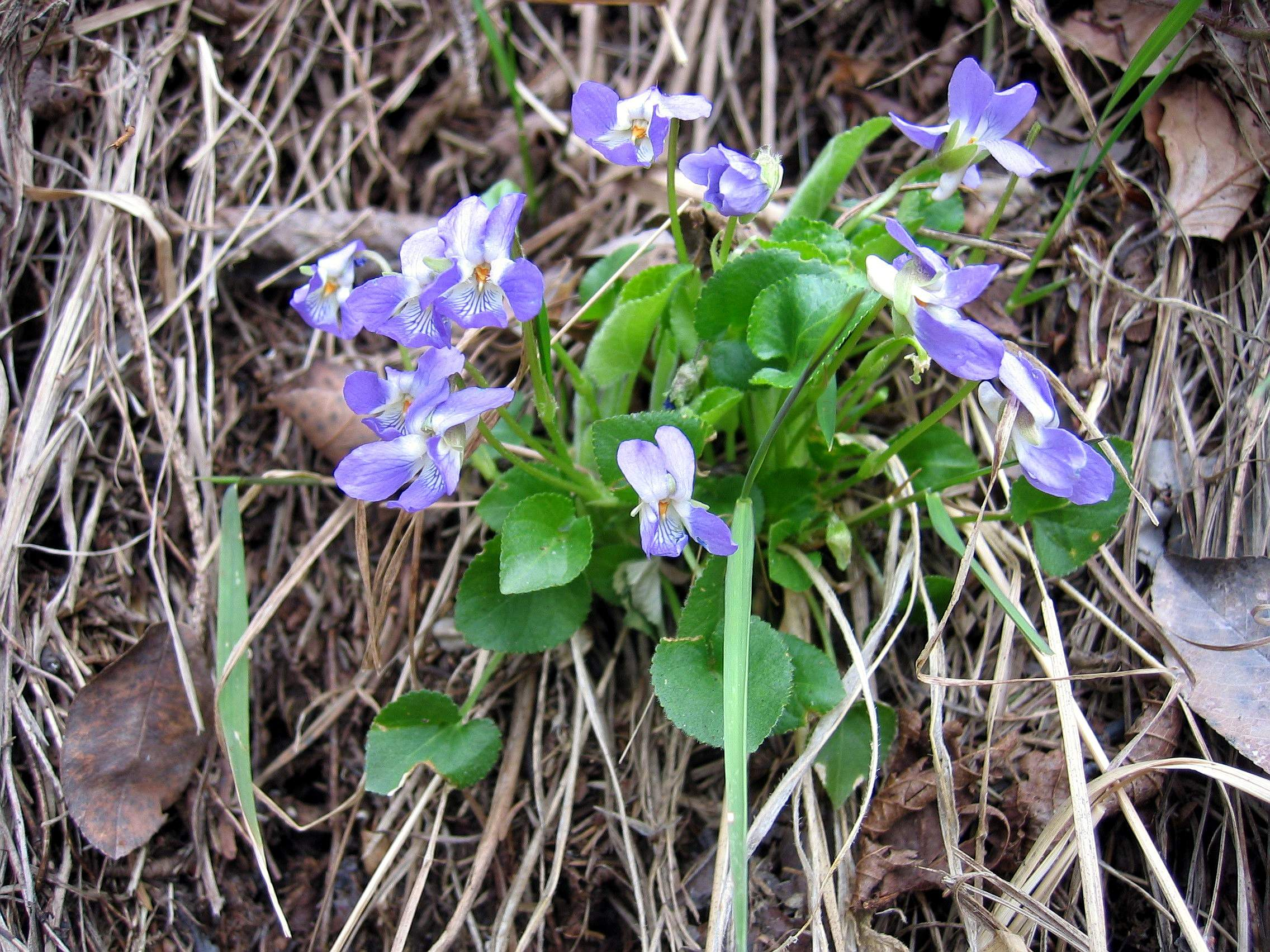
Hügel-Veilchen (Viola collina)

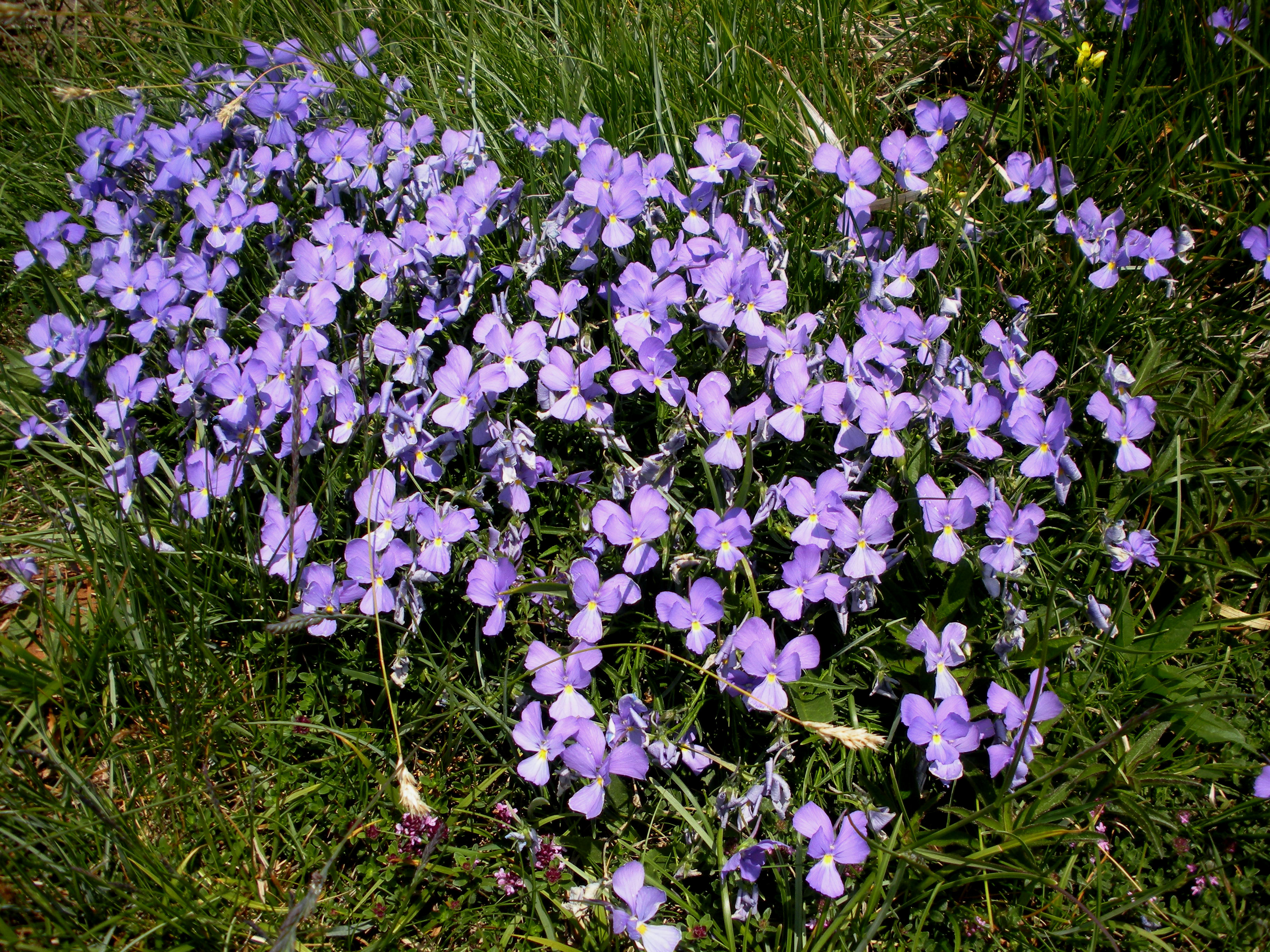
Viola corsica

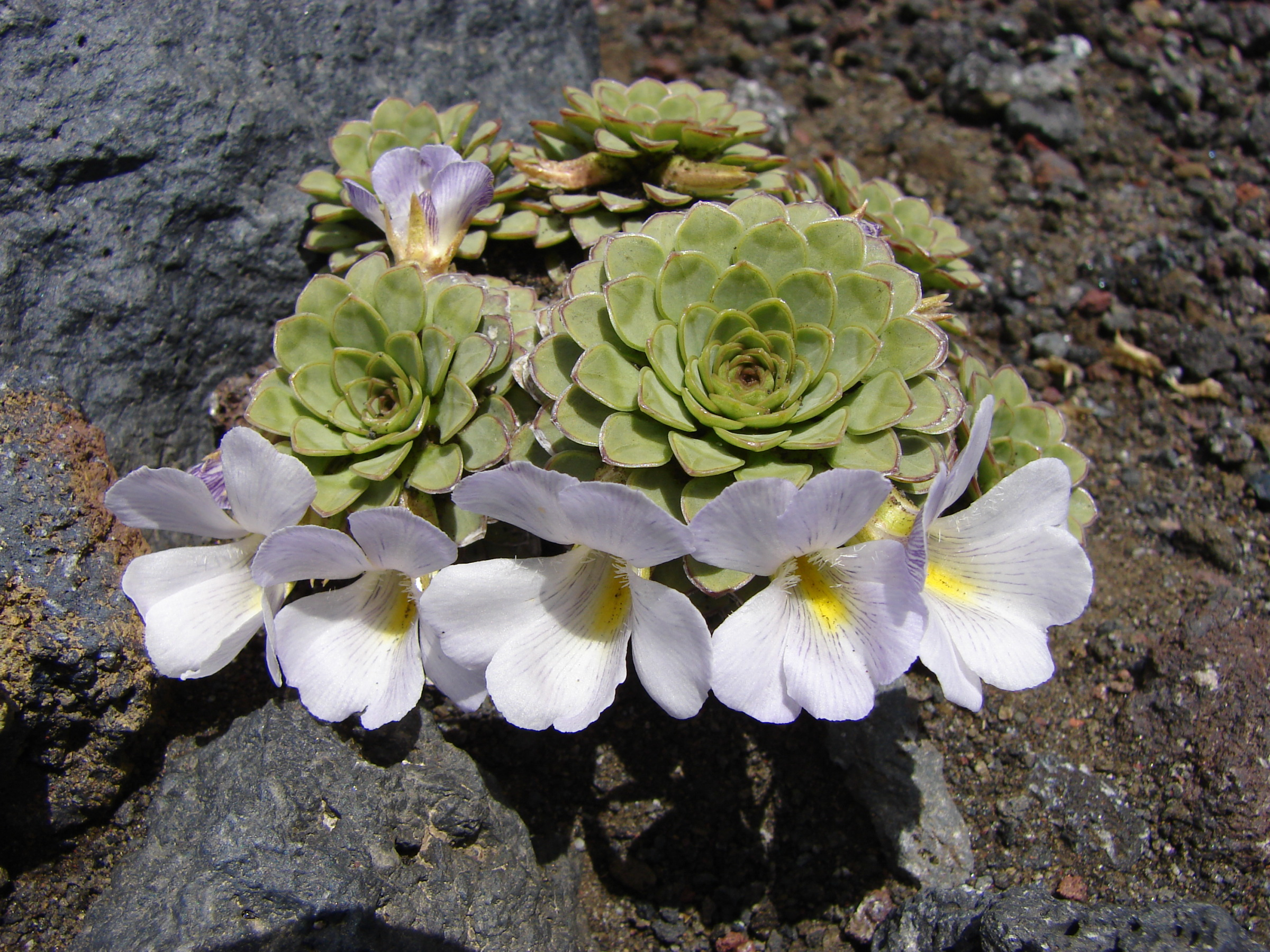
Habitus, Laubblätter und Blüten von Viola cotyledon

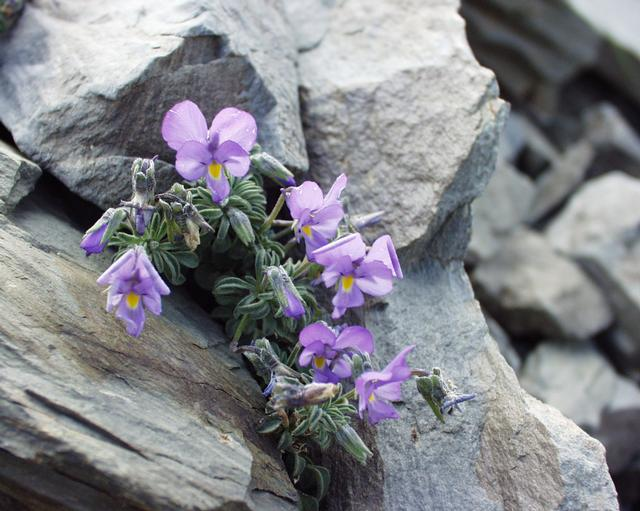
Viola diversifolia

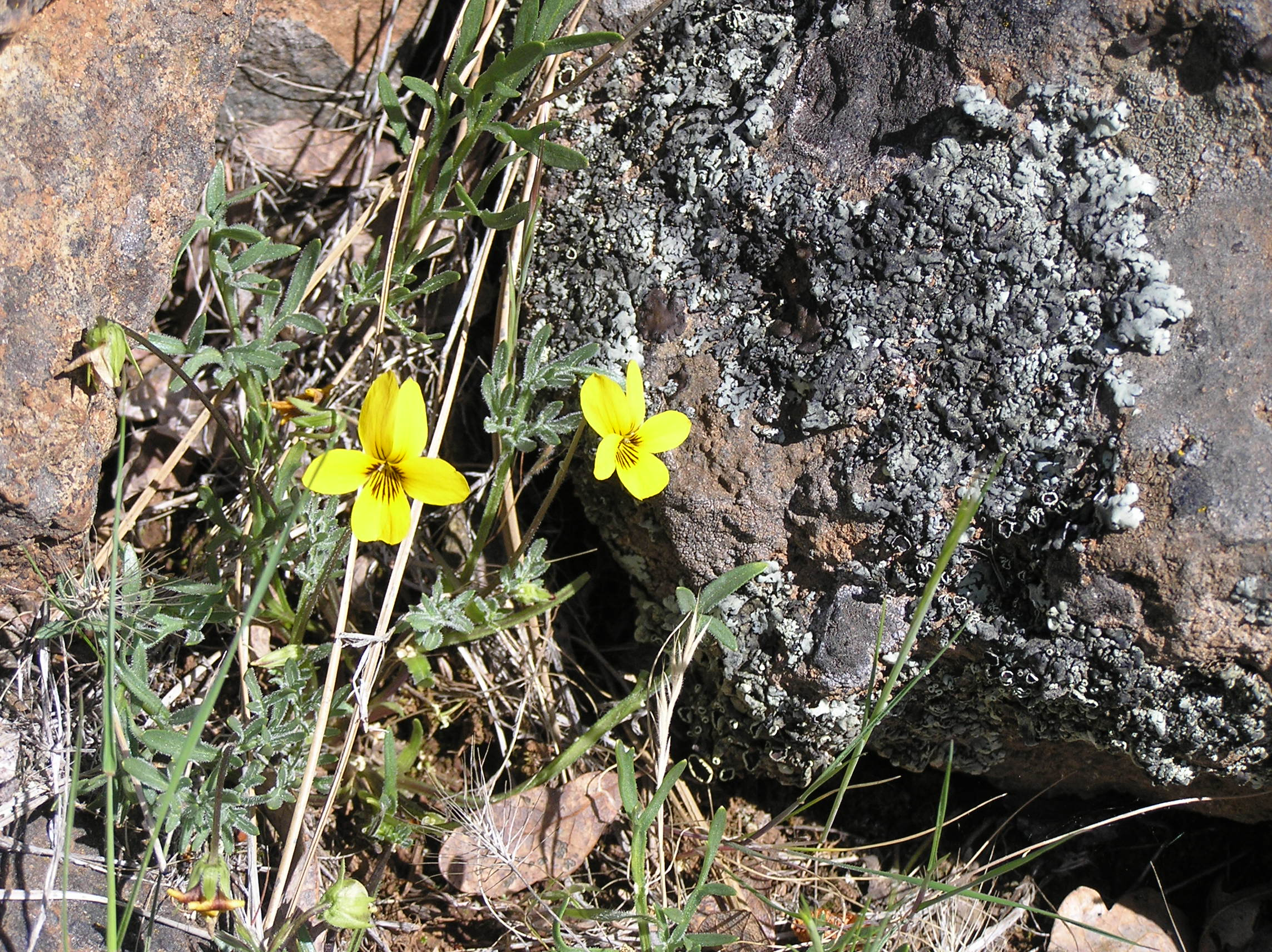
Viola douglasii

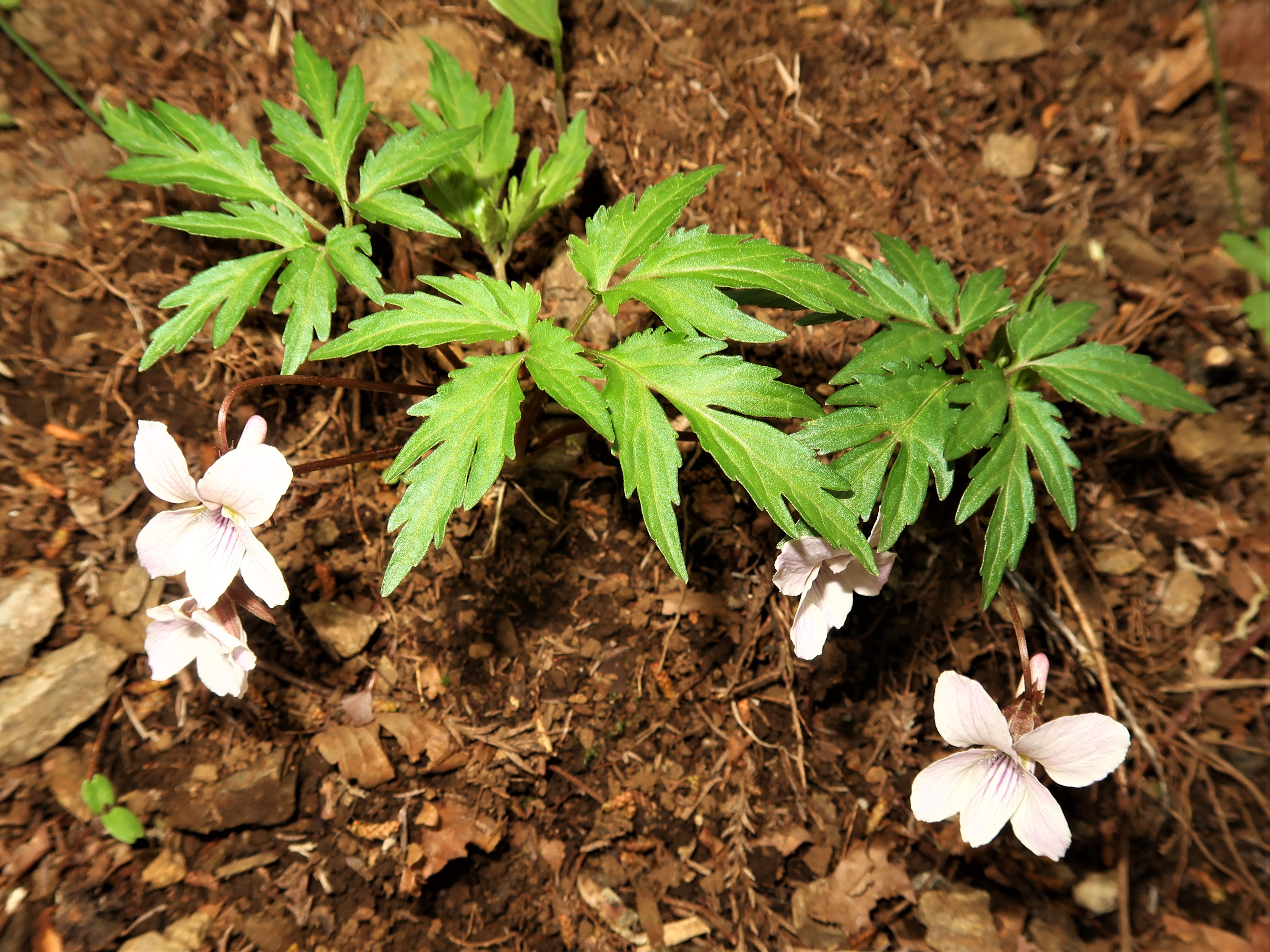
Habitus, geteilte Laubblätter und Blüten von Viola eizanensis

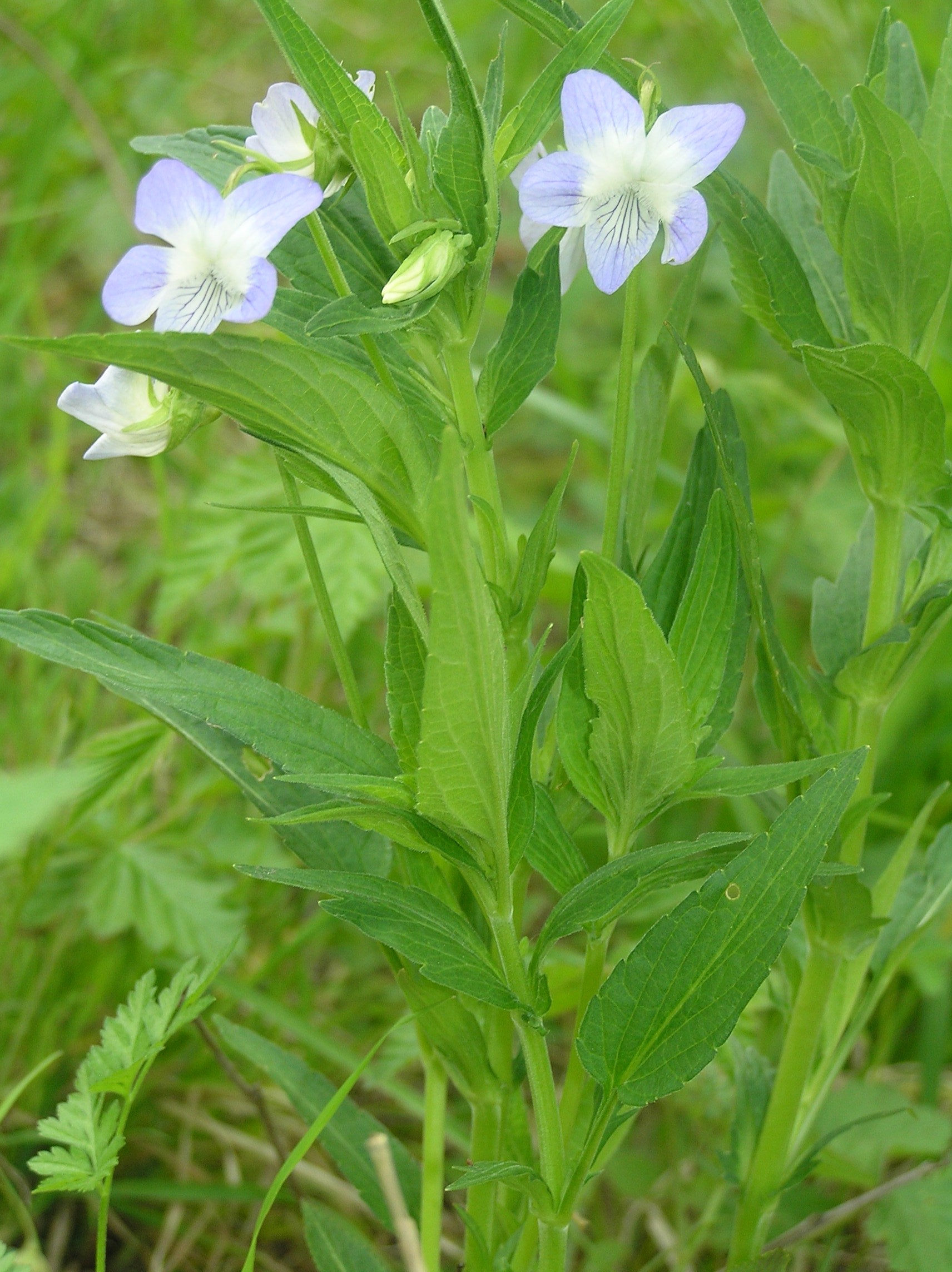
Hohes Veilchen (Viola elatior)

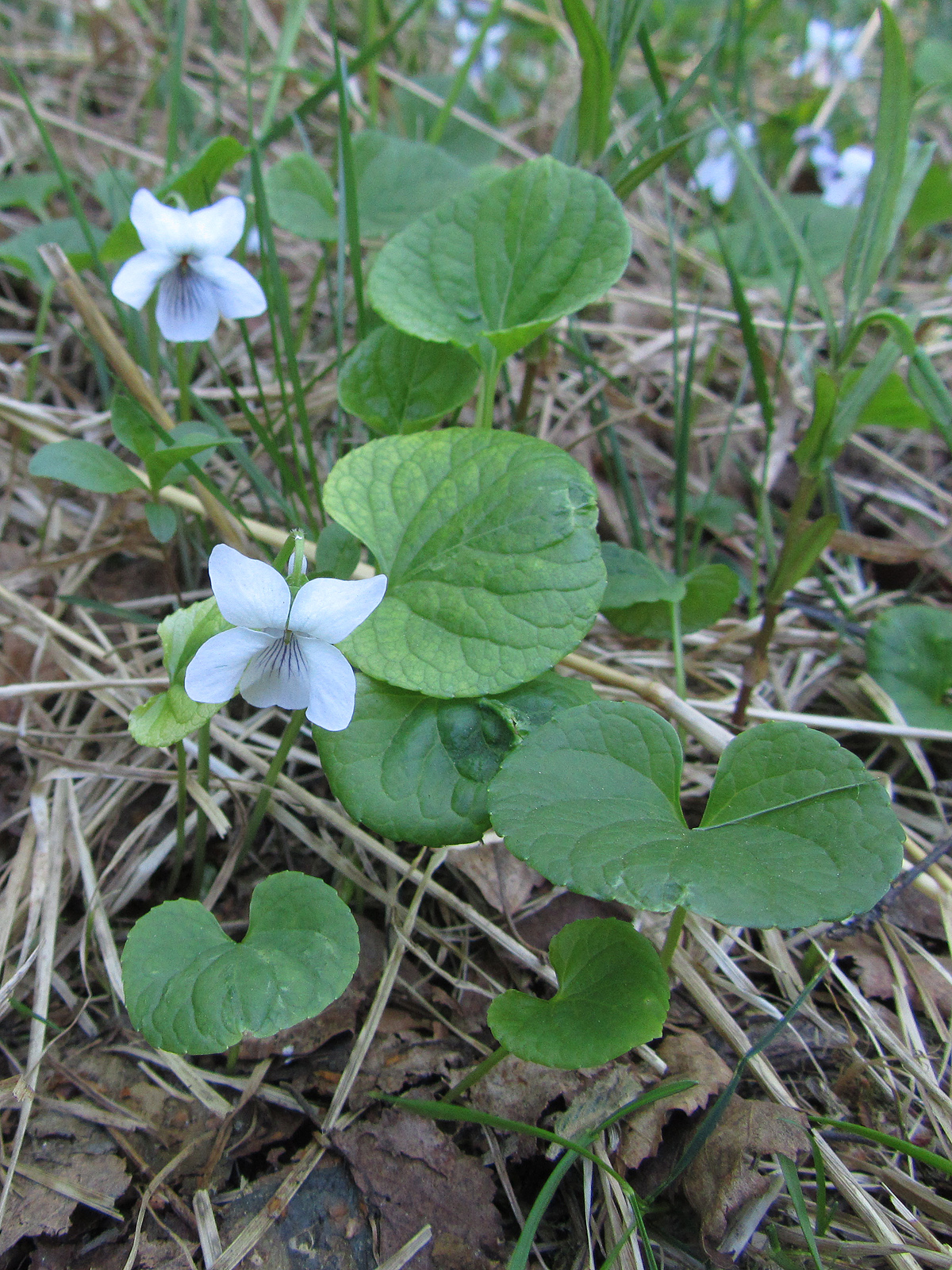
Viola epipsila

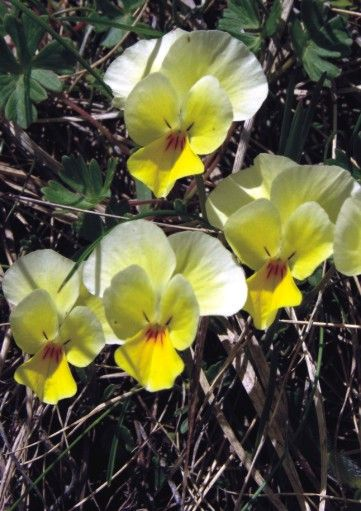
Viola eximia

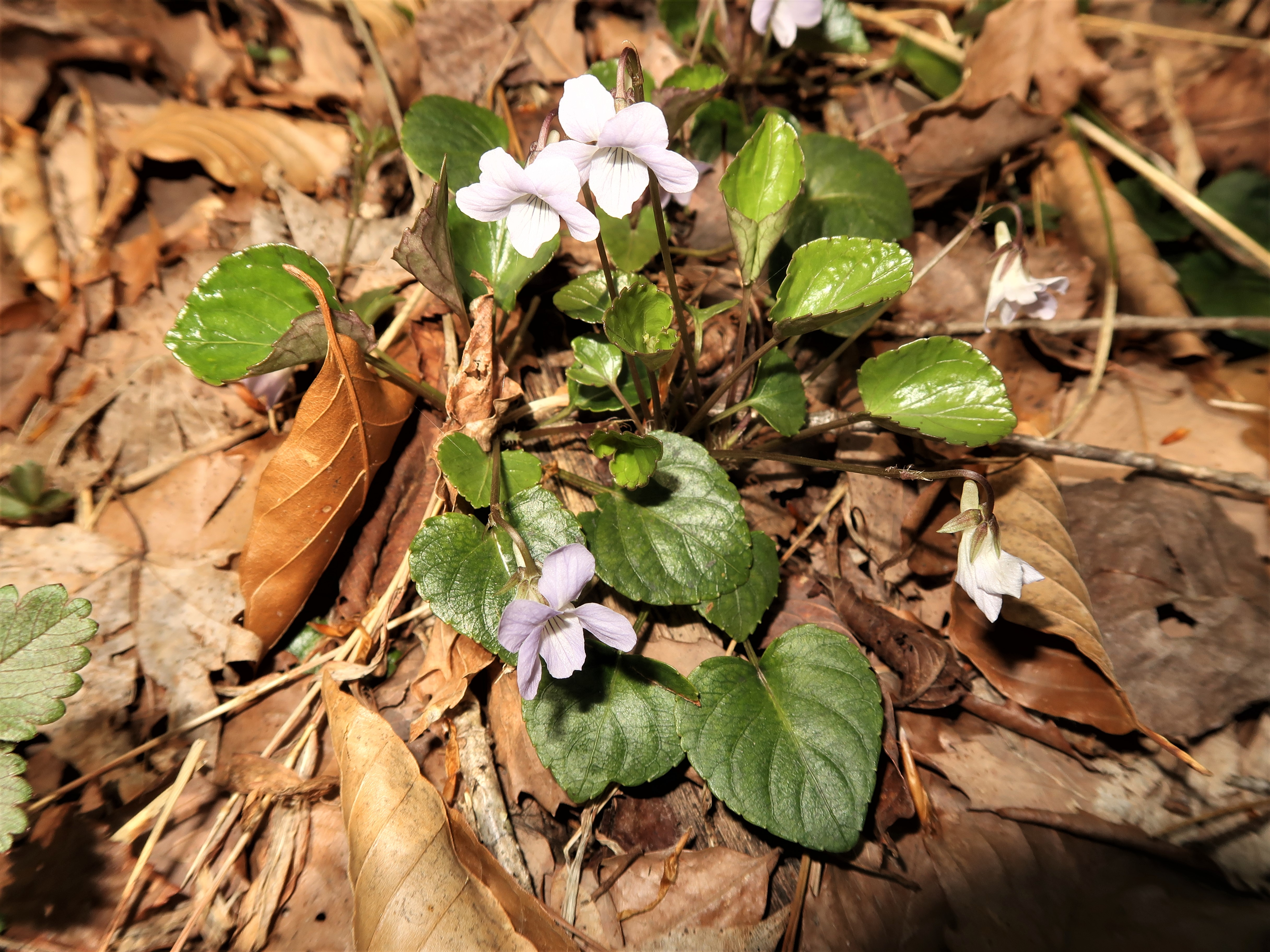
Habitus, einfache Laubblätter und Blüten von Viola faurieana

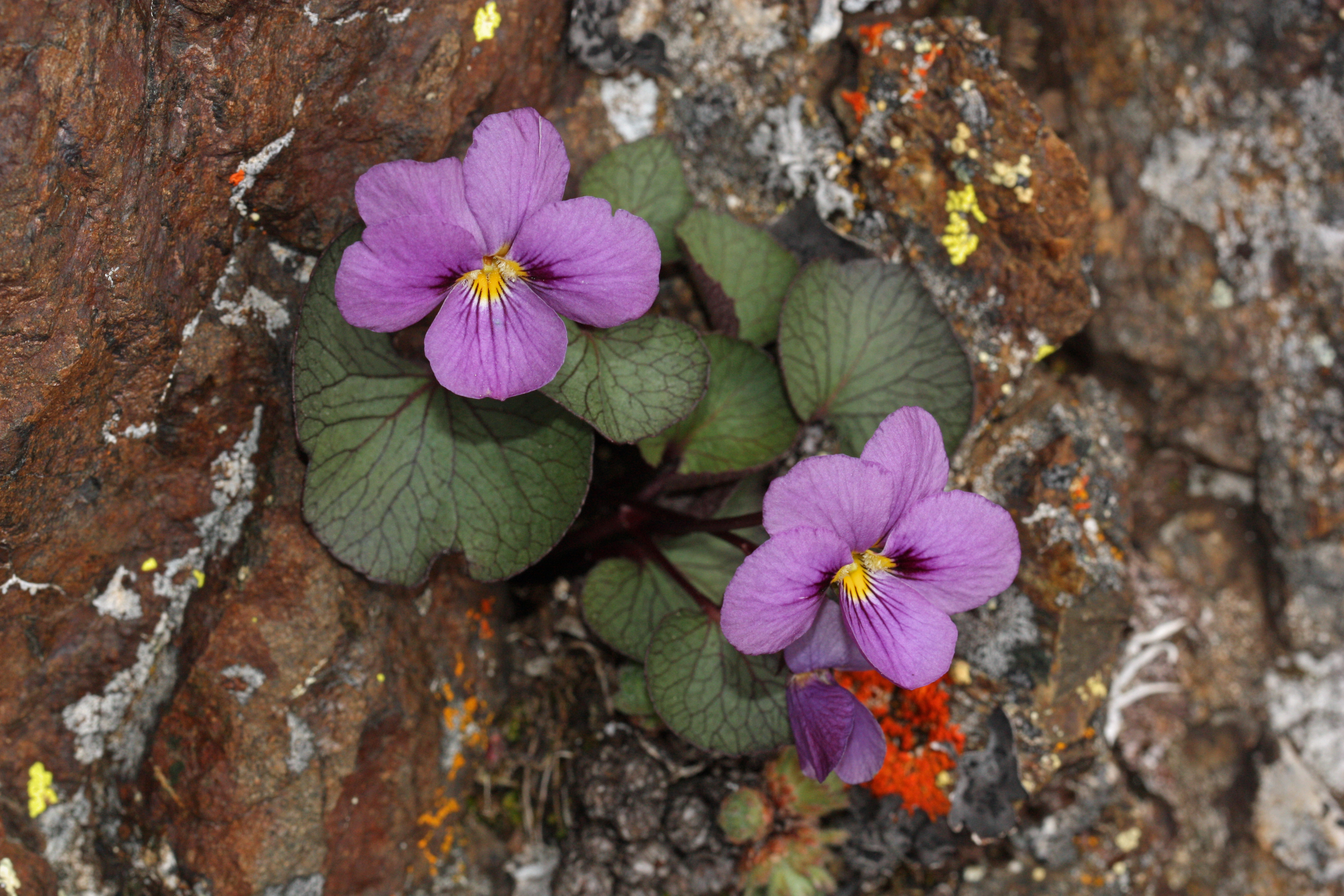
Viola flettii

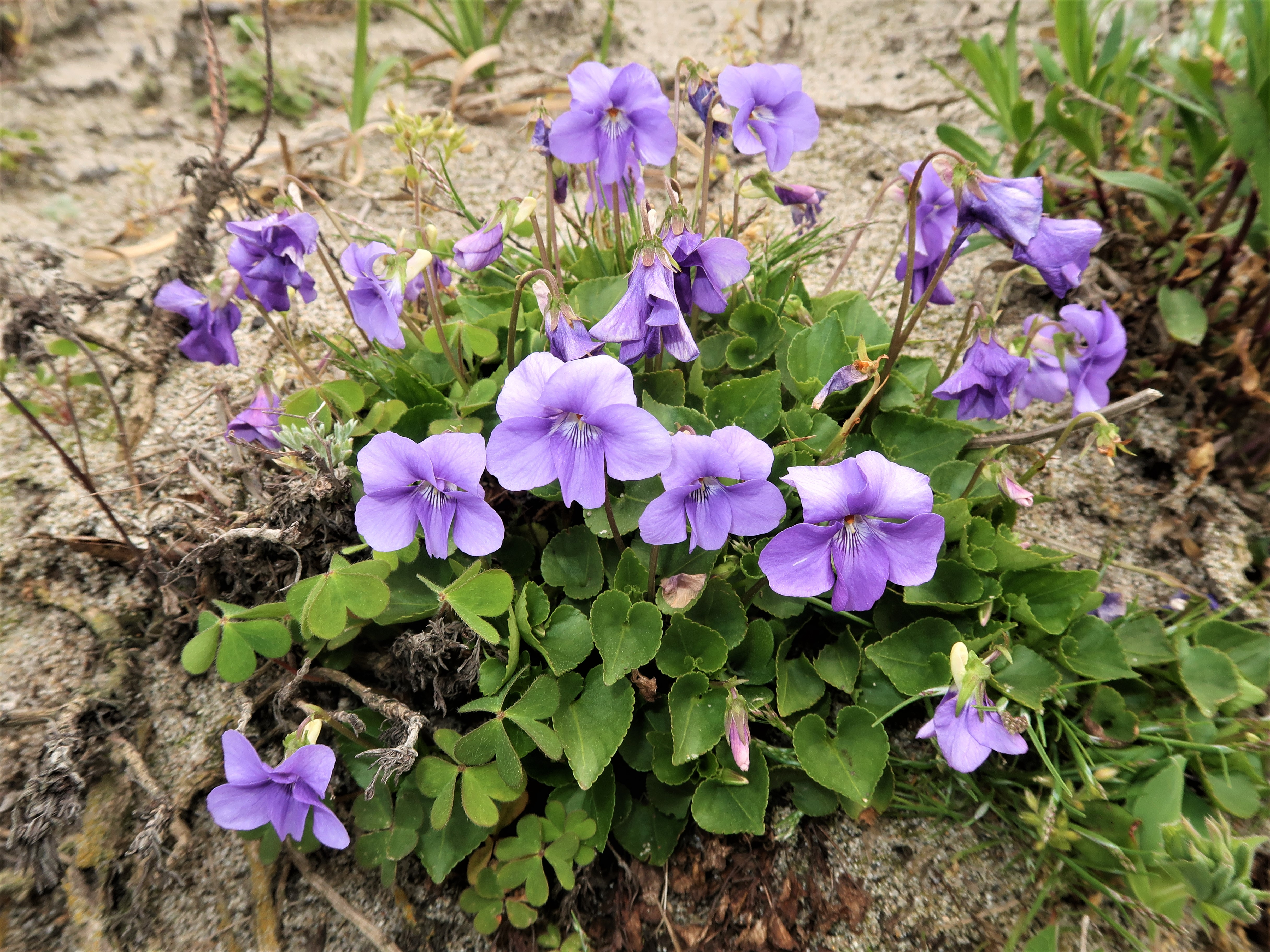
Habitus, einfache Laubblätter und Blüten von Viola grayi

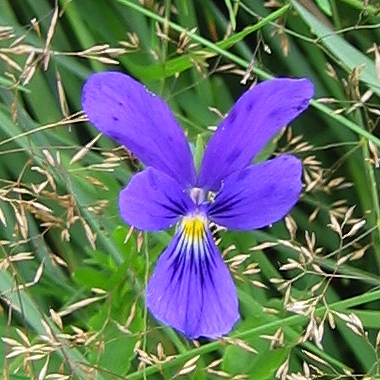
Violettes Galmei-Stiefmütterchen (Viola guestphalica)

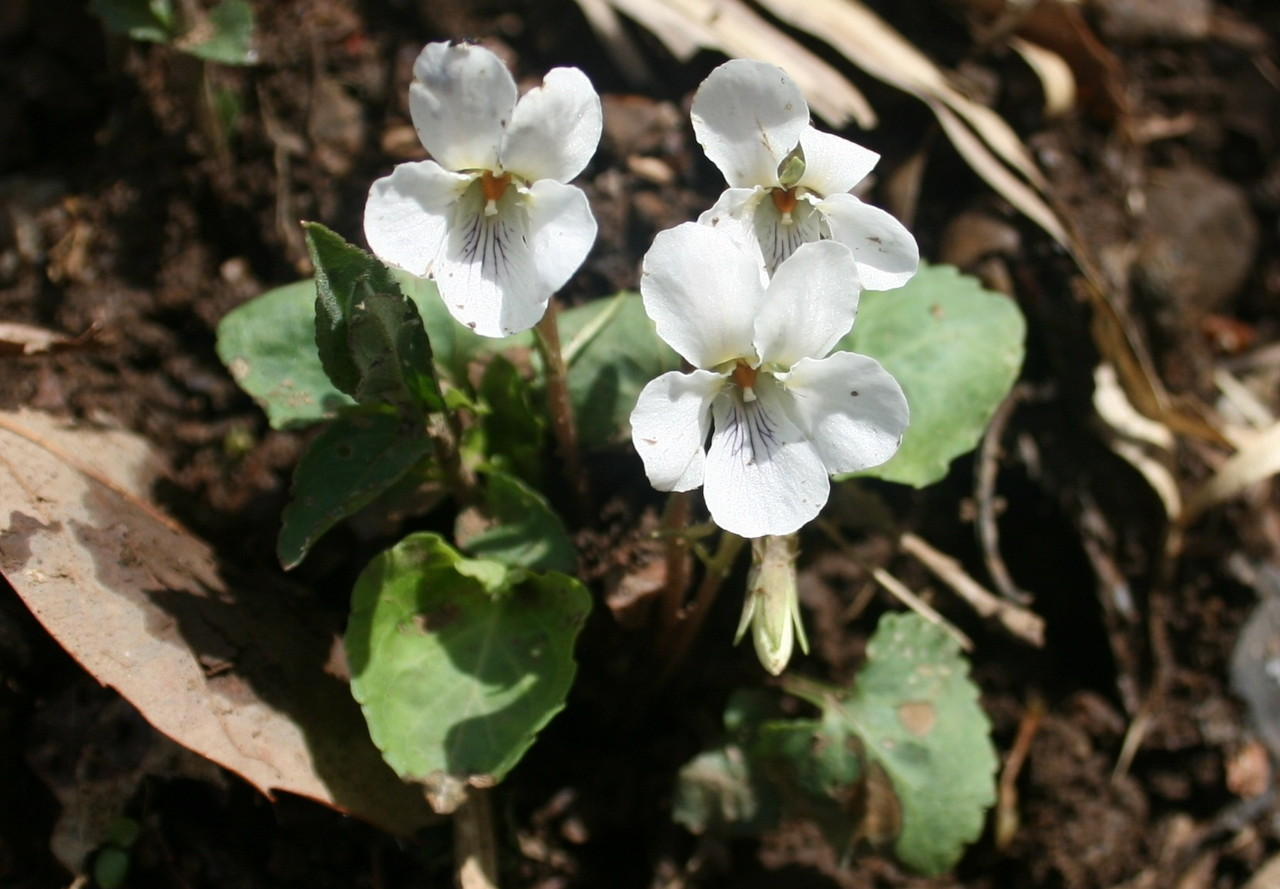
Viola keiskei

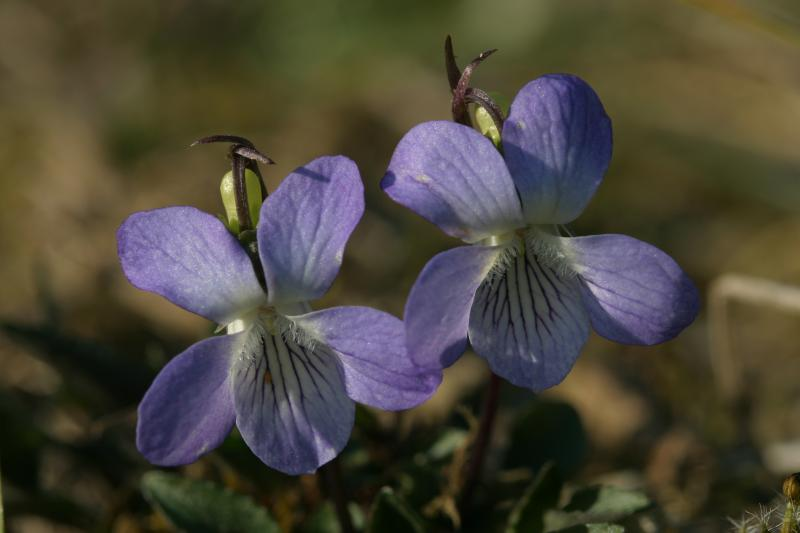
Blüten von Viola lactea

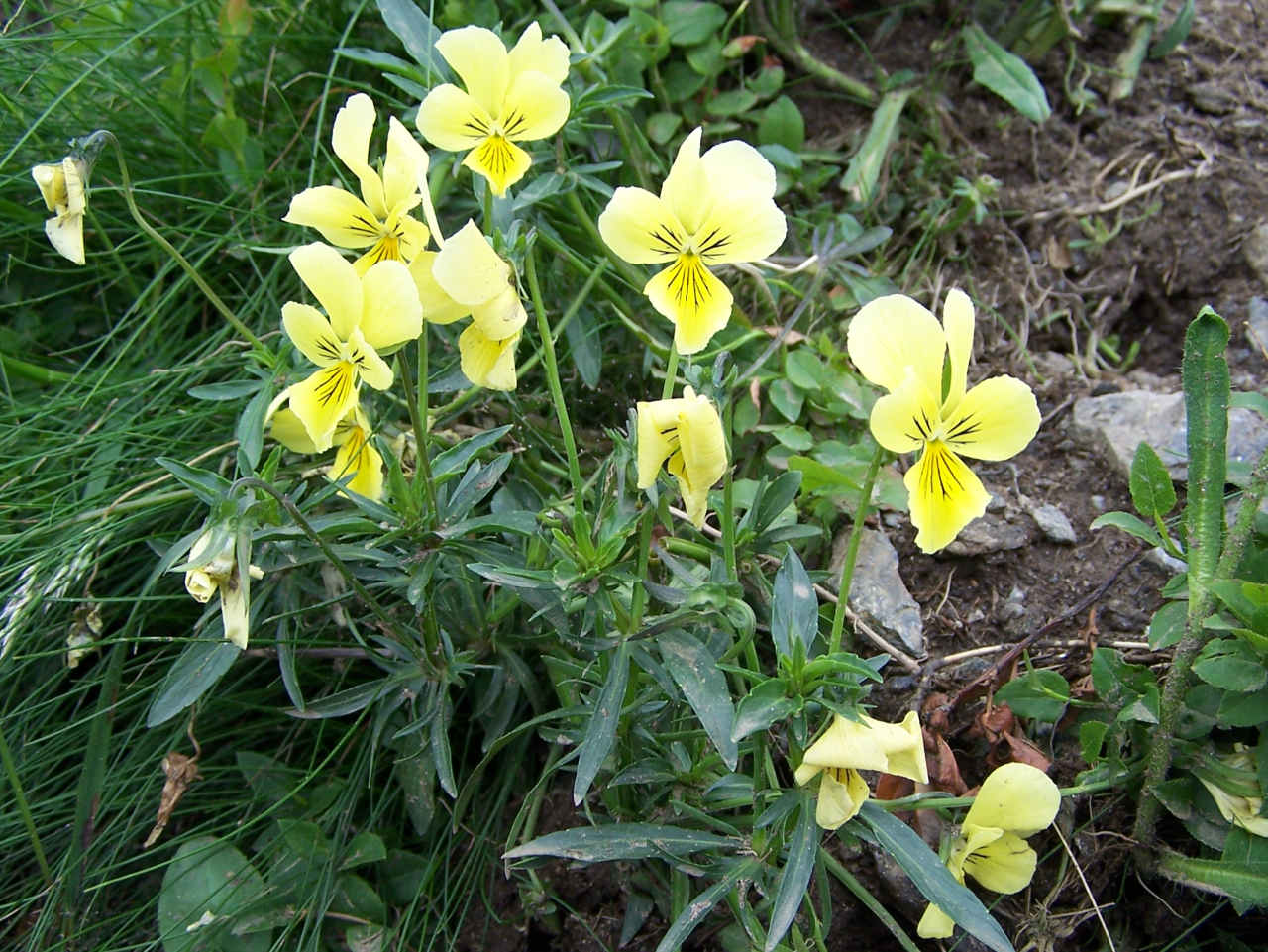
Sudeten-Stiefmütterchen (Viola lutea subsp. sudetica)

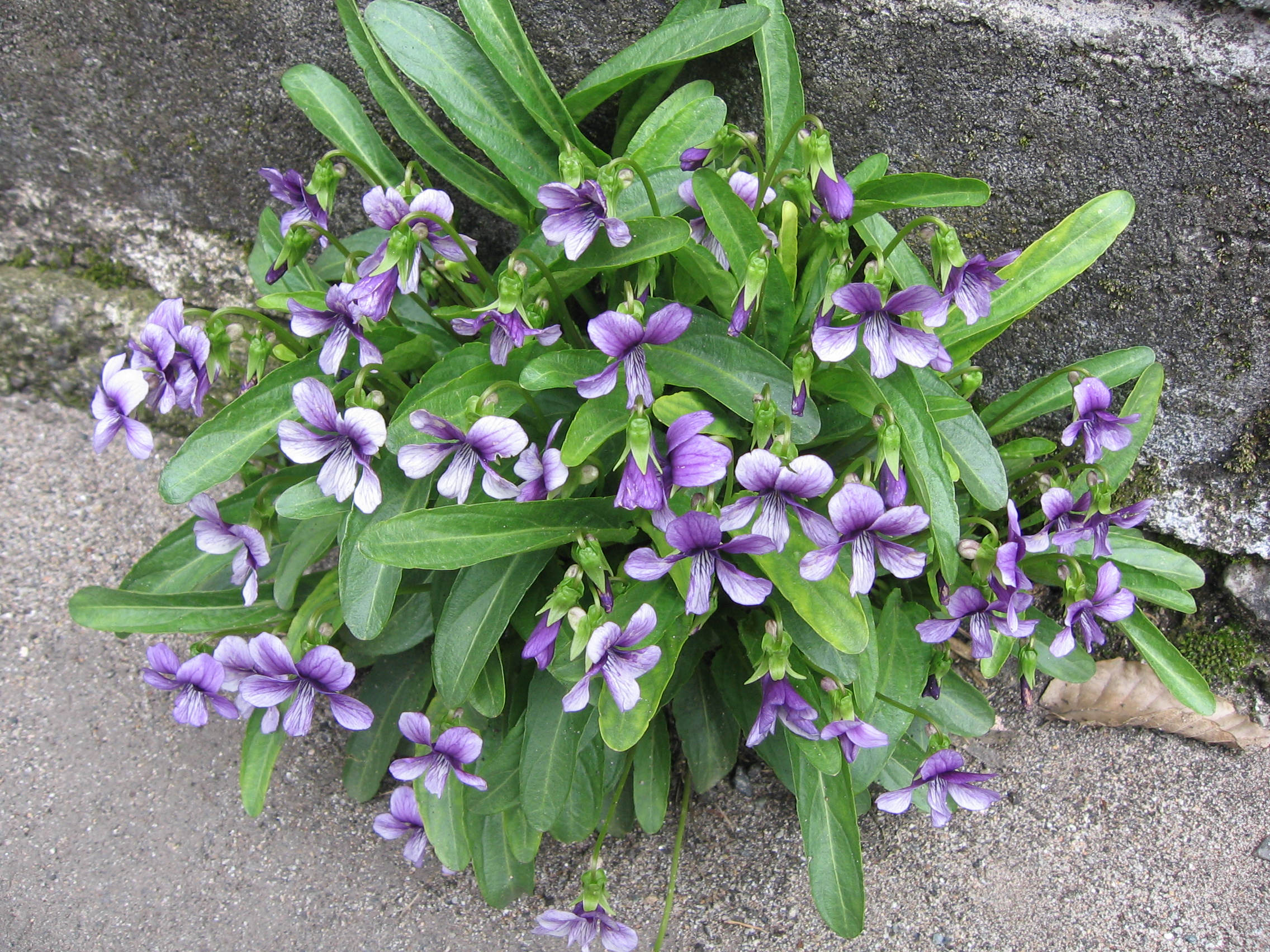
Viola mandshurica

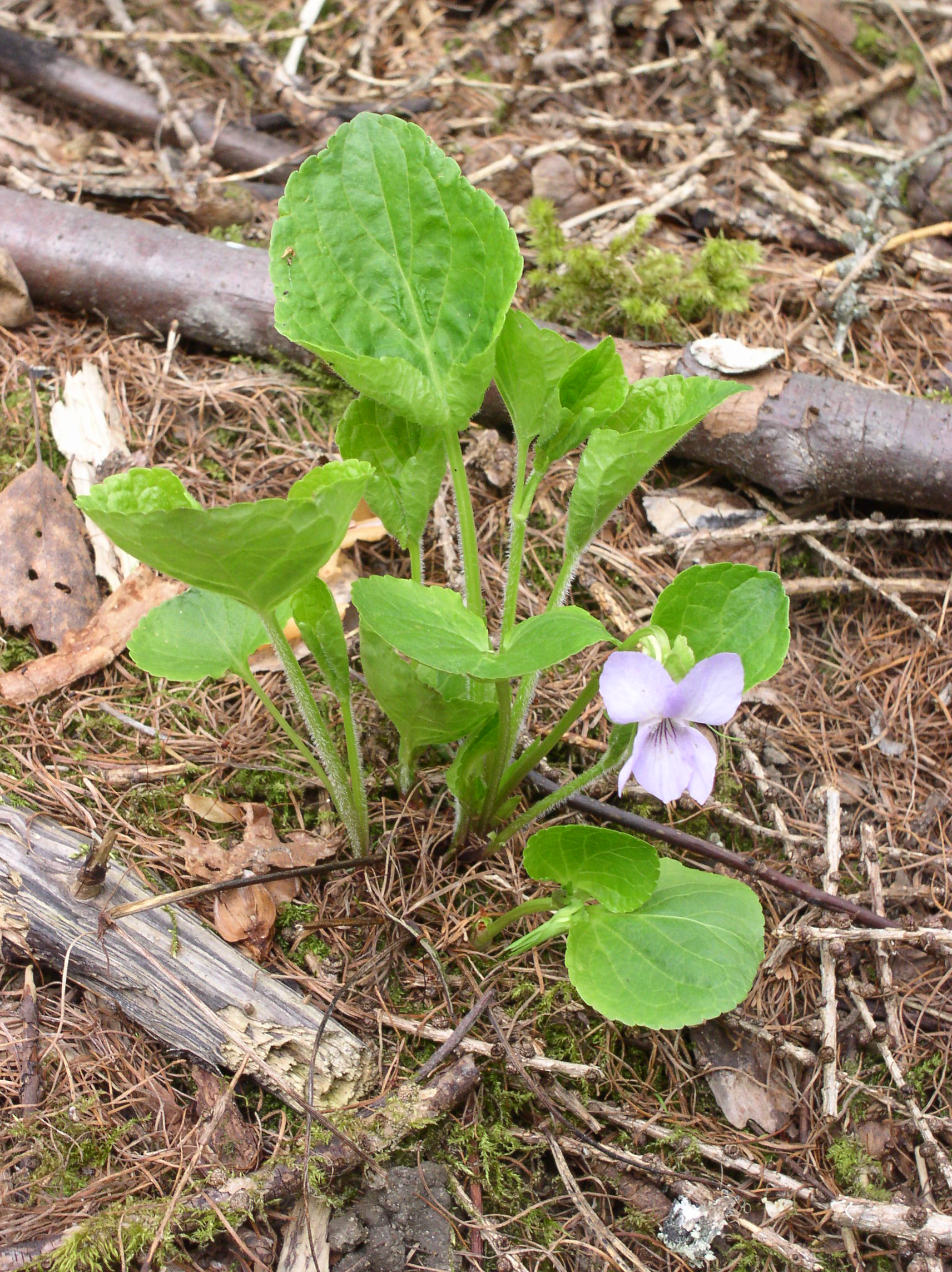
Wunder-Veilchen (Viola mirabilis)

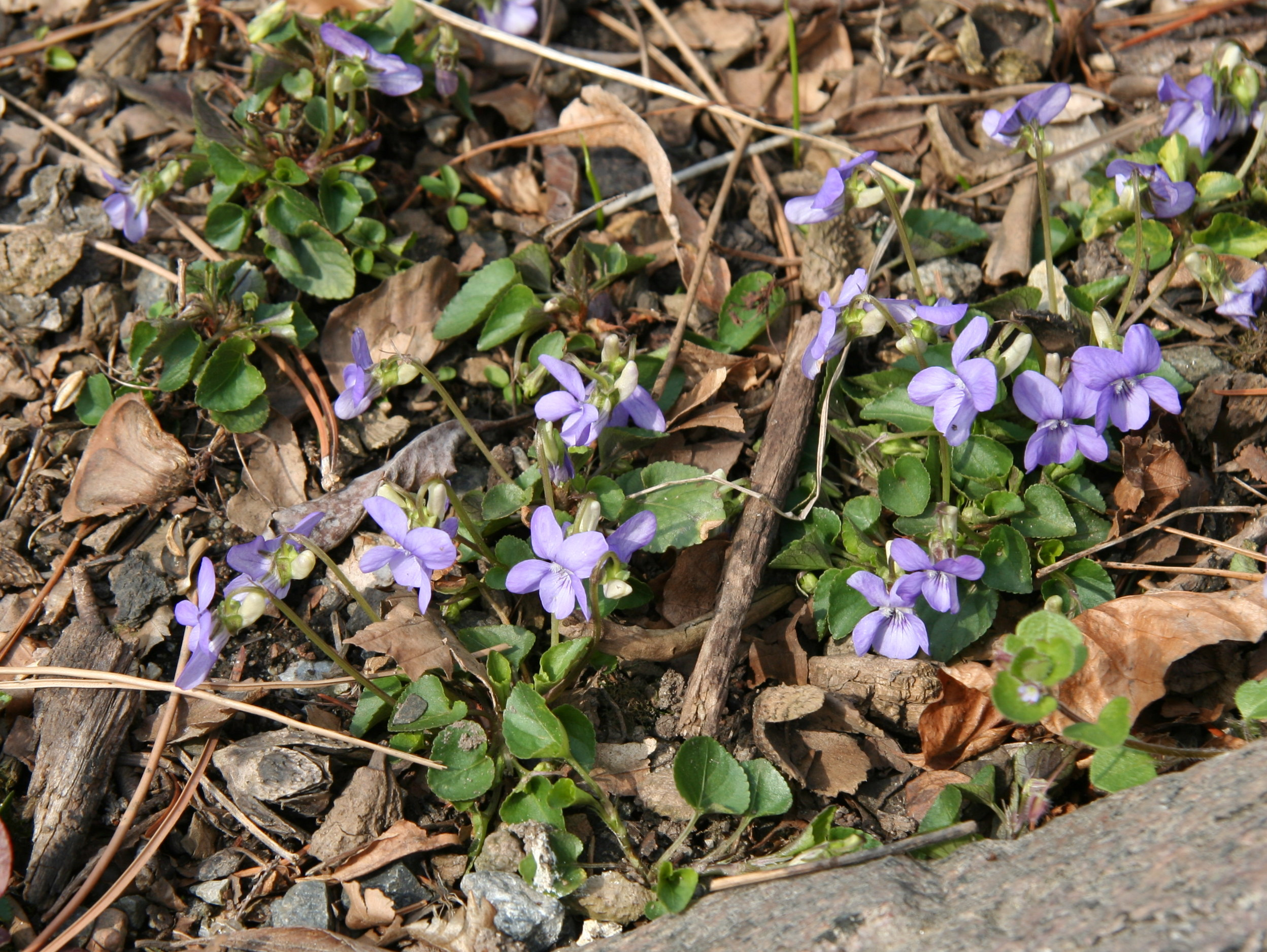
Viola missouriensis

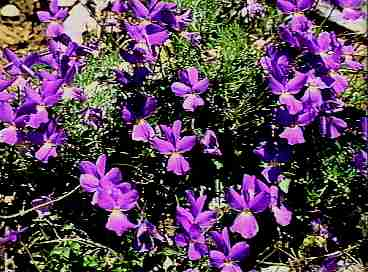
Viola nebrodensis

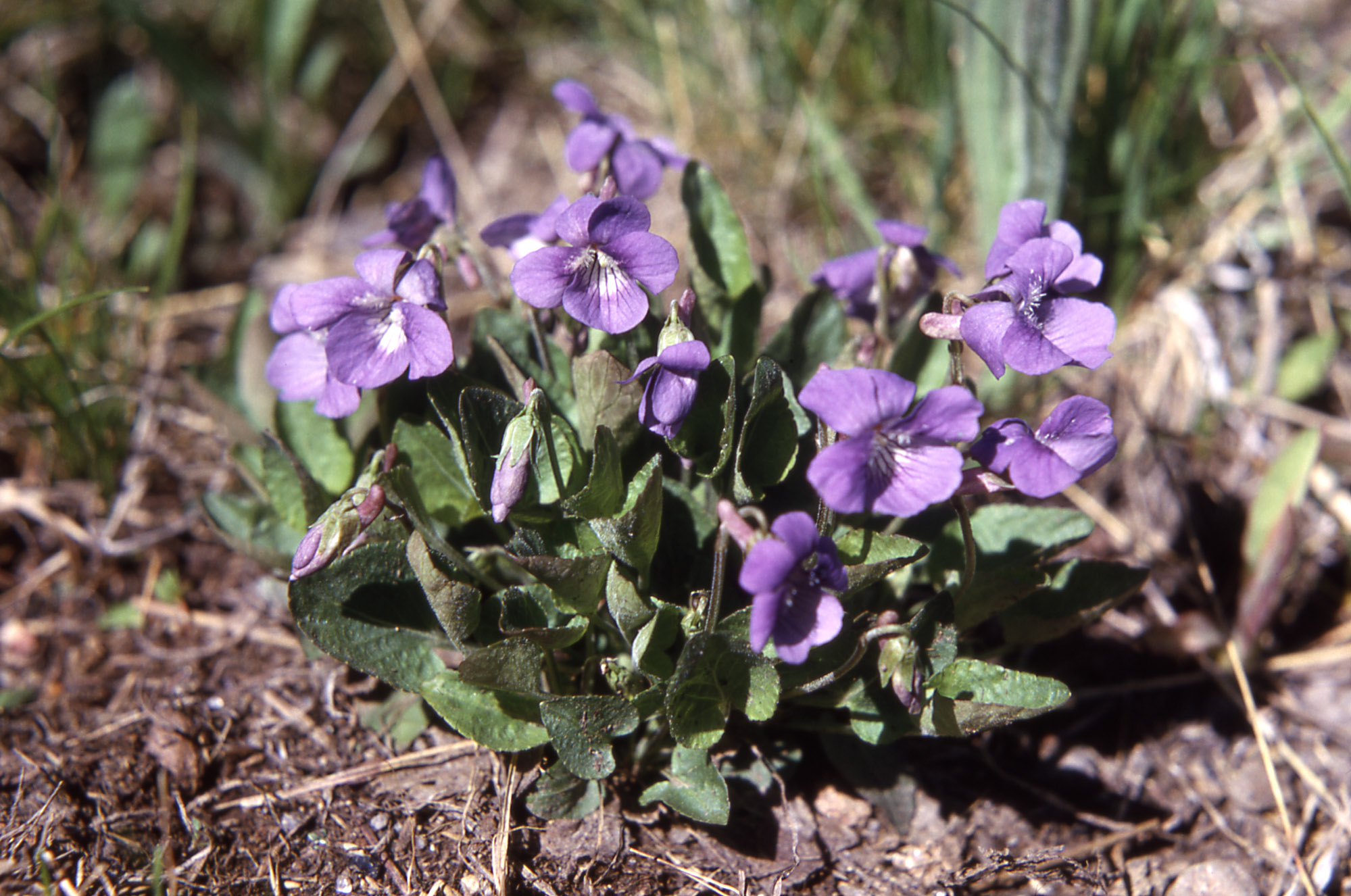
Viola nephrophylla

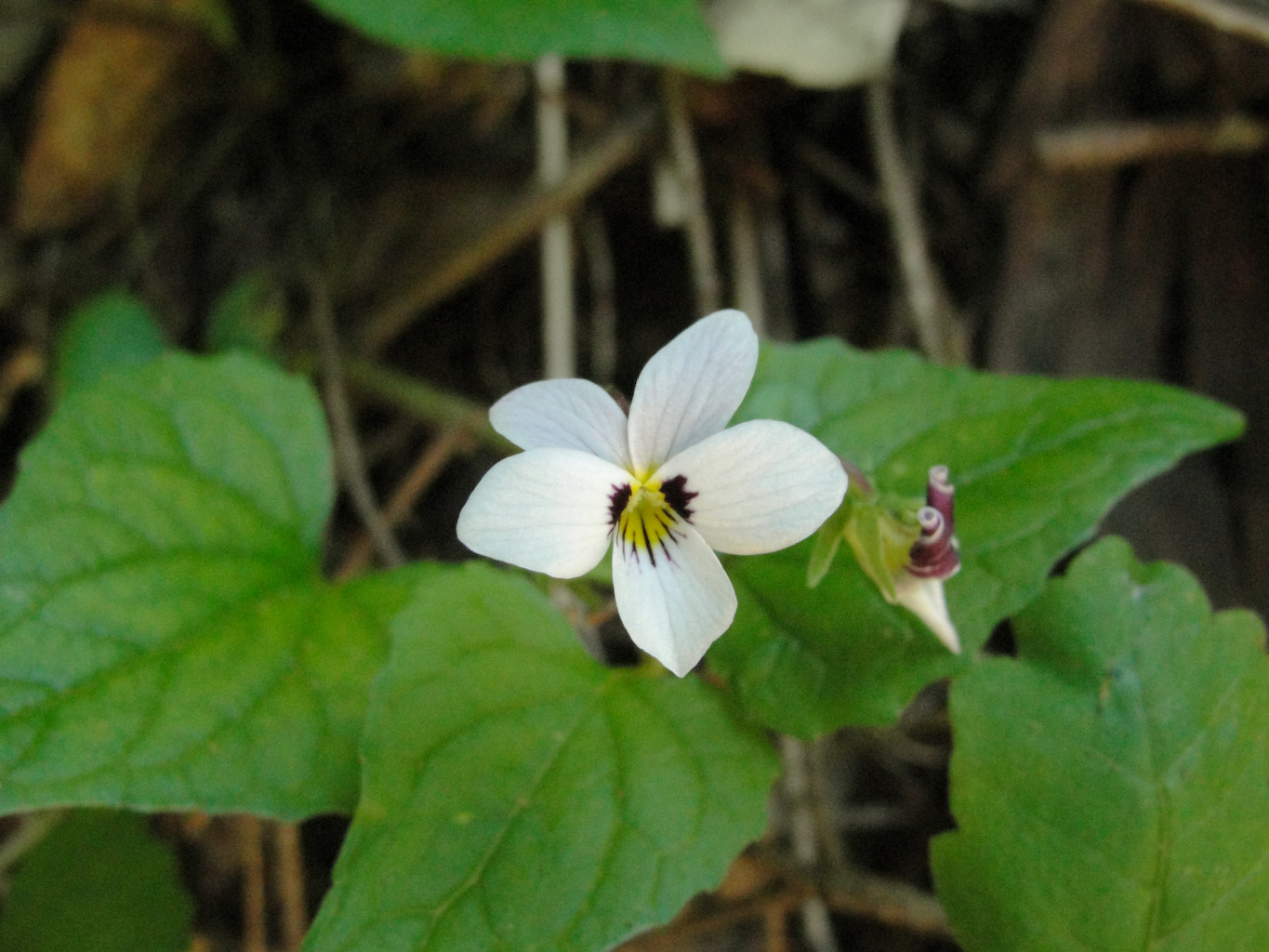
Viola ocellata

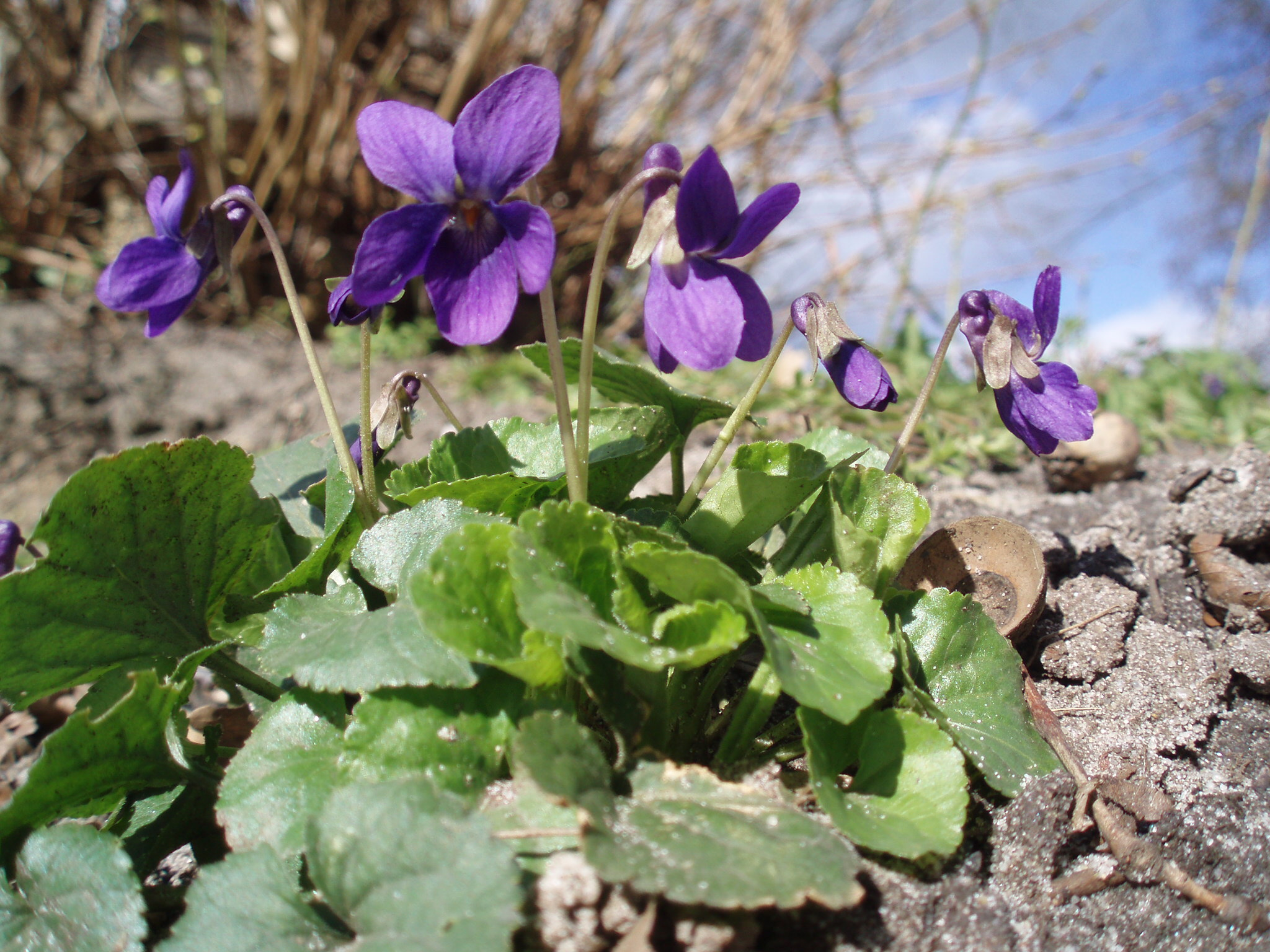
Duftveilchen (Viola odorata)

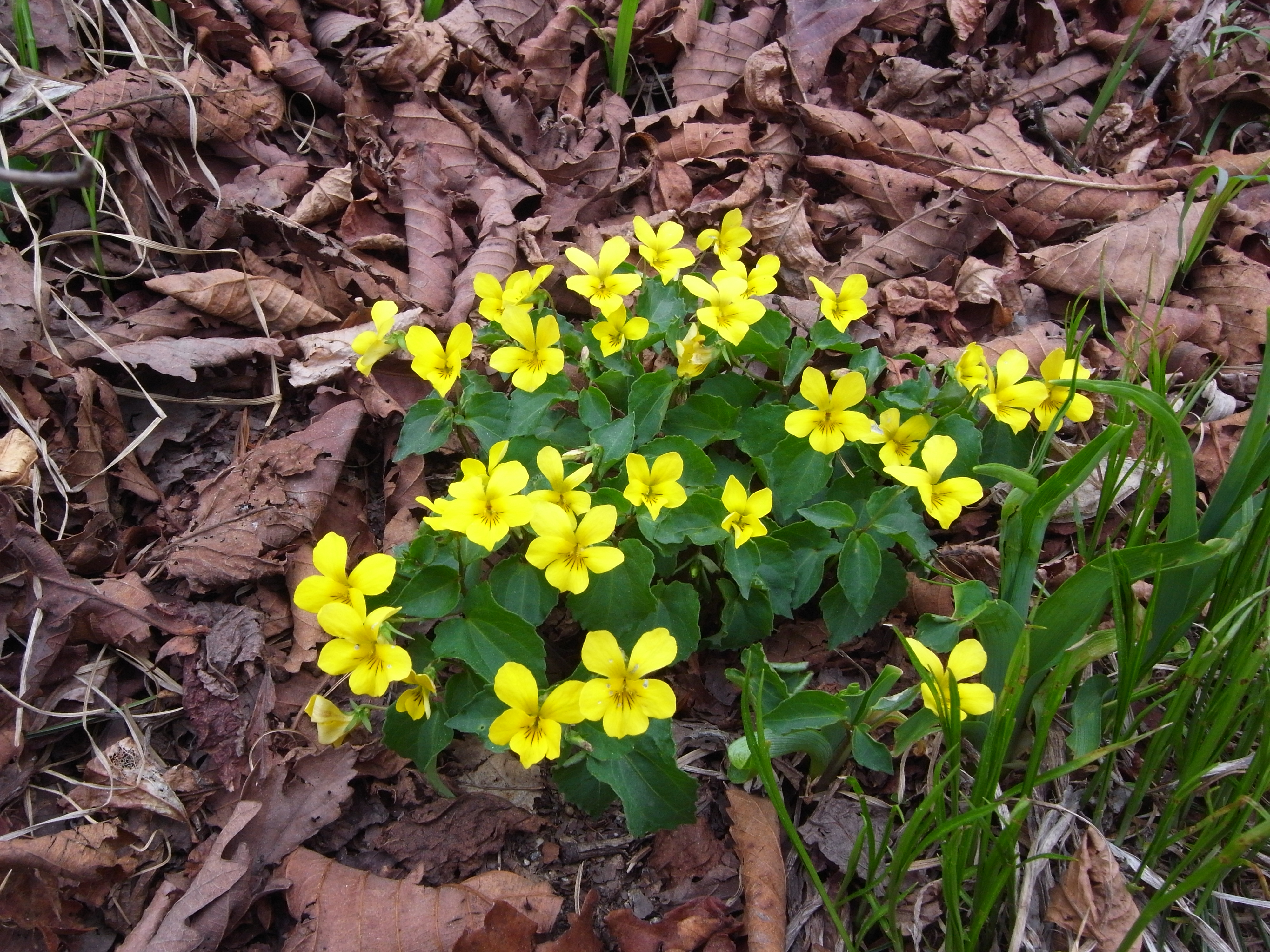
Viola orientalis

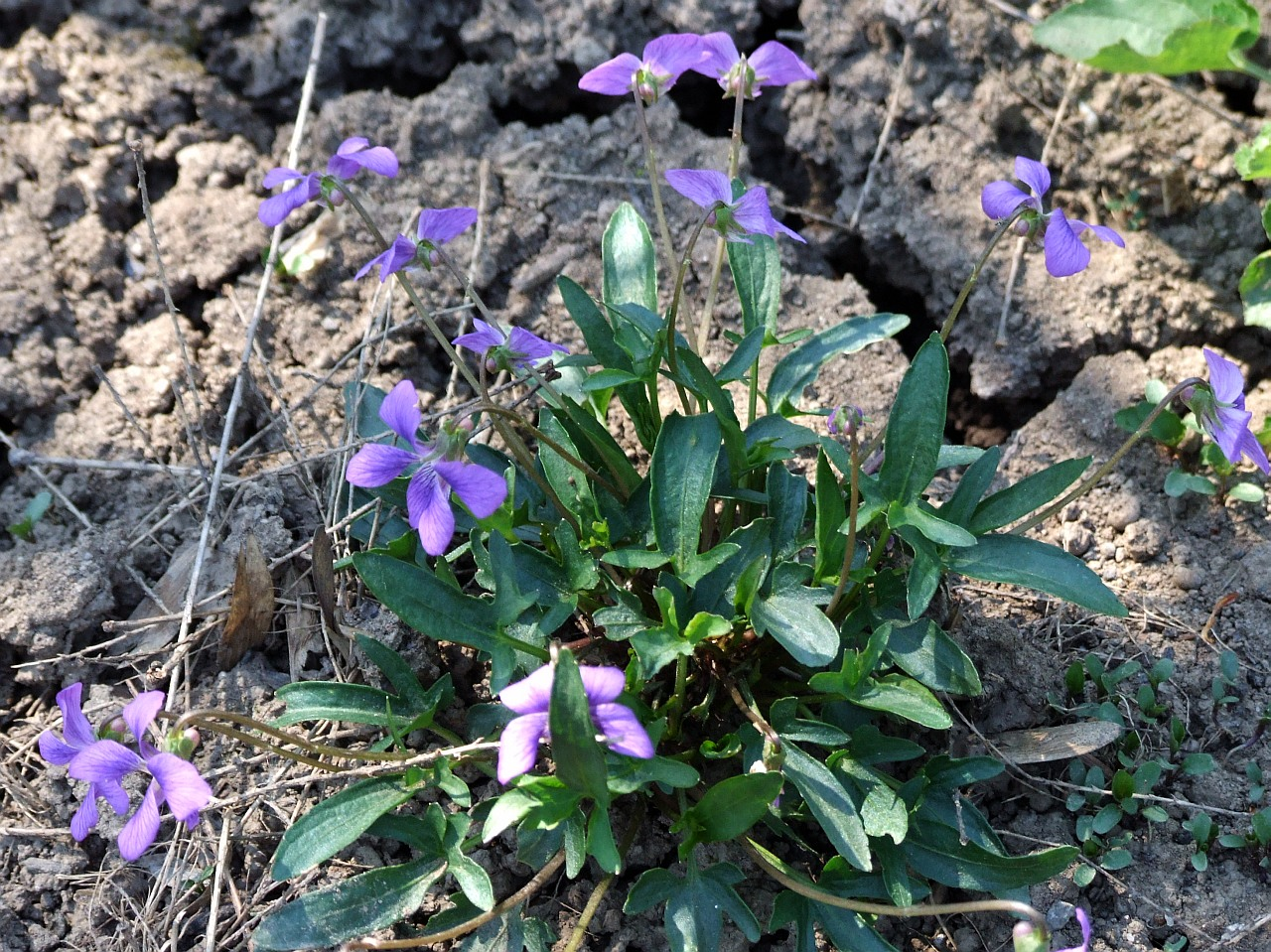
Viola palmata

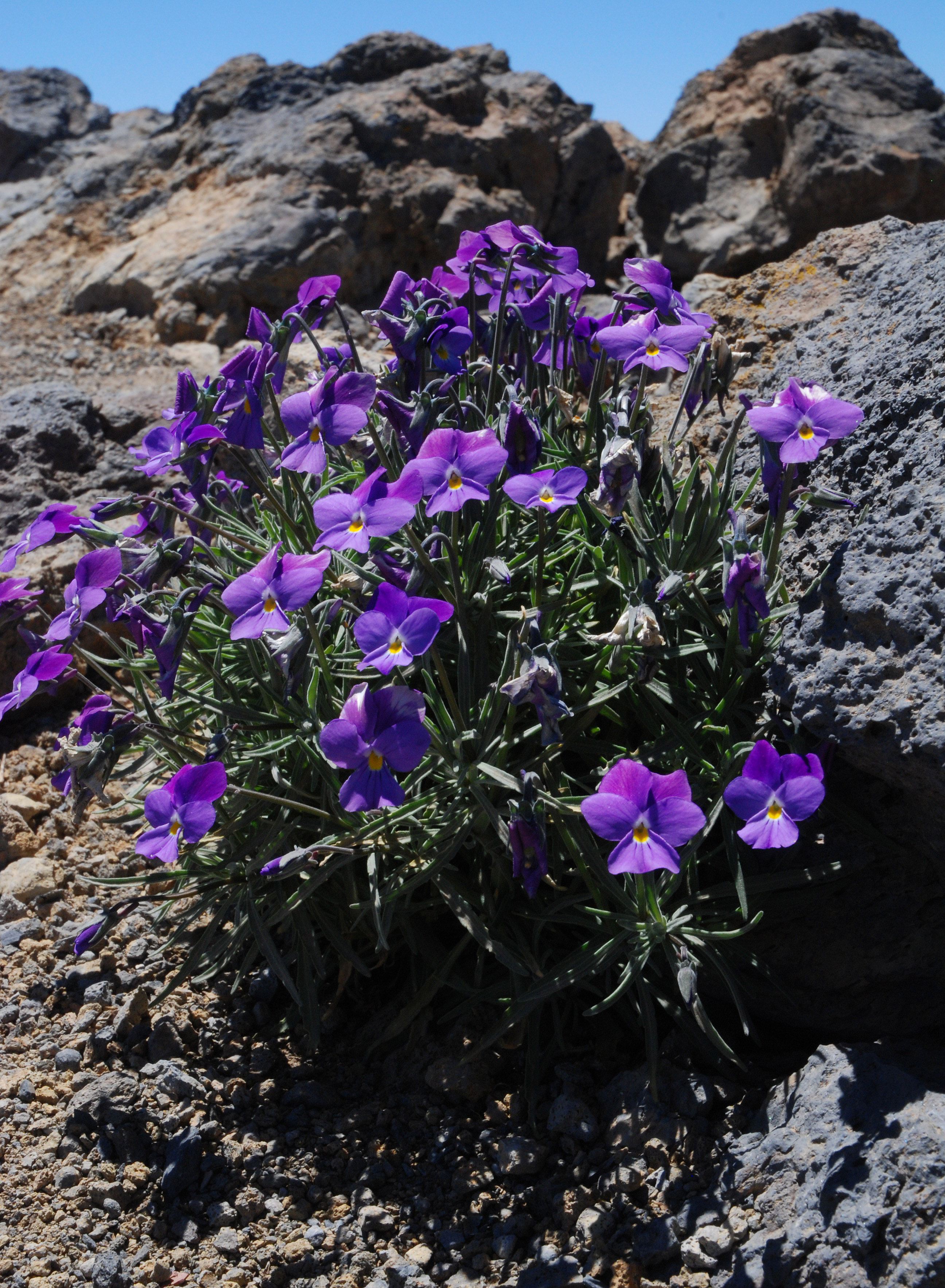
Viola palmensis

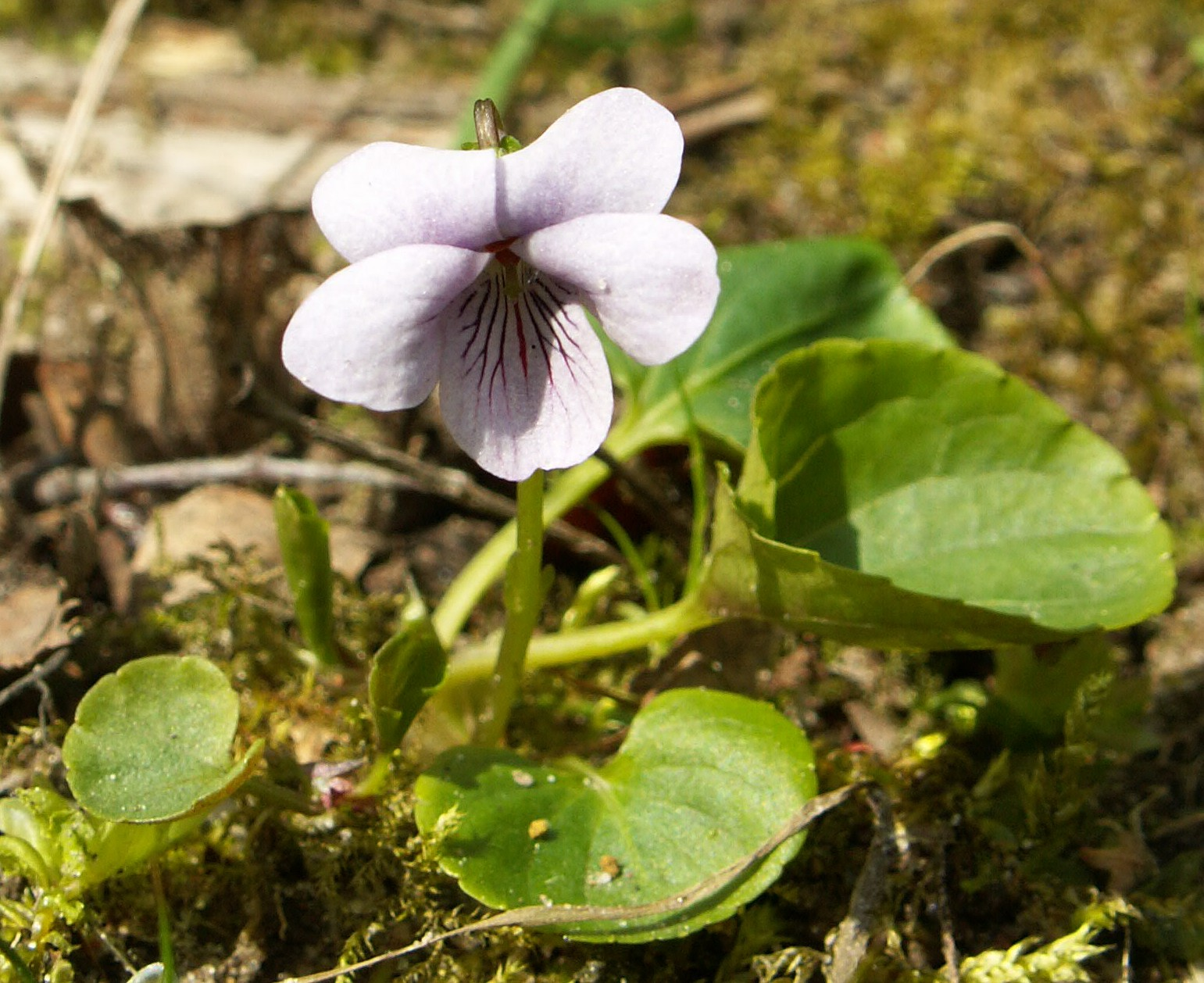
Sumpf-Veilchen (Viola palustris)

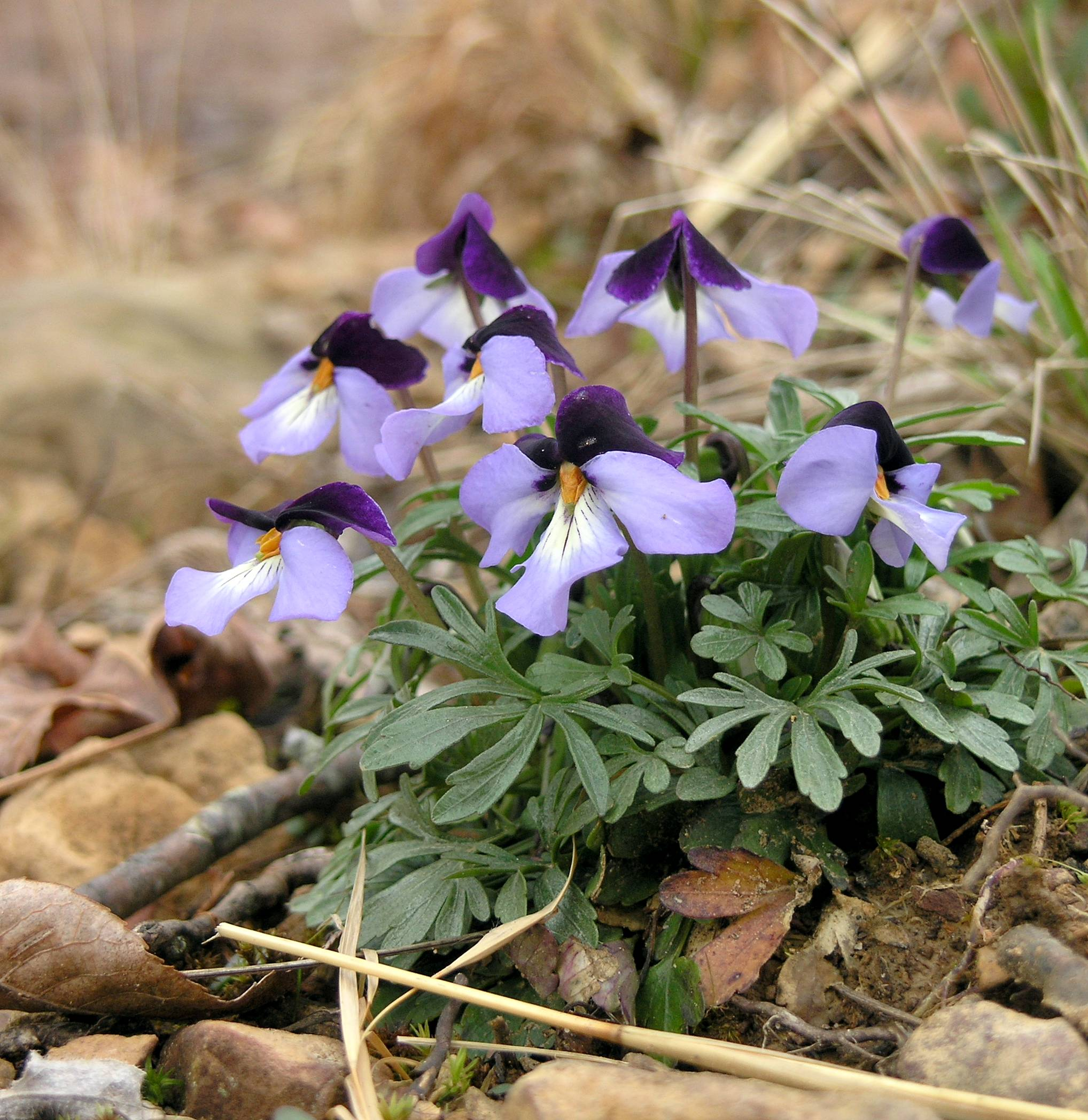
Viola pedata mit handförmig geteilten Laubblättern

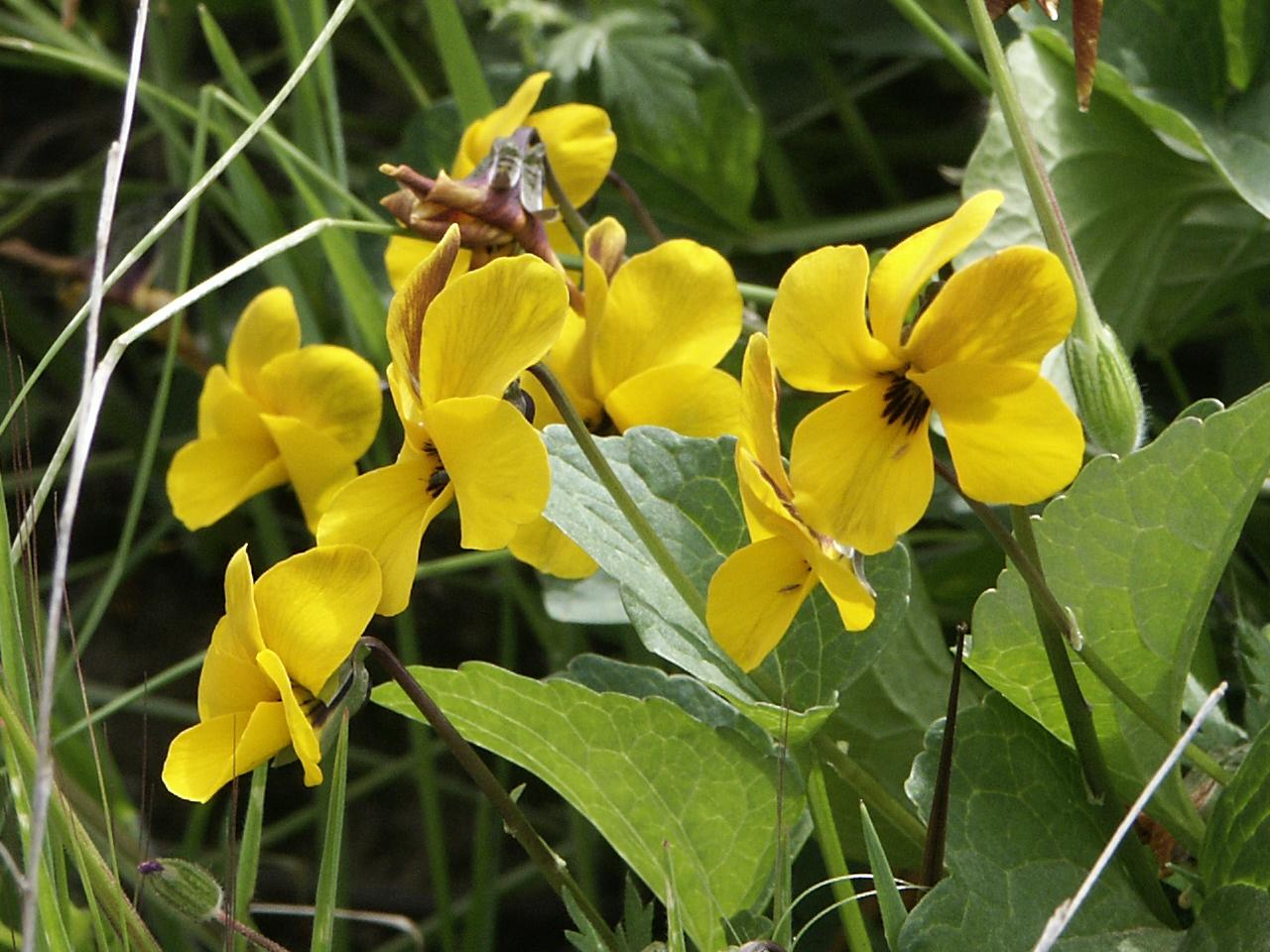
Viola pedunculata

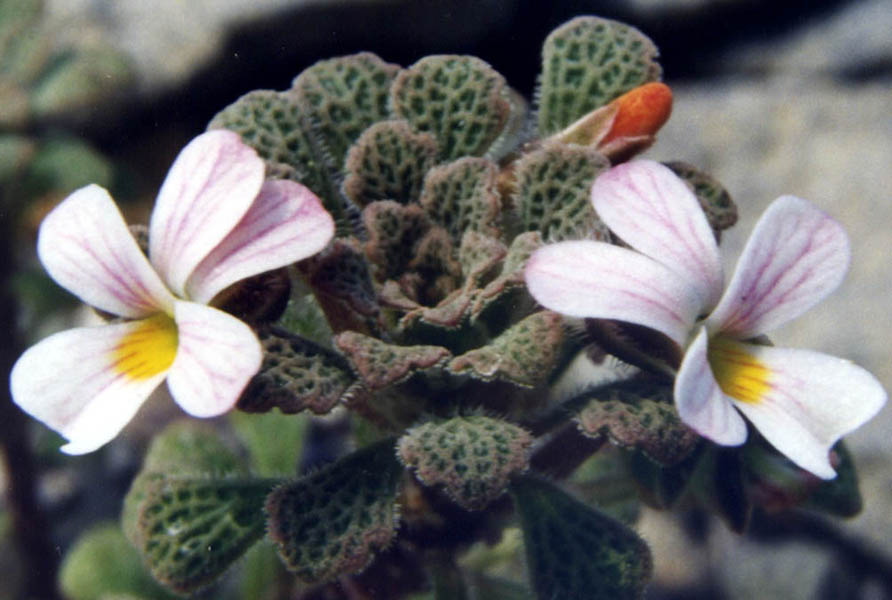
Viola philippii

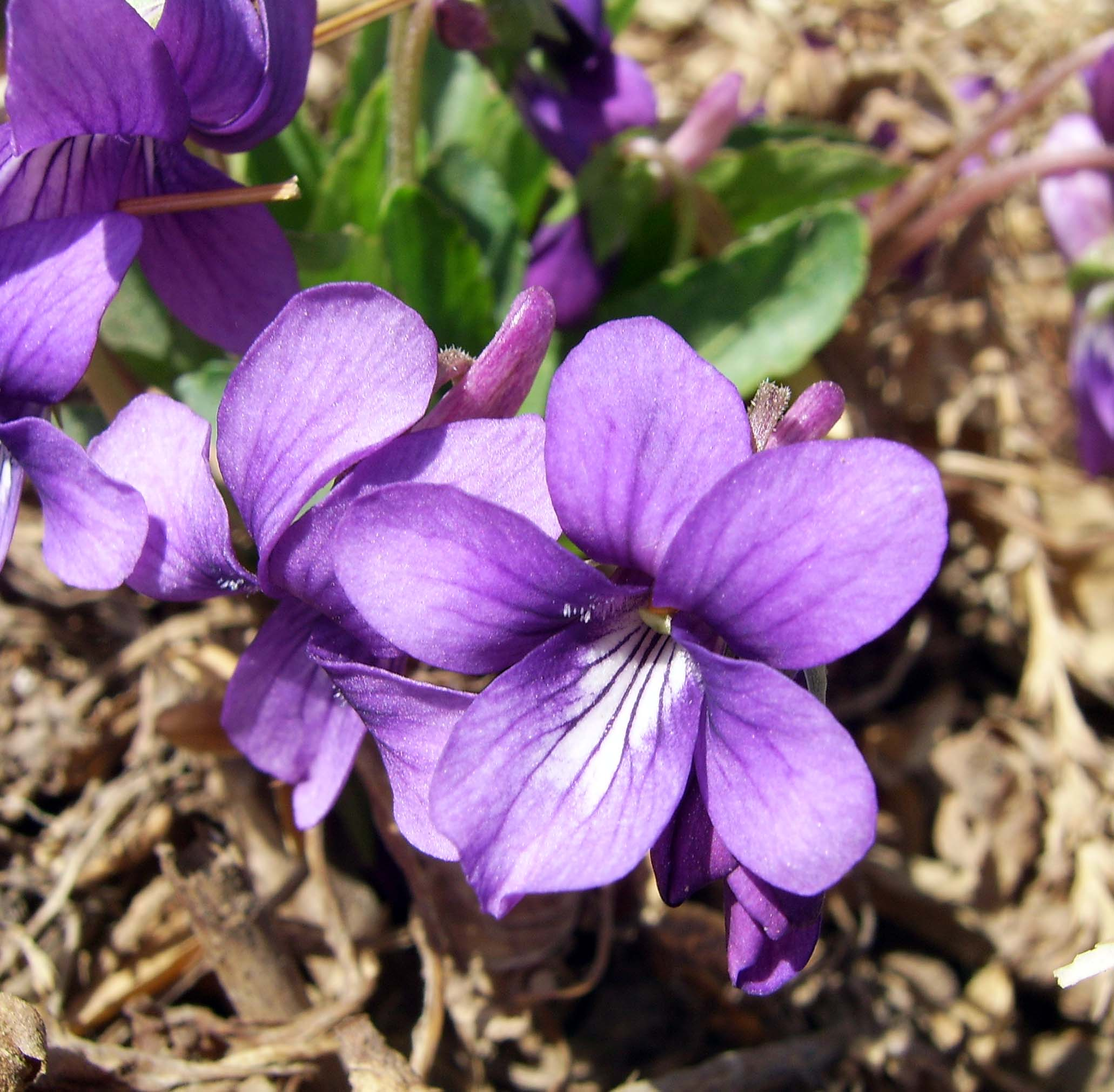
Blüten von Viola philippica

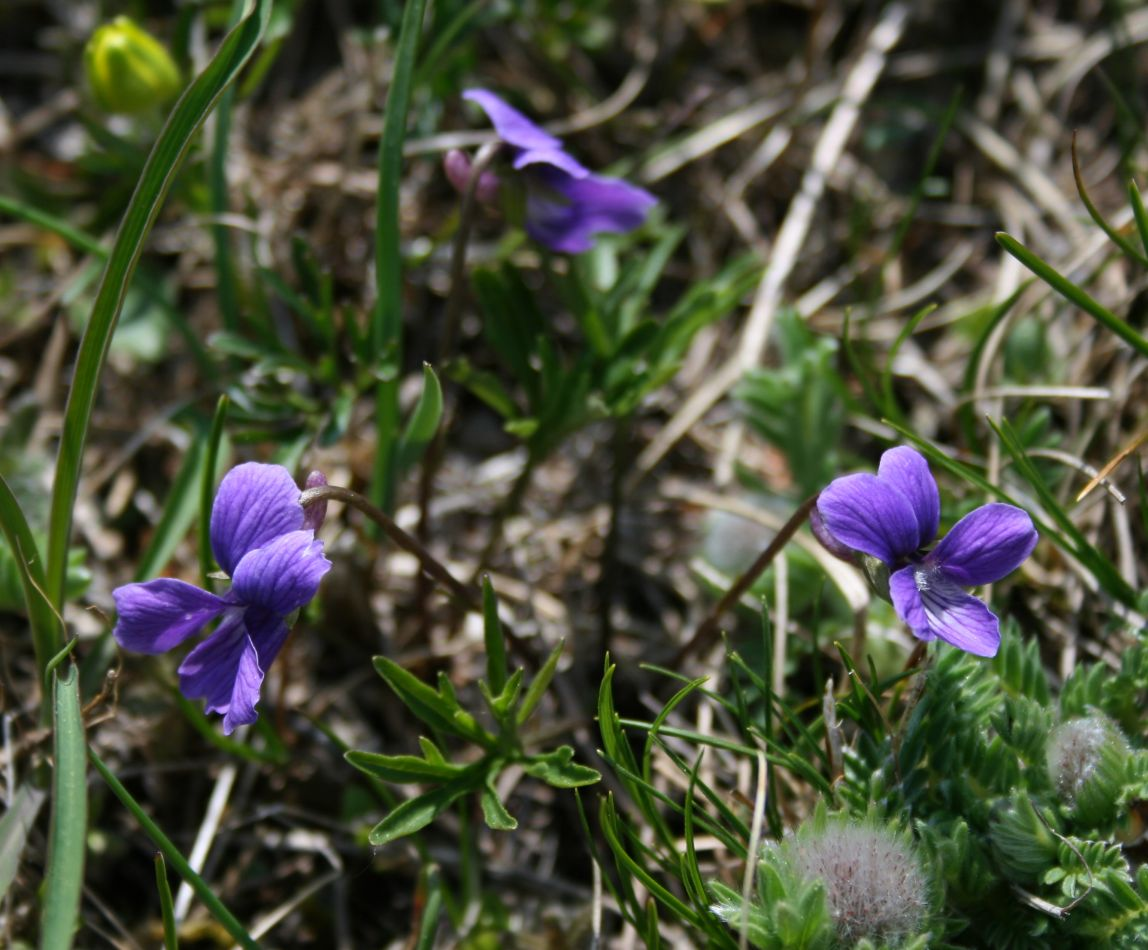
Fieder-Veilchen (Viola pinnata)

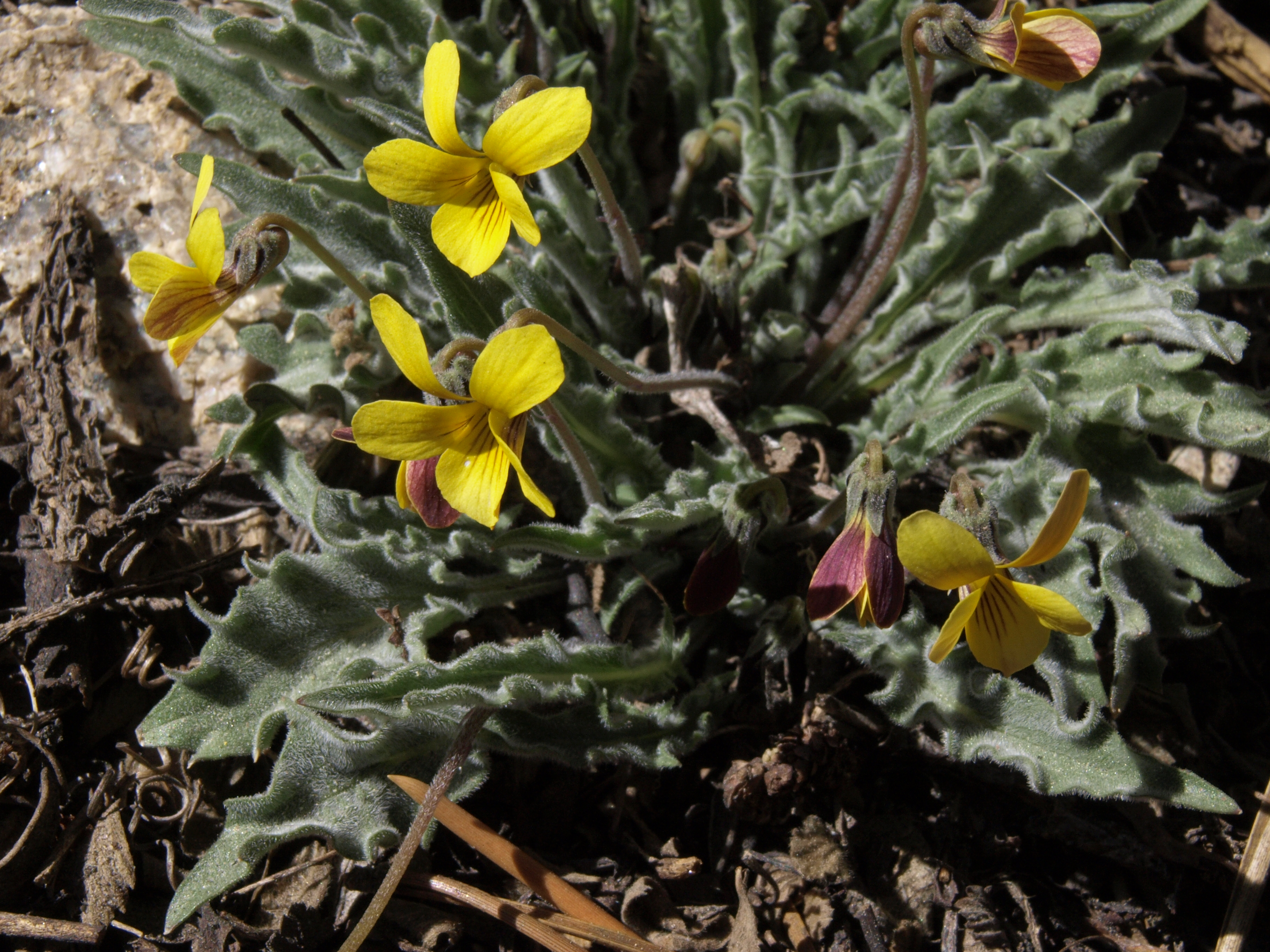
Habitus, Laubblätter und Blüten von Viola pinetorum subsp. pinetorum

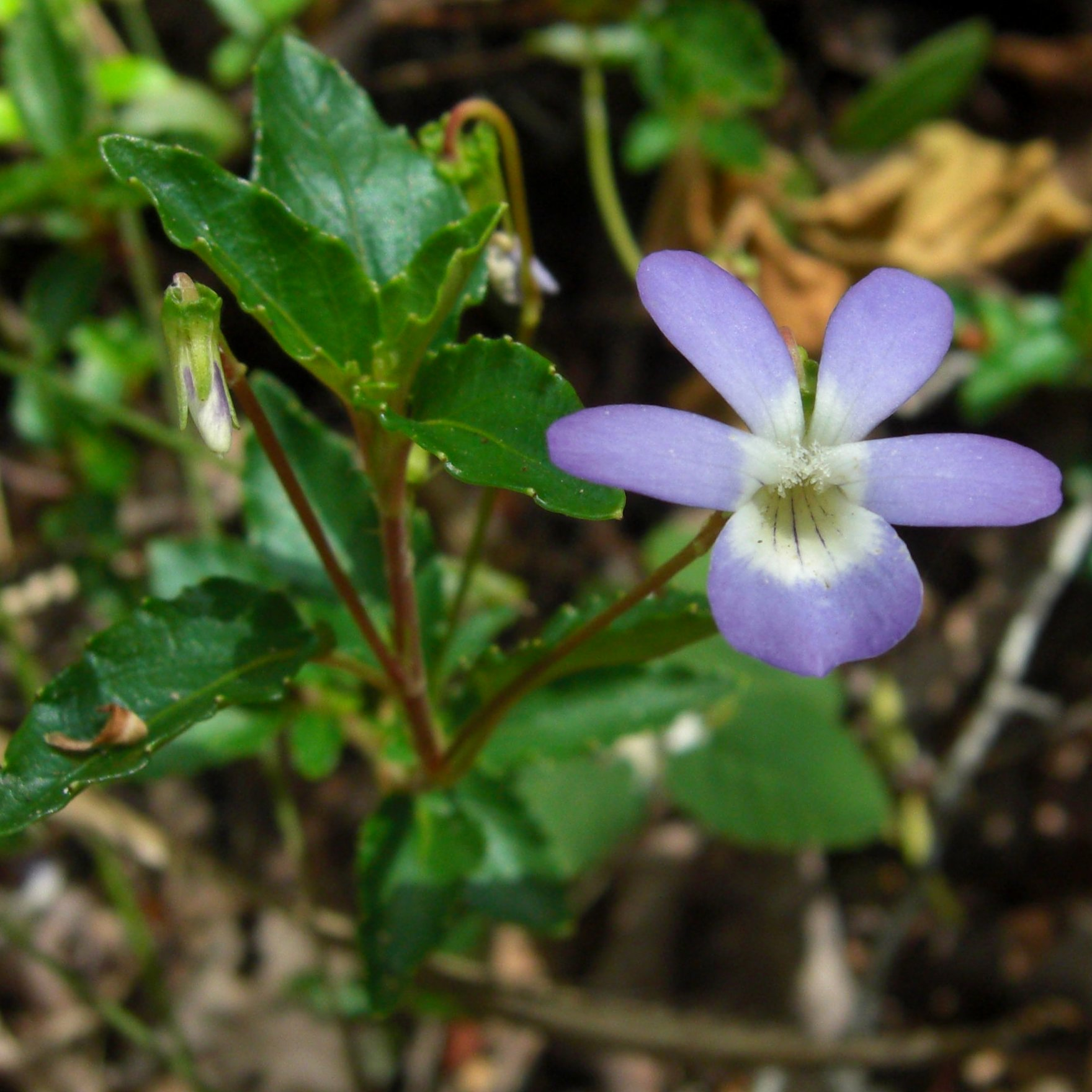
Viola portalesia

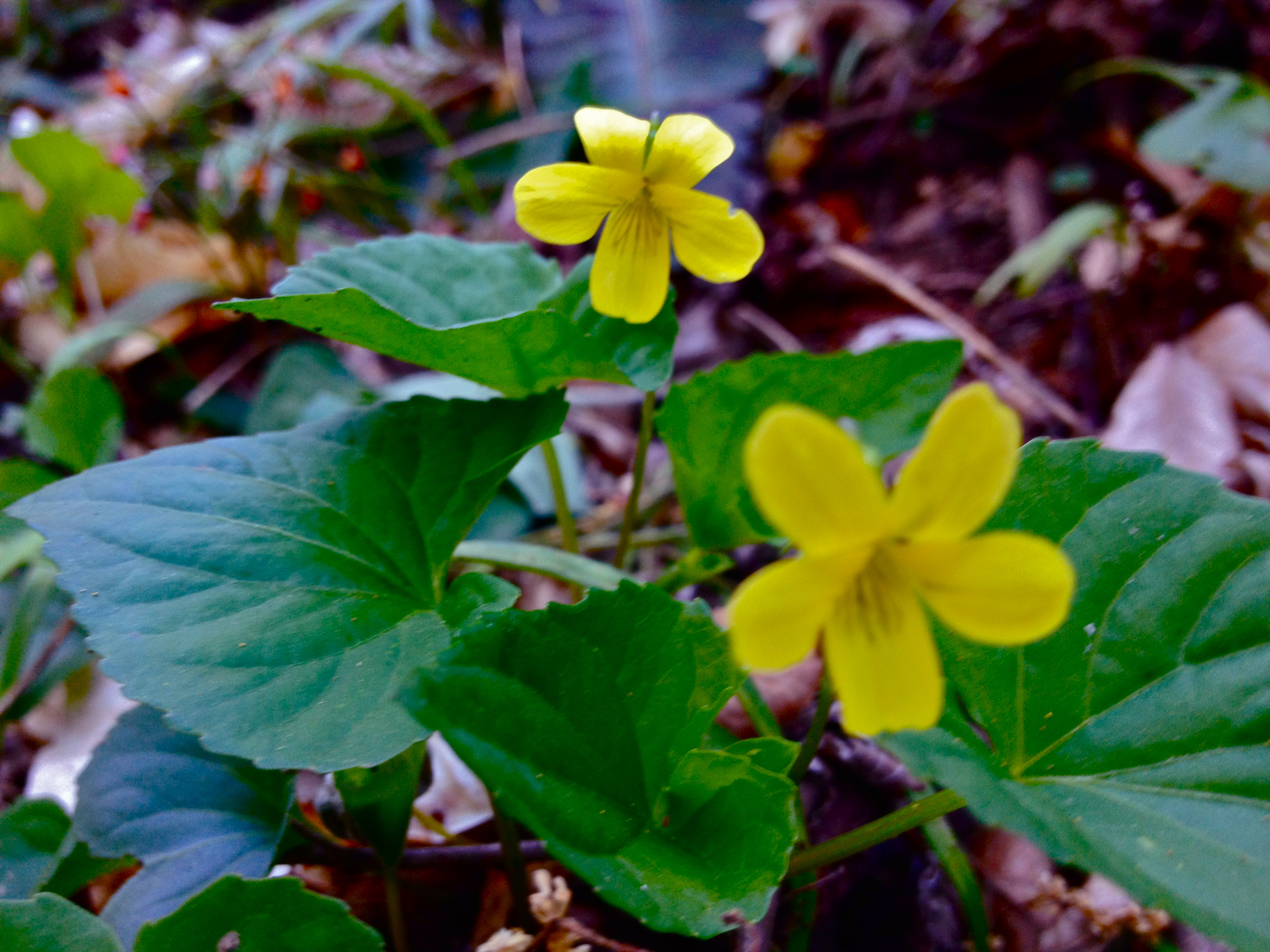
Viola pubescens

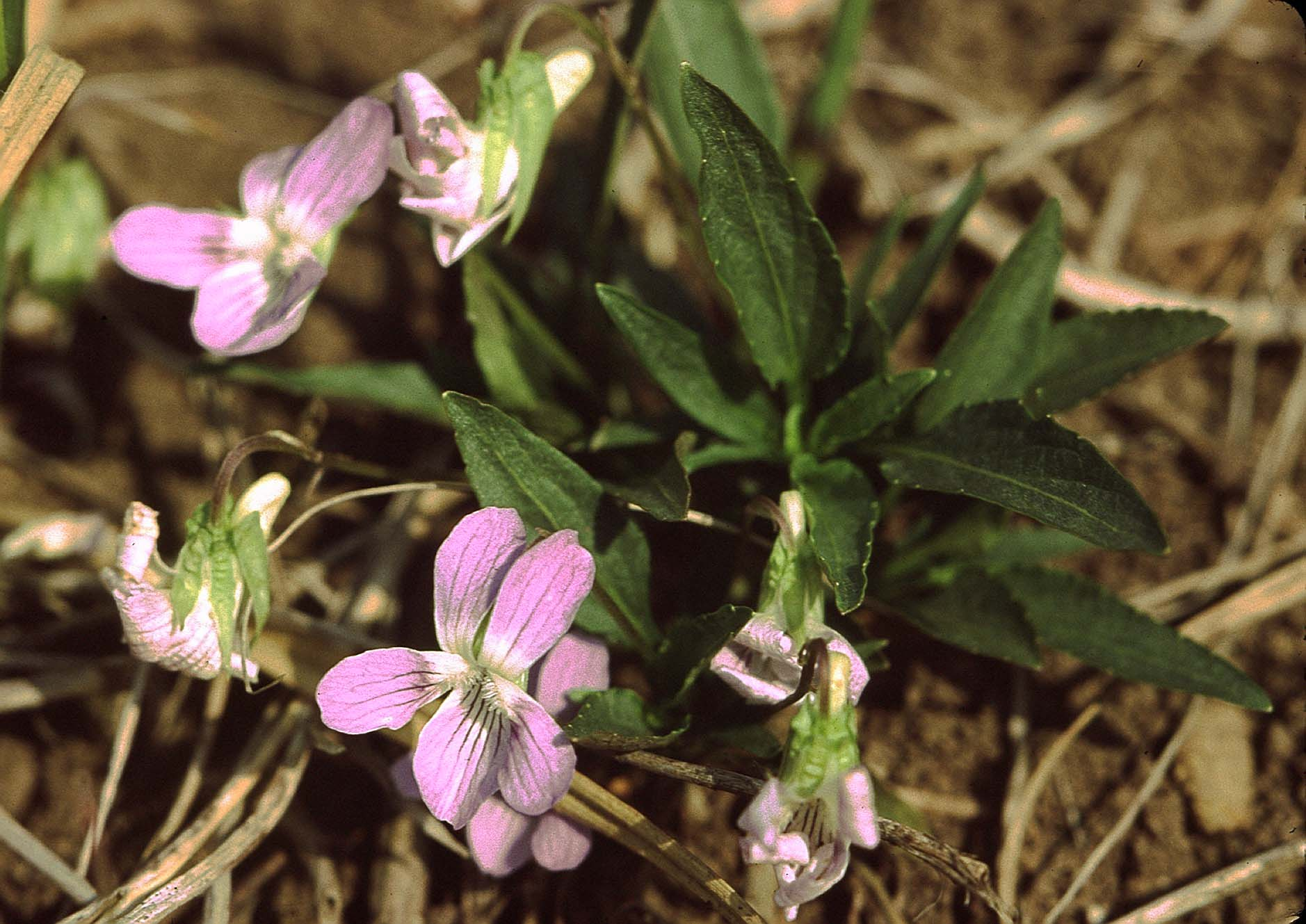
Niedriges Veilchen (Viola pumila)

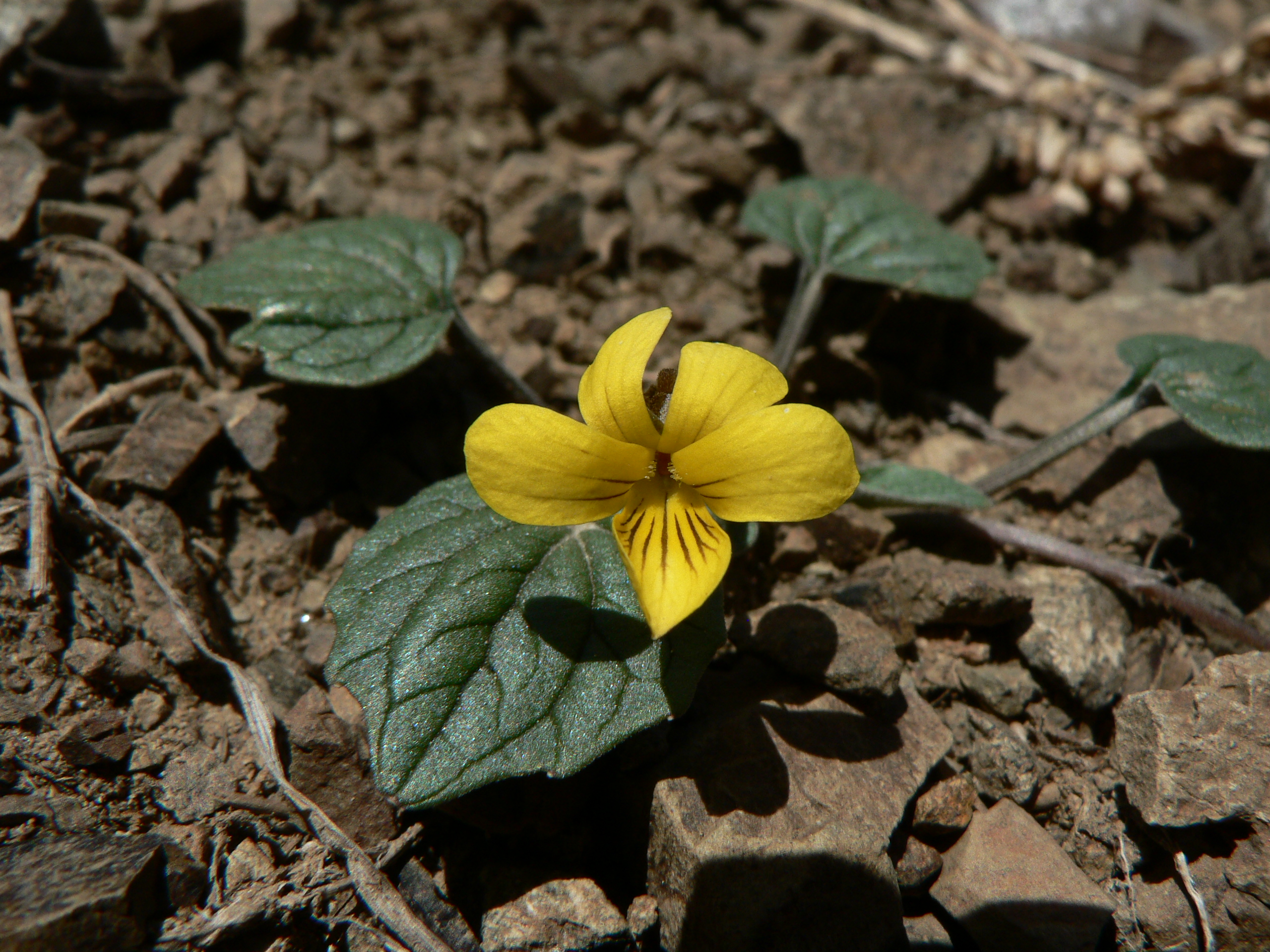
Viola purpurea

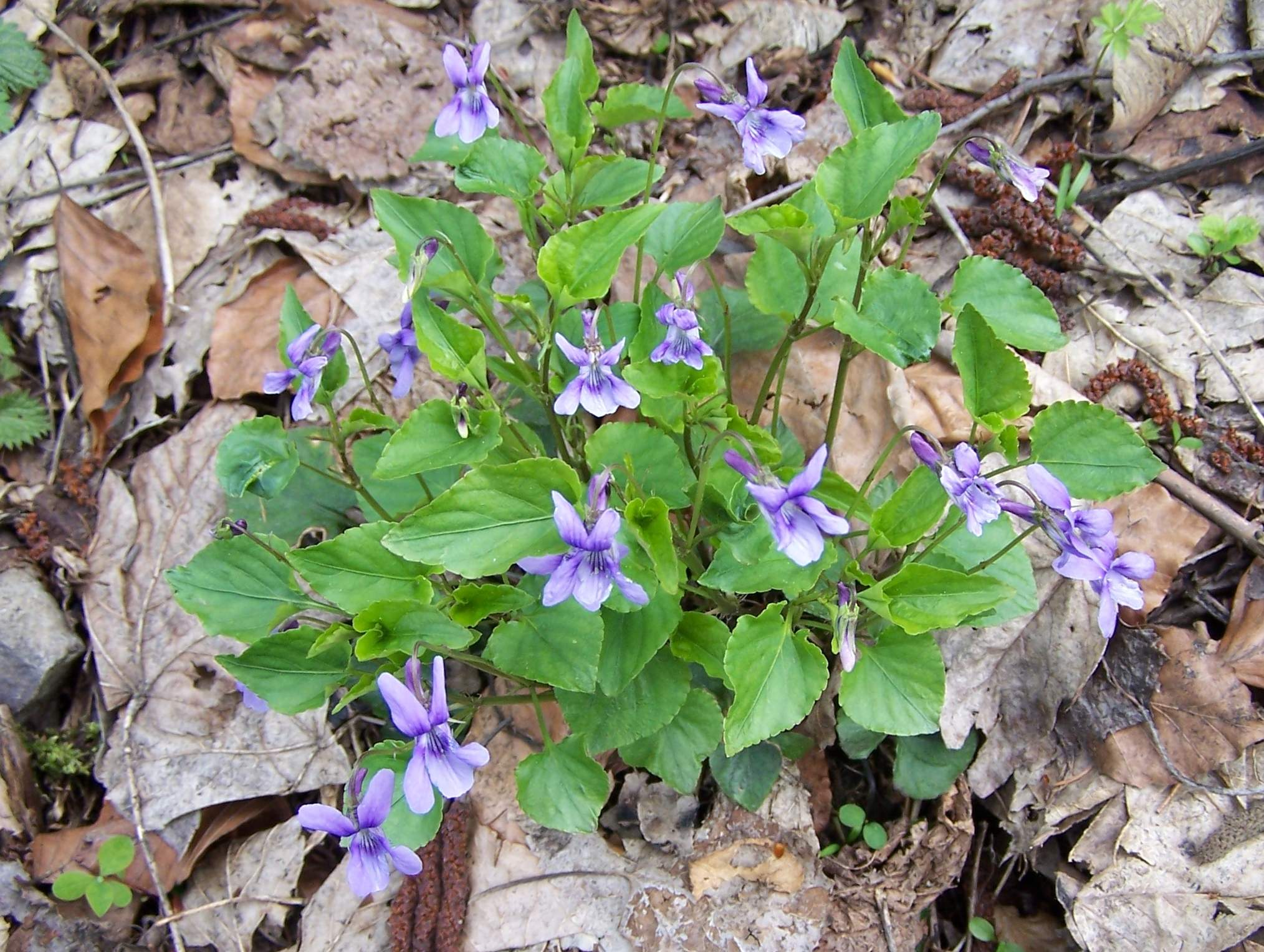
Wald-Veilchen (Viola reichenbachiana)

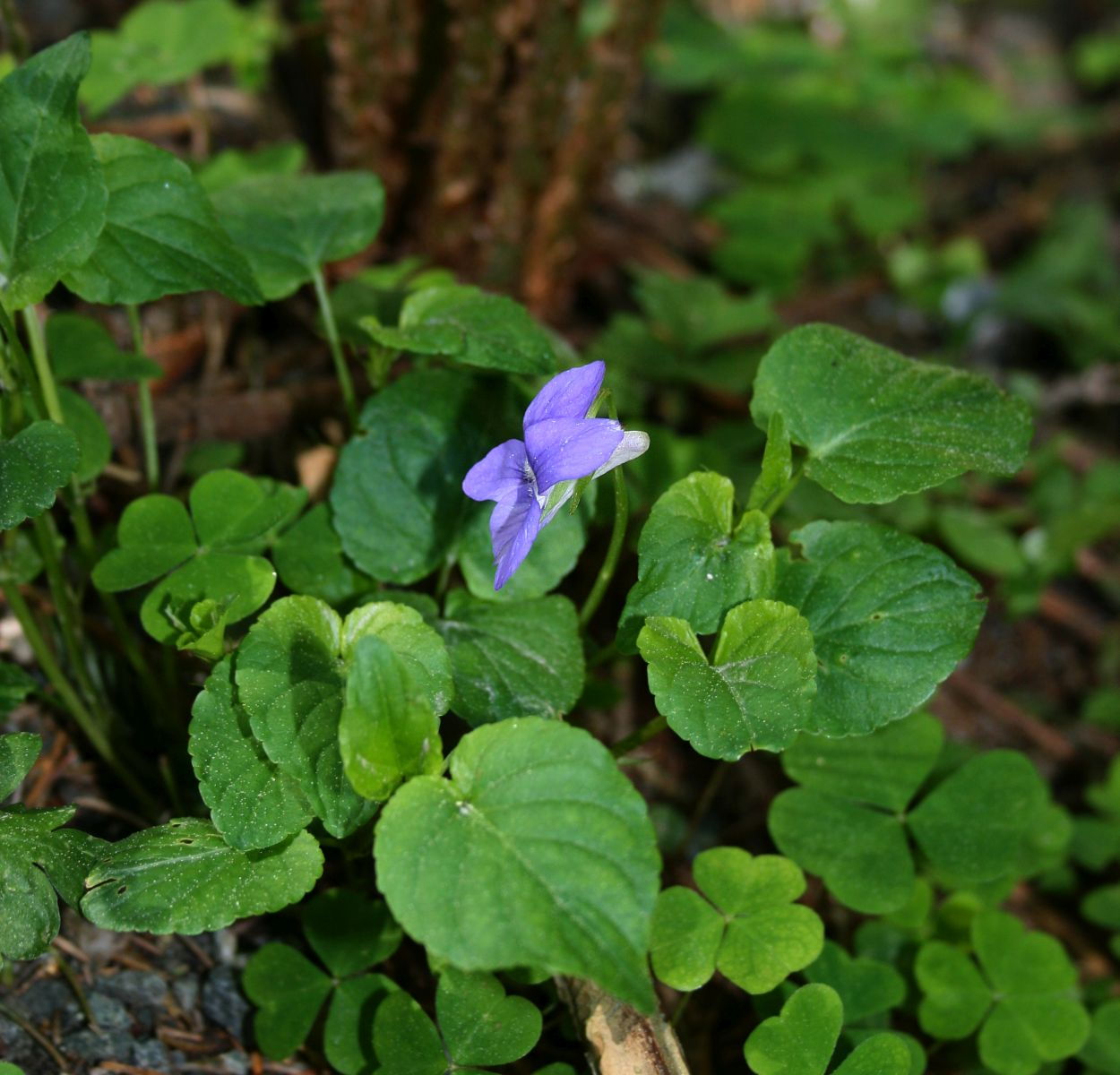
Hain-Veilchen (Viola riviniana)

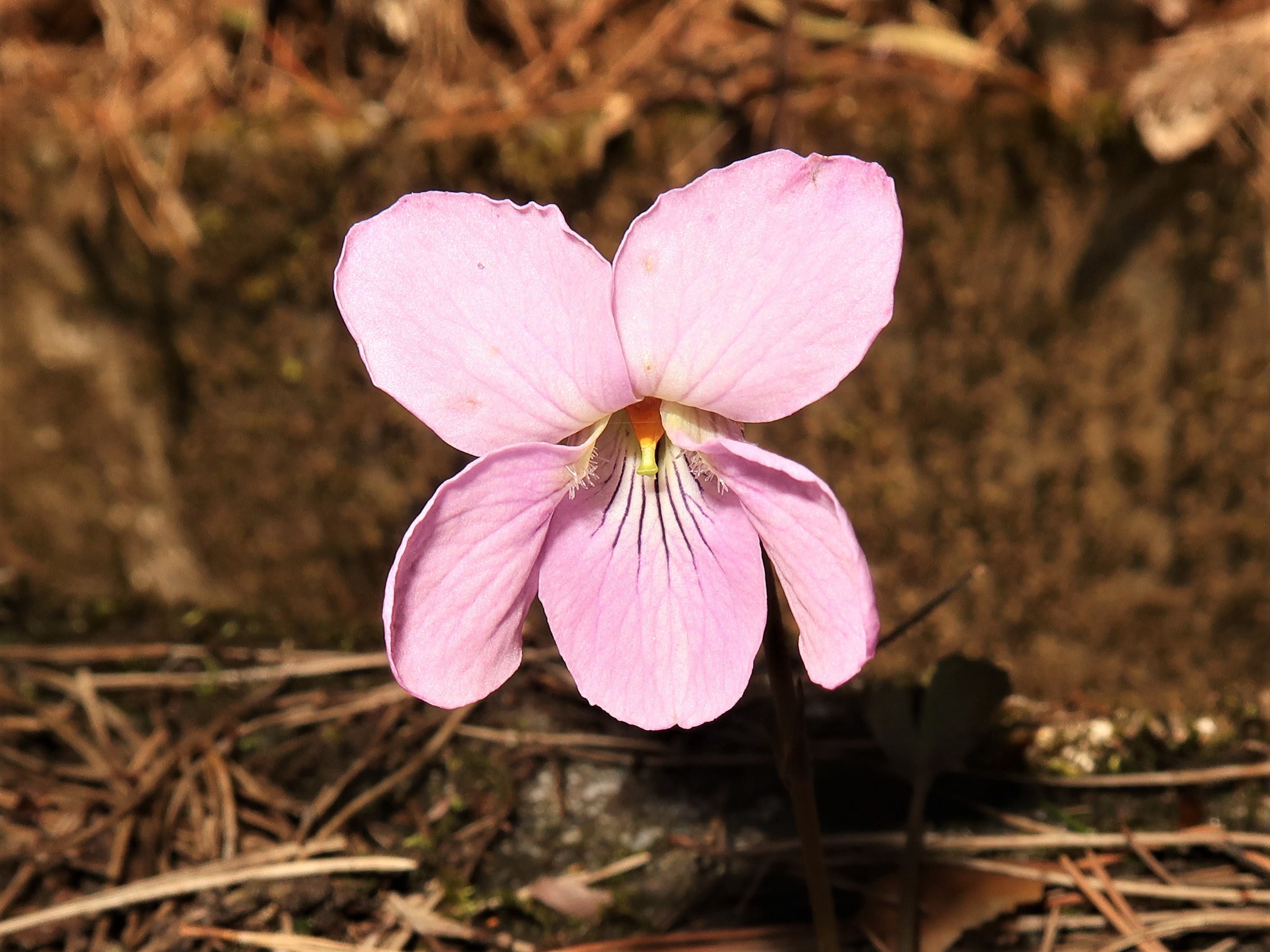
Zygomorphe Blüte im Detail von Viola rossii, deutlich ist zu erkennen, dass die seitlichen Kronblätter bärtig sind

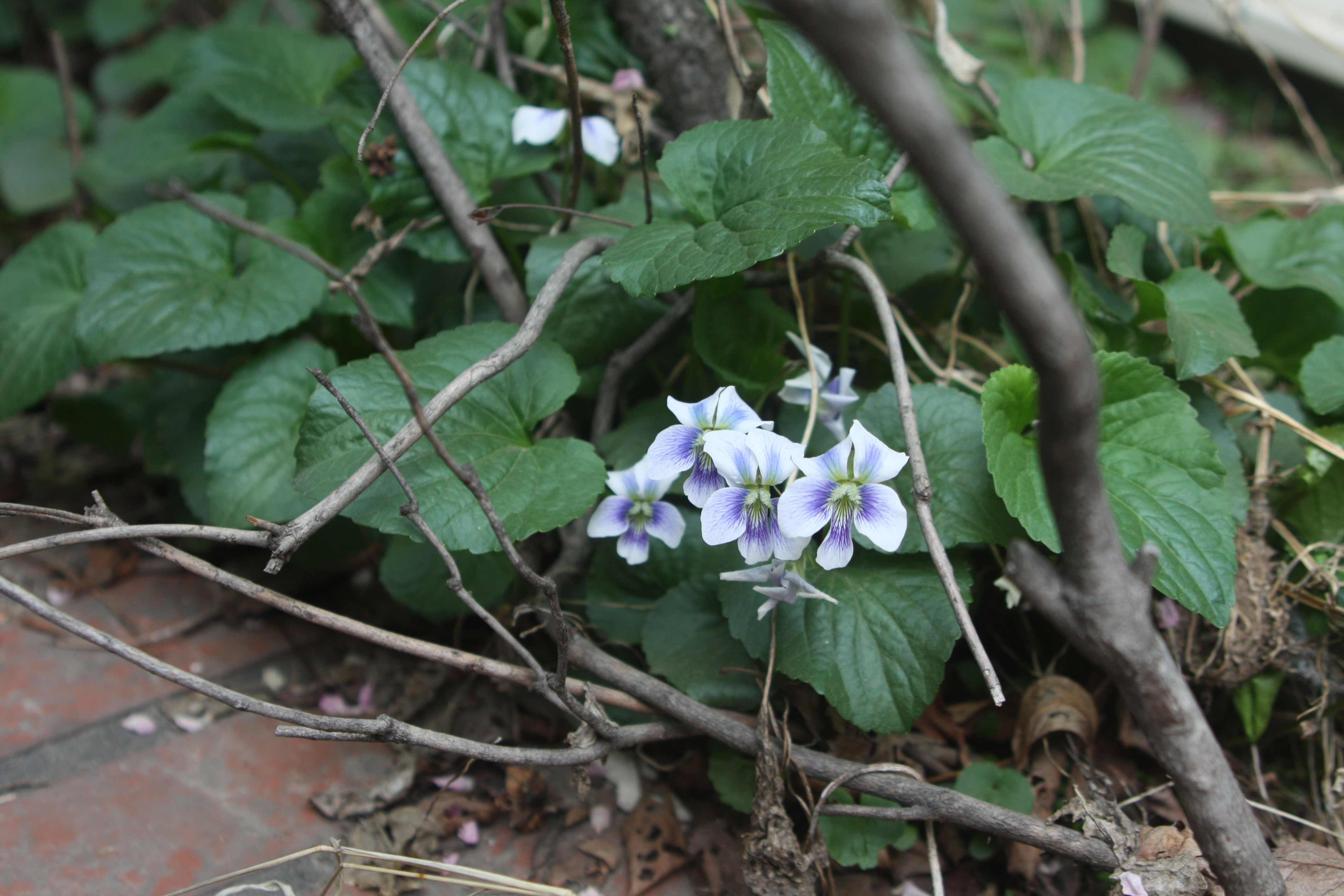
Viola sororia

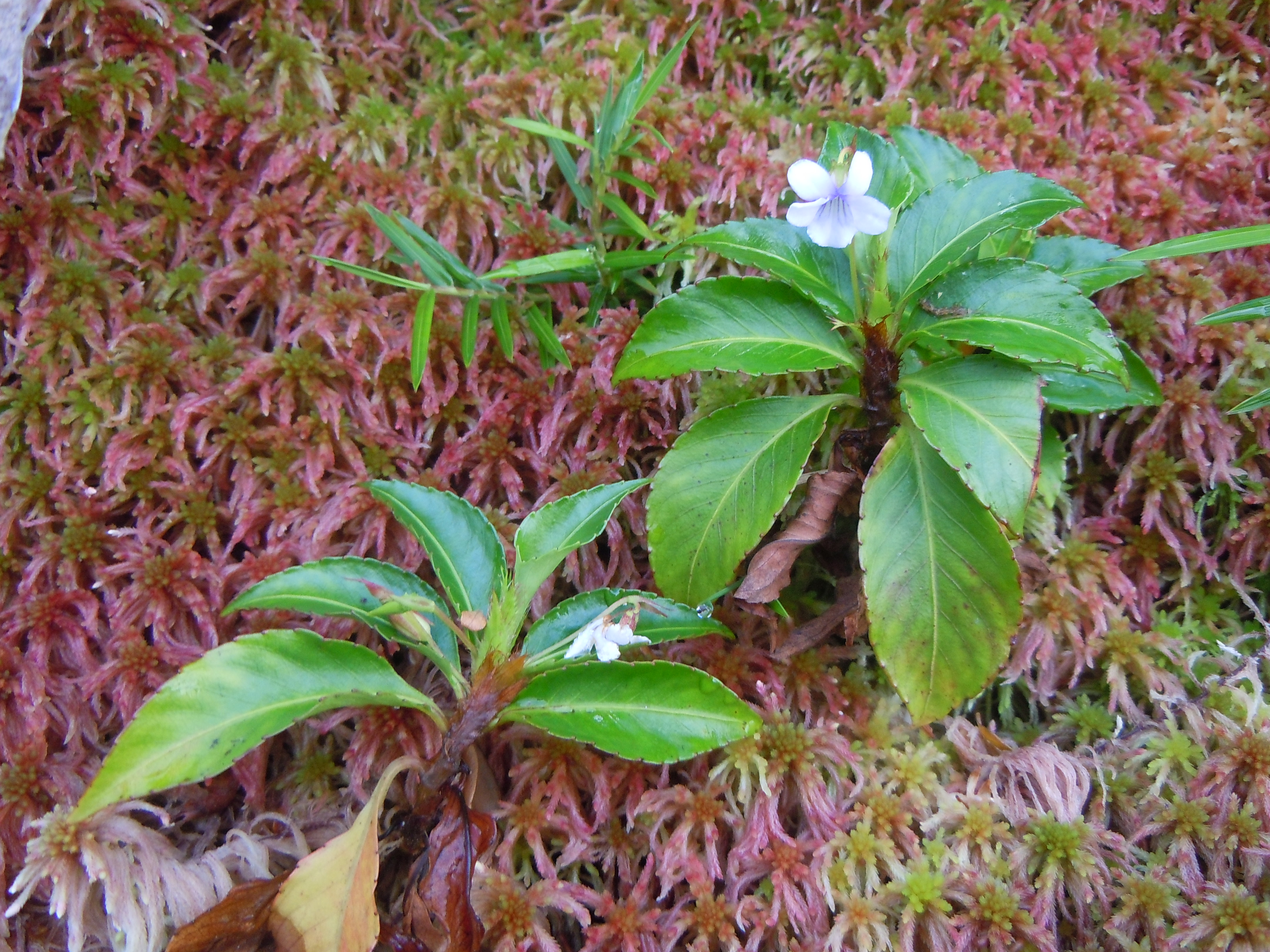
Viola stipularis am La Soufrière auf Guadeloupe

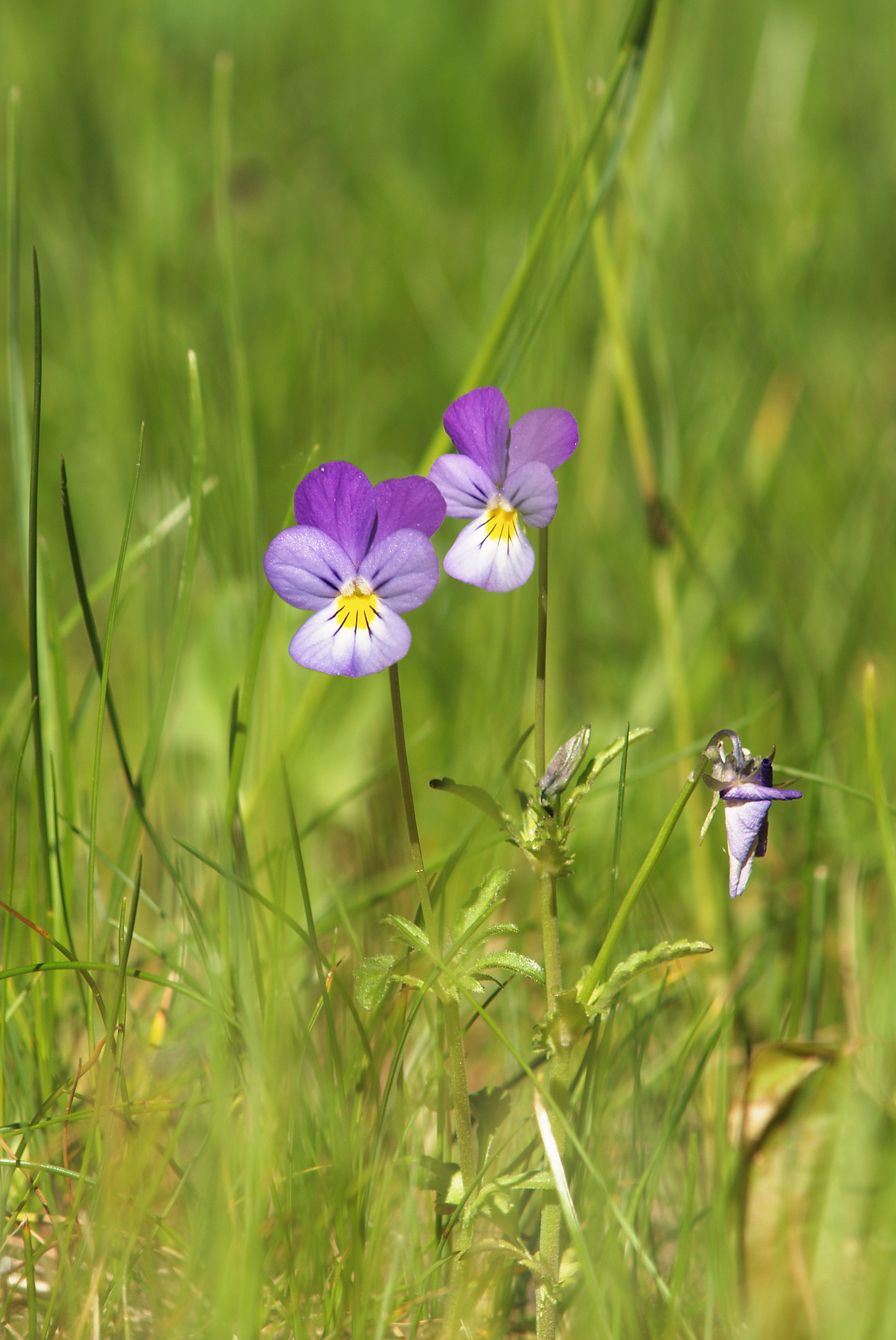
Wildes Stiefmütterchen (Viola tricolor)

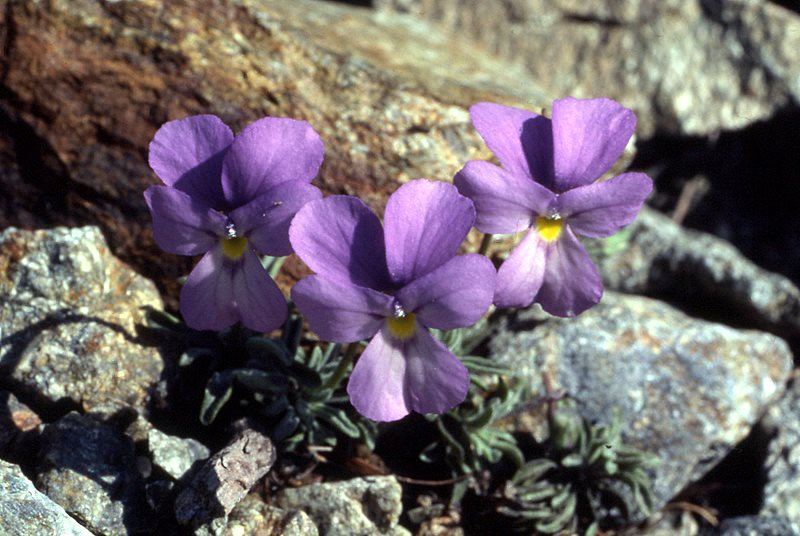
Blüten von Valdieri-Veilchen (Viola valderia)

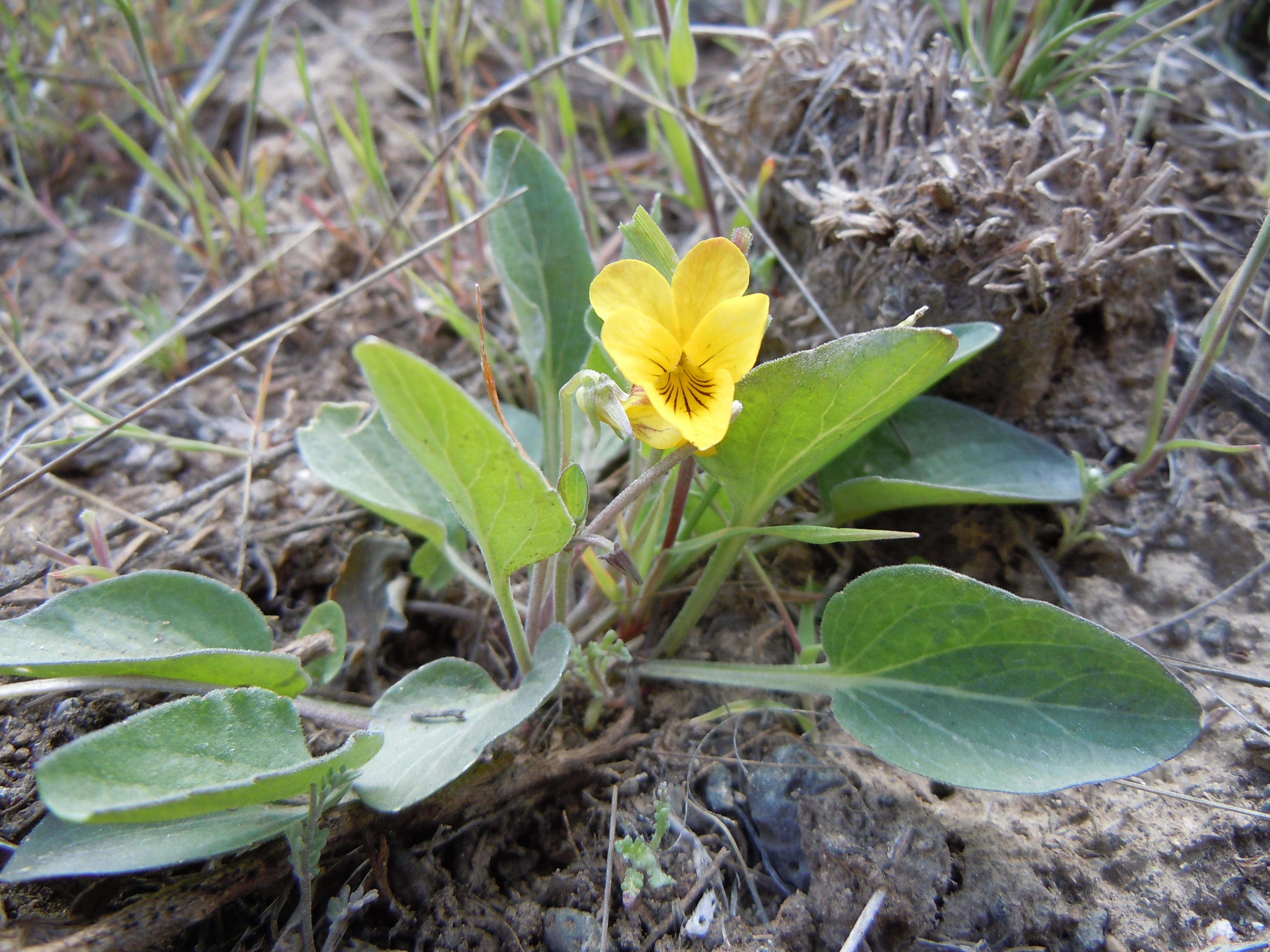
Habitus, Laubblätter und Blüten von Viola vallicola

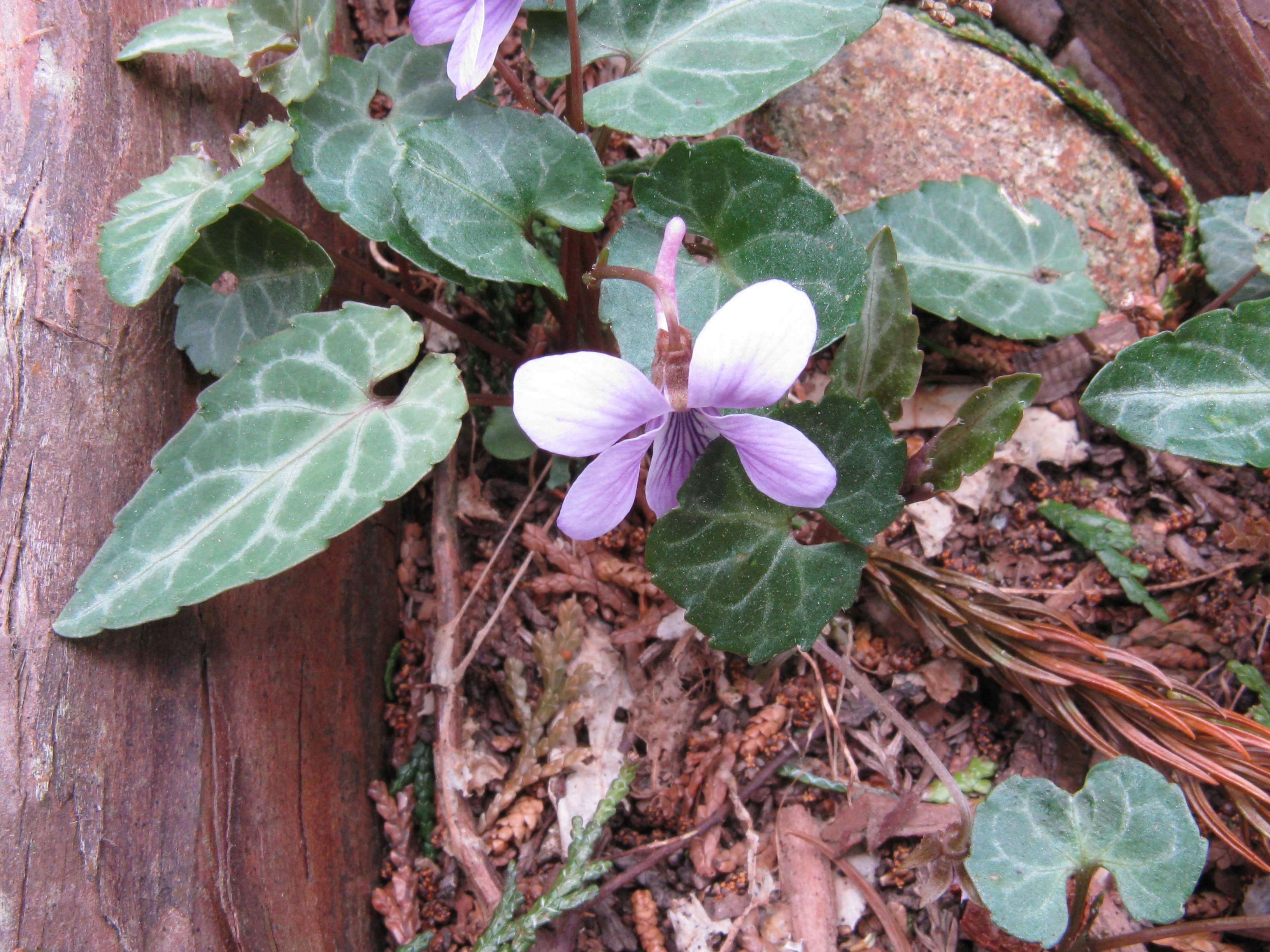
Habitus, Laubblätter und Blüten von Viola violacea

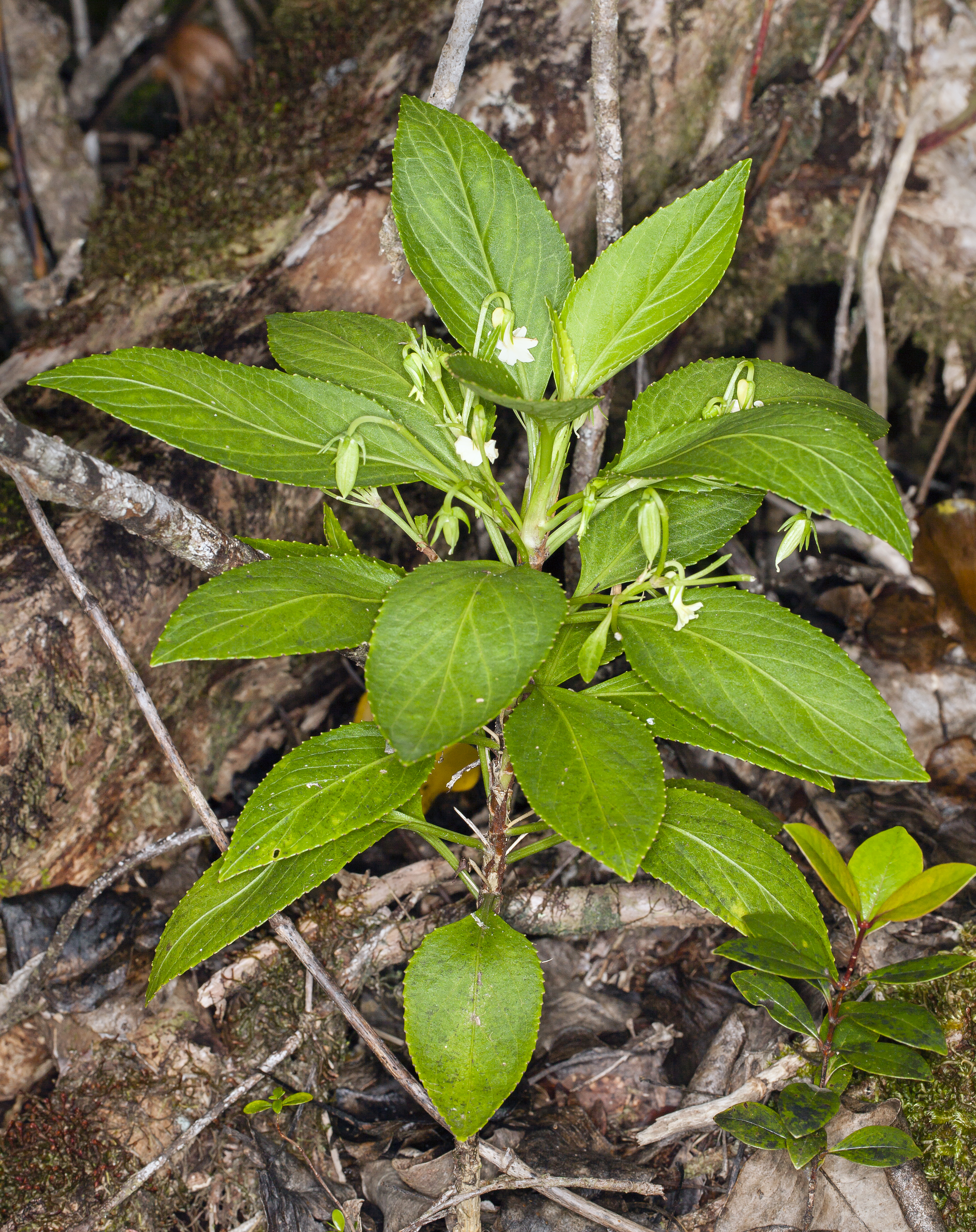
Habitus, Laubblätter und Blüten von Viola wailenalenae

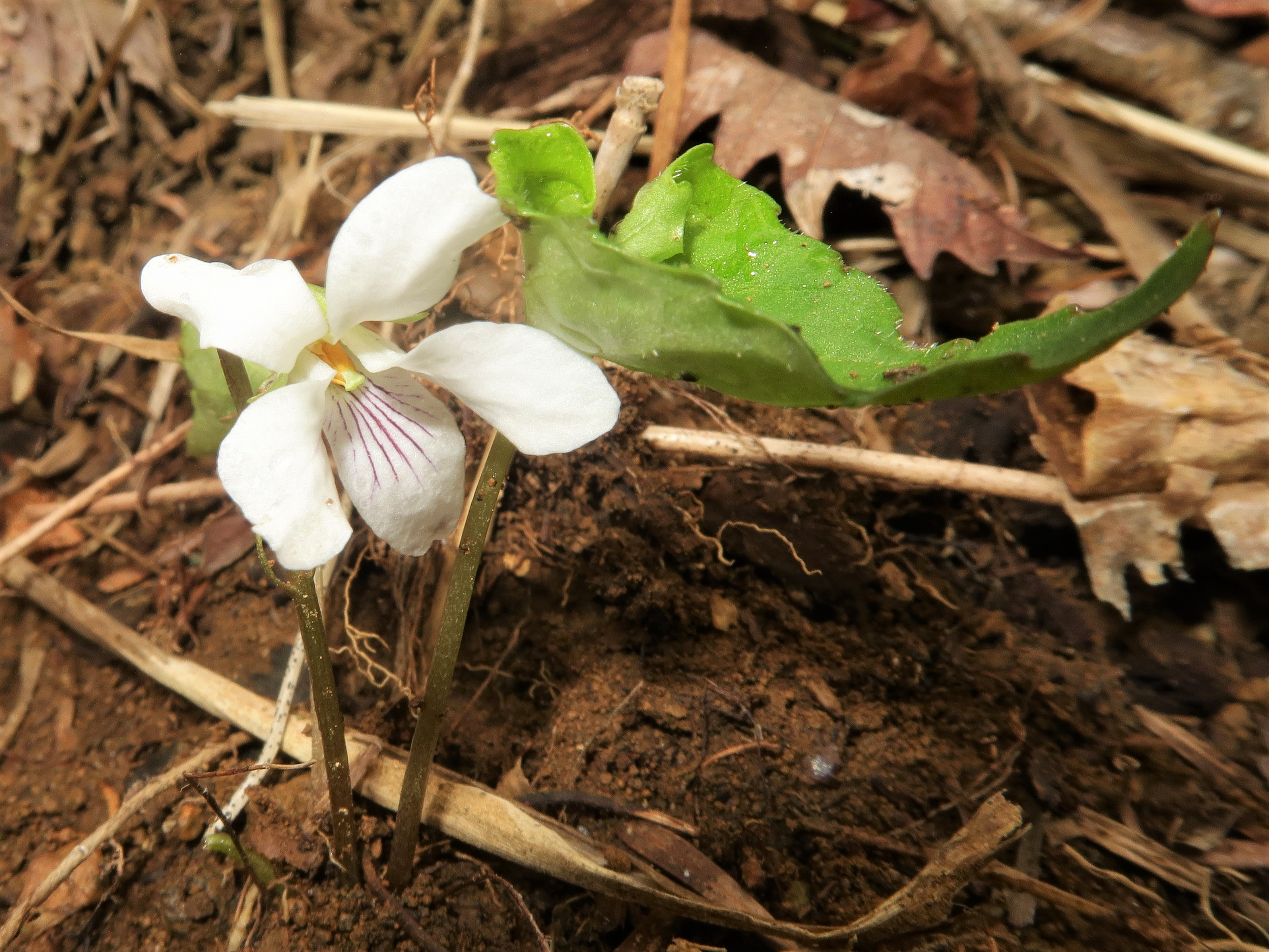
Viola yazawana

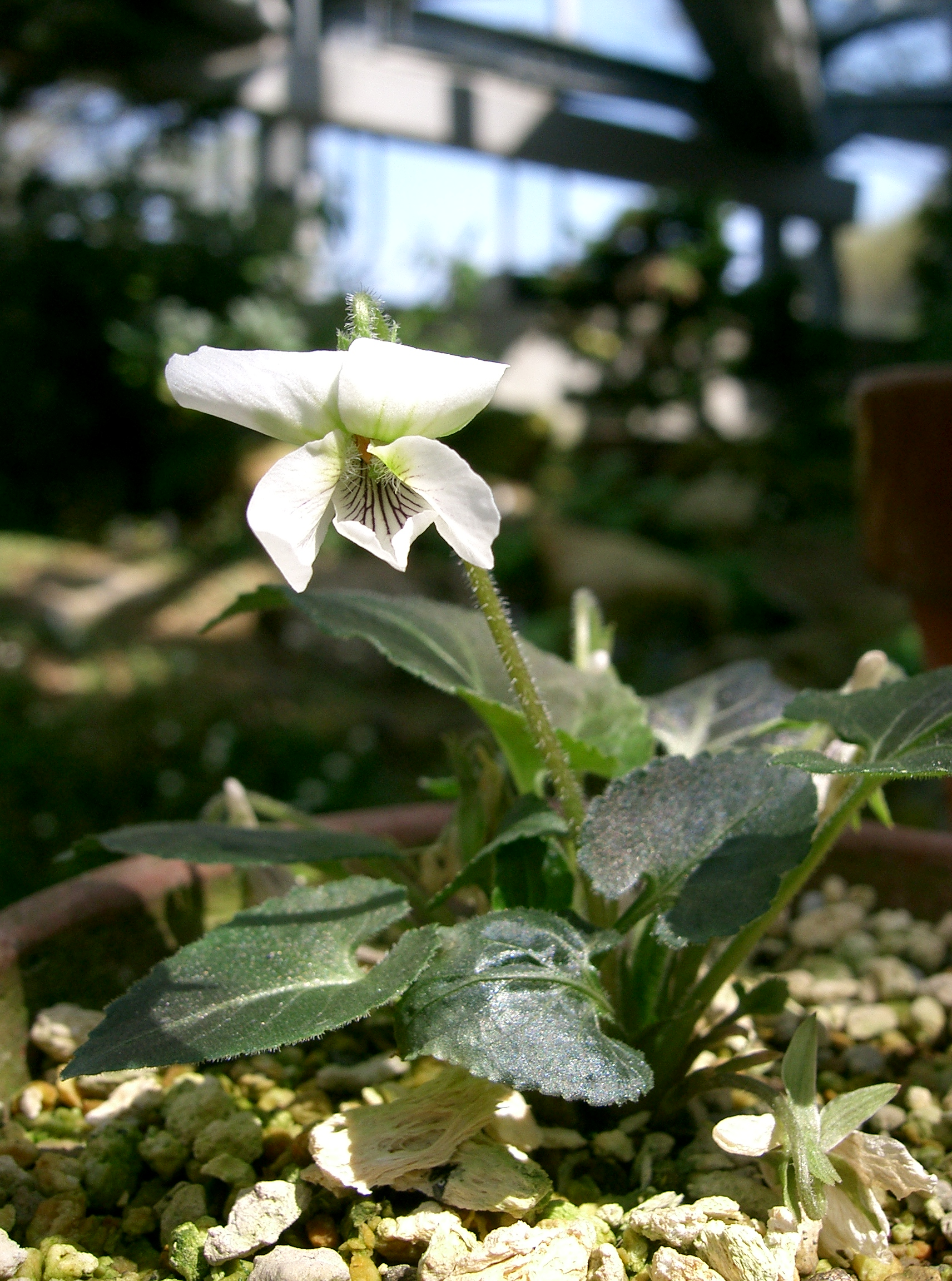
Habitus, Laubblätter und Blüte von Viola yezoensis

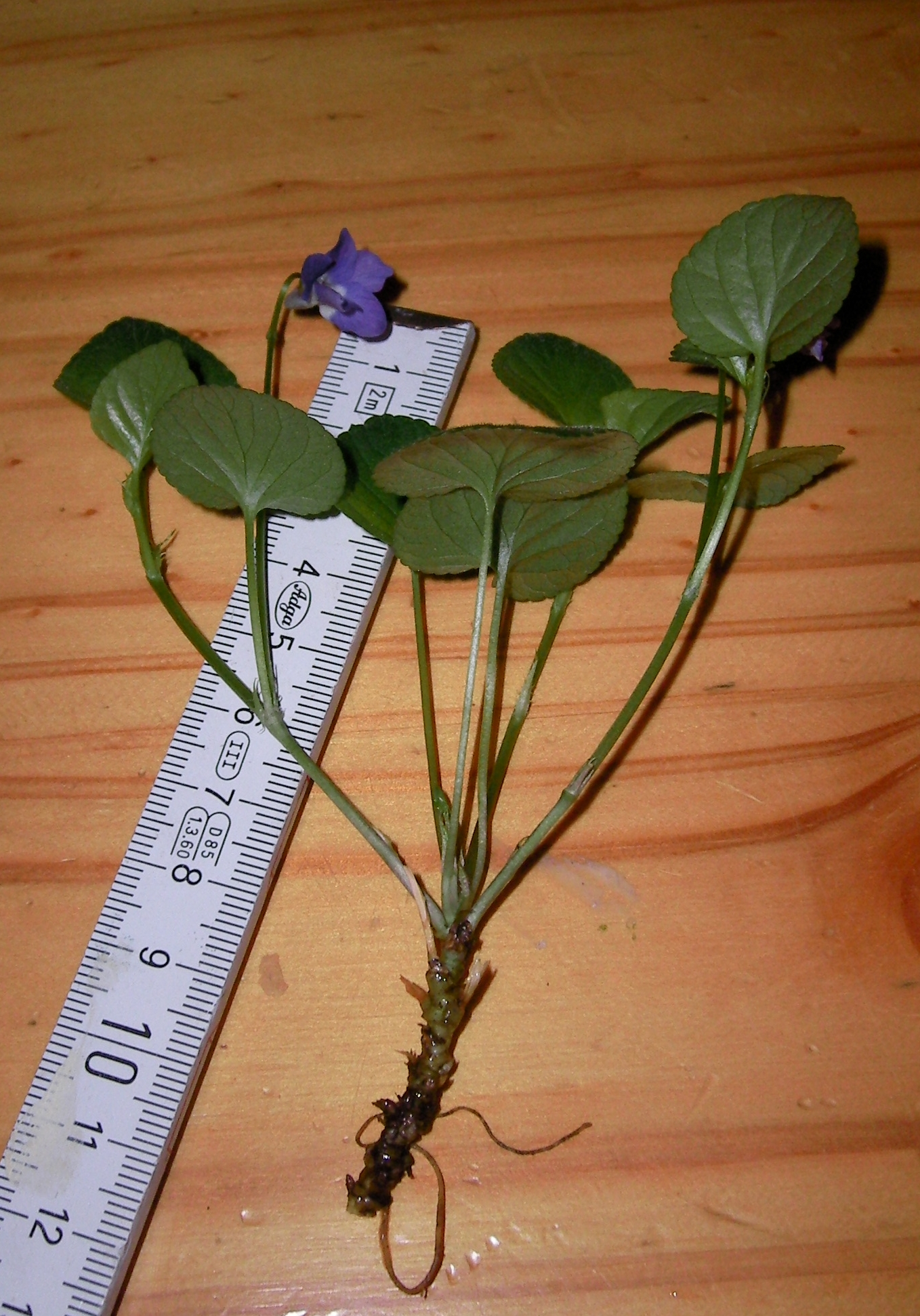
Habitus, Laubblätter und Blüte des Bayerischen Veilchen (Viola × bavarica Schrank)

### Verbreitung
Die Gattung Viola ist auf der Nordhalbkugel praktisch zusammenhängend verbreitet. Davon ausgenommen sind die zentralasiatischen Steppen, das Tibetische Hochland und die Ostasiatischen Wüsten. Auf der Südhalbkugel werden nur Gebirgsregionen besiedelt: in Südamerika der Bogen der Anden bis Feuerland und die Falklandinseln (Exklave im brasilianischen Bergland); in Afrika das Äthiopische Hochland, die Ostafrikanischen Gebirge, Madagaskar und die Kapprovinz; ganz Süd- und Südostasien (die Ghats in Indien, sowie die Gebirge Sri Lankas) und in der australischen Region die Hochgebirge Neuguineas, die Gebirge Ostaustraliens, Tasmanien sowie Neuseeland.
Zahlreiche Arten sind charakteristische Endemiten der südamerikanischen Anden; wenige finden sich im Brasilianischen Bergland, im tropischen Afrika und in der Kapprovinz; neun Arten sind auf den Hawaii-Inseln endemisch; acht Arten kommen nur in Australien (einschließlich Tasmanien und Neuseeland) vor, von diesen gehören einige, darunter Viola hederacea Labill., dem antarktischen Florengebiet an; eine Art, Viola papuana W.Becker & Pulle, ist in Neuguinea endemisch.
Die Flora Europaea listet 92 Arten, die Flora der Sowjetunion 106 Arten, Flora von Japan 48 Arten. In der Neuen Welt sind in den nordöstlichen USA 47 Arten, für die westlichen USA 25 Arten vertreten.
Globales Diversitätszentrum ist die Mittelmeerregion (insbesondere Südosteuropa mit etwa 60 Arten, Apenninhalbinsel mit etwa 40 Arten) sowie die subtropischen Bereiche Südamerikas mit etwa 55 Arten. Weitere Diversitätszentren sind die Inseln Japans (etwa 48 Arten), nördliche Ostasien und Ussurien (etwa 35 Arten). In China kommen 96 Arten vor, 35 davon nur dort.
Die Gattung Viola hat als mikrotherme Sippe ausgedehnte Lebensräume mit verschiedenartigen Standorten im holarktischen Bereich besiedeln können. Die große Formenfülle und weite Radiation der Spezien wurden dabei durch die besondere Fortpflanzungsbiologie (periodischer Wechsel zwischen Fremd- und Selbstbestäubung) gefördert.

### Evolution
Die artenreiche Gattung Viola ist kosmopolitisch. Die Evolution zu den heutigen Arten wurde insbesondere durch Polyploidie gefördert. Polyploidie reicht bei den Linien der Gattung von diploid (2x) bis zu mindestens oktadecaploid (18x), wobei sowohl sehr junge (neo-) als auch ältere (meso-) Polyploidie beobachtet wird. Insgesamt sind so 620 Arten anerkannt, von denen 580 Arten in 16 morphologisch, chromosomisch und geographisch definierte Gruppen in vorläufige Sektionen unterteilt wurden. Nur drei der sechzehn Sektionen haben Chromosomen, deren Basisnummer mit Diploidie konsistent ist. Nach Erkenntnissen, die aus der Biogeographie, Karyologie und Phylogenie gewonnen wurden, wird eine südamerikanische Herkunft vorgeschlagen, von wo die Gattung sich in die Nordhemisphäre und darüber hinaus ausgebreitet hat. Aufgrund von fossilen Samenfunden wird eine Besiedlung Eurasiens auf vor 17 bis 18 Millionen Jahren datiert.

### Taxonomie
Die Erstveröffentlichung von Viola erfolgte 1753 durch Carl von Linné in Species Plantarum, Tomus II, S. 933–937. Typusart ist Viola odorata L. Synonyme für Viola L. sind Erpetion Sweet und Mnemion Spach.
Für den wissenschaftlichen Namen Viola wird eine unabhängige Entlehnung des lateinischen viola (z. B. bei Vergil, Columella, Plinius) und ist wohl das Diminutiv des altgriechischen íon oder víon, das schon bei Pindar und Homer vorkommt und im Altertum mit der mythologischen Io in Verbindung gebracht worden ist. Eine genaue Entsprechung des lateinischen Wortes findet sich auch im griechischen Namen Iólē, oder älter Viólā, der mythologischen Tochter des Königs Eurytos von Oichalia auf Euboia.

### Äußere Systematik
Die Gattung Viola gehört zur Tribus Violeae in der Unterfamilie Violoideae innerhalb der Familie der Violaceae.

### Innere Systematik
Die Gattung Viola ist in mehrere Untergattungen gegliedert, beispielsweise Chamaemelanium, Dischidium, Erpetion (Sweet) Y.S.Chen, Melanium.

### Arten und ihre Verbreitung
Die Gattung Viola enthält über 500 bis 650 Arten:
- Viola abbreviata J.M.Watson & A.R.Flores: Sie wurde 2019 erstbeschrieben. Es sind nur jeweils drei Fundorte in den argentinischen Provinzen Neuquén und Mendoza bekannt.[14]
- Viola abyssinica Steud. ex Oliv.: Sie ist von Äthiopien, über Kenia, Tansania, Uganda, Burundi, Kamerun, die Demokratische Republik Kongo, die Republik Kongo, Ruanda, Nigeria, Mosambik, Malawi, Sambia, Simbabwe bis Südafrika und Madagaskar weitverbreitet.[13]
- Viola acanthophylla Leyb. ex Reiche: Sie kommt in Chile vor.[13]
- Viola accrescens Klokov: Sie kommt im südlichen europäischen Teil Russlands und in der Ukraine vor.[15]
- Viola acuminata Ledeb.: Es gibt seit 1991 zwei Varietäten:[1]
  - Viola acuminata Ledeb. var. acuminata (Synonyme: Viola austroussuriensis (W.Becker) Kom., Viola acuminata subsp. austroussuriensis W.Becker, Viola acuminata var. austroussuriensis (W.Becker) Kitag., Viola acuminata var. brevistipulata (W.Becker) Kitag., Viola acuminata var. intermedia Nakai, Viola canina var. acuminata (Ledeb.) Regel, Viola micrantha Turcz. non Presl, Viola turczaninowii Juz.): Sie ist in Russlands Fernem Osten, im östlichen Sibirien, Korea, Japan[13] in der Mongolei, in der Inneren Mongolei und in den chinesischen Provinzen Gansu, Hebei, Heilongjiang, Henan, Hubei, Jilin, Liaoning, Ningxia, Shaanxi, Shandong, Shanxi sowie Sichuan verbreitet.
  - Viola acuminata var. pilifera C.J.Wang: Sie wurde 1991 erstbeschrieben. Sie gedeiht an Waldrändern, im Dickicht und an schattigen sowie feuchten Standorten in Flusstälern in Höhenlagen von 1600 bis 1800 Metern nur in Gansu.[1]
- Viola acutifolia (Kar. & Kir.) W.Becker (Syn.: Viola biflora var. acutifolia Kar. & Kir.): Sie kommt in Zentralasien in Kasachstan, Kirgisistan, Tadschikistan sowie Xinjiang vor.[1]
- Viola adriatica Freyn (Syn.: Viola jagellonica Zapal.): Sie kommt im nordöstlichen Italien und im früheren Jugoslawien vor.[13][15]
- Viola adunca Sm. (Syn.: Viola cascadensis M.S.Baker, Viola uncinulata Greene): Die zwei Varietäten sind in Nordamerika weitverbreitet.[2]
- Viola aethnensis Parl.: Von den drei Unterarten ist eine ein Endemit des Ätna auf Sizilien, eine kommt auf dem italienischen Festland und die dritte auf Sizilien sowie auf dem italienischen Festland vor.[15]
- Viola aetolica Boiss. & Heldr.: Sie kommt vom früheren Jugoslawien über Albanien bis Griechenland vor.[15]
- Viola affinis Leconte: Sie kommt vom östlichen Kanada bis zu den zentralen und östlichen USA vor.[2]
- Viola aizoon Reiche: Sie ist in Chile beheimatet.[13]
- Viola alaica Vved. (Syn.: Viola oxycentra Juz.): Sie kommt nur in Tadschikistan vor.
- Parma-Veilchen bzw. Weißes Veilchen (Viola alba Besser): Es gibt etwa drei Unterarten:[15]
  - Viola alba Besser subsp. alba (Syn.: Viola alba subsp. scotophylla (Jord.) Nyman, Viola armena Boiss. & A.Huet, Viola scotophylla Jord.): sind von Europa bis Vorderasien und dem Kaukasusraum weitverbreitet.[15]
  - Viola alba subsp. cretica (Boiss. & Heldr.) Marcussen (Syn.: Viola cretica Boiss. & Heldr.): Dieser Endemit kommt nur auf Kreta vor.[15]
  - Viola alba subsp. dehnhardtii (Ten.) W.Becker (Syn.: Viola dehnhardtii Ten.): Sie ist im Mittelmeerraum weitverbreitet.[15]
- Viola albida Palib.: Sie kommt mit zwei Varietäten in Japan, Korea und in den chinesischen Provinzen Heilongjiang, Liaoning sowie Shandong vor.[1]
  - Viola albida Palib. var. albida[1]
  - Viola albida var. takahashii (Nakai) Nakai (Syn.: Viola dissecta var. takahashii Nakai, Viola savatieri var. detonsa Kitag.)[1]
- Viola alexandrowiana (W.Becker) Juz. (Syn.: Viola phalacrocarpa subsp. alexandrowiana W.Becker): Sie kommt im asiatischen Teil Russlands vor.
- Viola alexejana Kamelin & Junussov: Sie kommt nur in Tadschikistan vor.
- Viola allchariensis Beck: Sie kommt vom früheren Jugoslawien über Albanien bis Griechenland vor.
- Viola alliariifolia Nakai: Es ist ein Endemit der japanischen Insel Hokkaidō.
- Viola allochroa Botschantz.: Sie kommt in Kirgisistan und Tadschikistan vor.
- Ostalpen-Stiefmütterchen (Viola alpina Jacq.): Sie ist in Polen, Österreich und der ehemaligen Tschechoslowakei sowie in Rumänien beheimatet.
- Altai-Stiefmütterchen (Viola altaica Ker Gawl., Syn.: Viola monochroa Klokov): Sie ist im Kaukasusraum, in der Ukraine, Kasachstan, Kirgisistan, Sibirien, der Mongolei und im chinesischen Xinjiang weitverbreitet.[1]
- Viola amamiana Hatus.: Es ist ein Endemit der japanischen Insel Amami-Ōshima, die zu den Ryūkyū-Inseln gehört.
- Steppen-Veilchen (Viola ambigua Waldst. & Kit.): Sie ist weitverbreitet von Österreich über Osteuropa bis zum Kaukasusraum und Südosteuropa. Es wurde von Fundorten in Deutschland berichtet, aber die Vorkommen sind noch nicht gesichert.
- Viola angustifolia Phil.: Sie kommt in Chile vor.[13]
- Viola araucaniae W.Becker: Sie kommt in Chile vor.[13]
- Viola arcuata Blume (Syn.: Viola alata Burgersd., Viola alata subsp. verecunda (A.Gray) W.Becker, Viola amurica W.Becker, Viola arcuata var. verecunda (A.Gray) Nakai, Viola distans Wall., Viola excisa Hance, Viola hupeiana W.Becker, Viola verecunda A.Gray): Sie ist von Indien, Bhutan, Nepal, Myanmar, Thailand, Vietnam, Korea, in der Mongolei und Indonesien, Japan, Malaysia, Papua-Neuguinea, im Amurgebiet von Russlands Fernem Osten über Taiwan bis zu den chinesischen Provinzen Anhui, Chongqing, Fujian, Gansu, Guangdong, Guangxi, Guizhou, Heilongjiang, Henan, Hubei, Hunan, Jiangsu, Jiangxi, Jilin, Liaoning, Shaanxi, Shandong, Sichuan, Yunnan sowie Zhejiang weitverbreitet.[1]
- Viola arborescens L.: Sie ist im westlichen Mittelmeerraum weitverbreitet.
- Viola argentina W.Becker: Sie kommt in den argentinischen Provinzen Córdoba, La Rioja und San Juan vor.
- Viola arguta Humb. & Bonpl. ex Schult.: Sie ist im westlichen Südamerika verbreitet.[13]
- Viola arsenica Beck: Sie kommt nur in Nordmazedonien vor.[13]
- Acker-Stiefmütterchen (Viola arvensis Murray, Syn.: Viola tricolor subsp. arvensis (Murray) Syme)

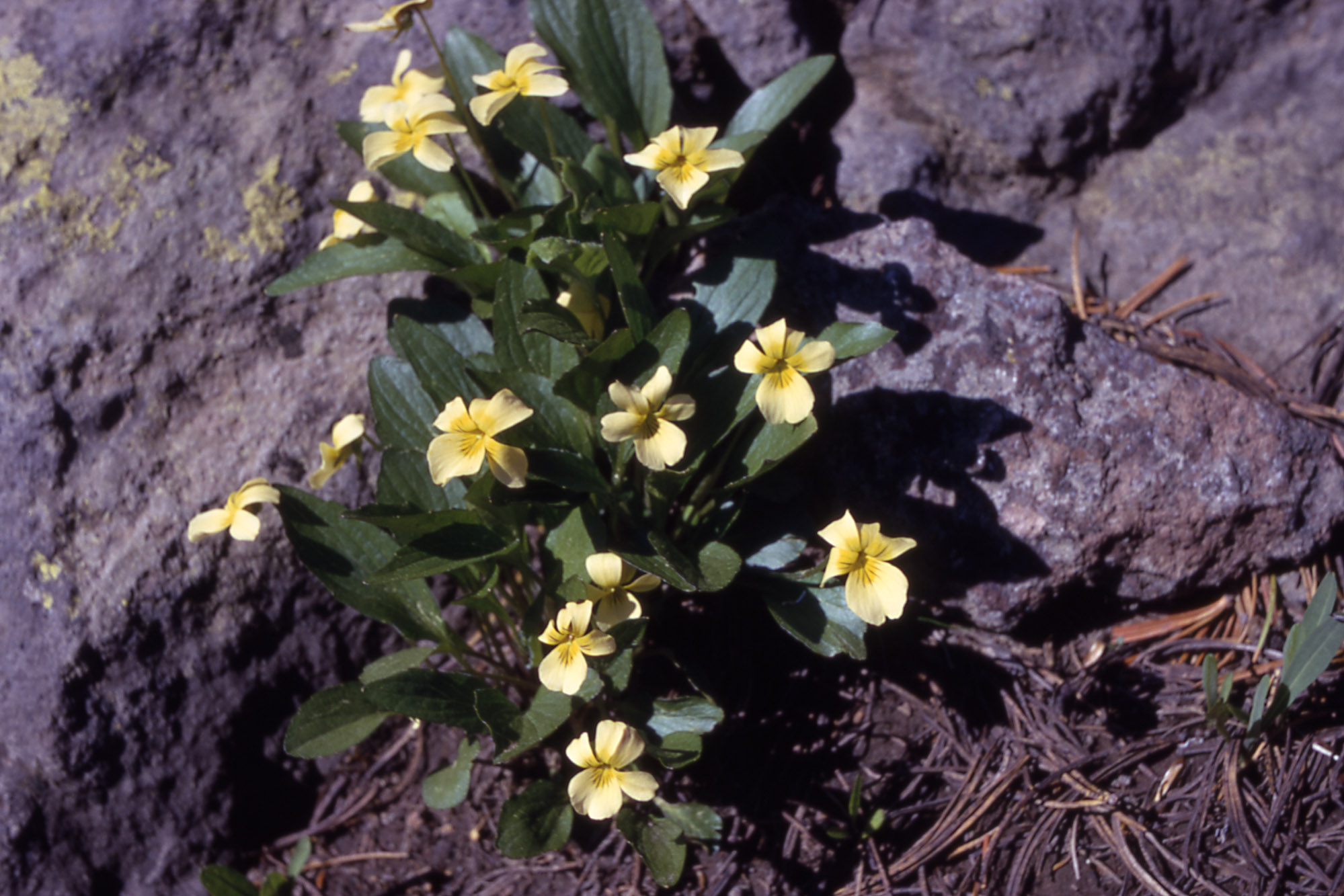
Viola praemorsa

- Viola asterias Hook. & Arn.: Sie kommt in Chile vor.[13]
- Viola athois W.Becker: Dieser Endemit kommt nur auf dem Berg Athos in Griechenland vor.
- Viola atropurpurea Leyb.: Sie ist in Argentinien und in Chile verbreitet.[13]
- Viola aurantiaca Leyb.: Sie kommt in Chile vor.[13]
- Viola aurata Phil.: Sie kommt in Chile vor.[13]
- Viola auricolor Skottsb.: Sie kommt nur in der Provinz Santa Cruz (Argentinien) vor.[13]
- Viola auricula Leyb.: Sie kommt in Chile vor.[13]
- Viola awagatakensis T.Yamaz. et al.: Dieser Endemit kommt nur auf der japanischen Insel Honschu vor.[13]
- Viola bakeri Greene (Syn.: Viola nuttallii var. bakeri (Greene) C.L.Hitchc.): Sie gedeiht in Höhenlagen von 900 bis 3800 Metern in den westlichen US-Bundesstaaten Washington, Nevada, Oregon und Kalifornien.[2]
- Viola bangiana W.Becker: Sie ist in Bolivien, Peru und Argentinien verbreitet.[13]
- Viola bangii Rusby: Die Heimat ist Ecuador.[13]
- Viola barroetana W.Schaffn.: Die Heimat ist Mexiko.[13]
- Viola battandieri W.Becker: Die Heimat ist Algerien.[13]
- Viola beckiana Fiala: Sie kommt in Albanien und im früheren Jugoslawien vor.
- Viola beckwithii Torr. & A.Gray: Sie kommt in den US-Bundesstaaten Idaho, Oregon, Kalifornien, Nevada und Utah vor.[13]
- Viola belophylla H.Boissieu (Syn.: Viola monbeigii W.Becker): Sie gedeiht an Waldrändern, an grasigen Standorten, an schattigen Berghängen und Ufern von Fließgewässern in Bergtälern in Höhenlagen von 1900 bis 3200 Metern im südwestlichen Tibet und in den chinesischen Provinzen Sichuan sowie Yunnan.[1]
- Viola bertolonii Pio (Syn.: Viola heterophylla var. messanensis W.Becker): Sie kommt in zwei Unterarten in Italien und Frankreich vor.[13]
- Viola betonicifolia Sm. (Syn.: Viola caespitosa D.Don, Viola maculicola Koidz., Viola oblongosagittata Nakai, Viola kashmiriana W.Becker): Die etwa zwei Unterarten sind vom gemäßigten bis tropischen Asien und in Australien verbreitet.[13]
- Viola bezdelevae Vorosch.: Dieser Endemit kommt nur auf den Kurilen vor.[13]
- Viola bhutanica H.Hara: Dieser Endemit kommt nur in Bhutan vor.[13]
- Viola bicolor Pursh (Syn.: Viola kitaibeliana var. rafinesquii (Greene) Fernald, Viola rafinesquei Greene): Sie ist in den USA in den Bundesstaaten Illinois, Kansas, Missouri, Nebraska, Oklahoma, South Dakota, Indiana, New Jersey, New York, Ohio, Pennsylvania, West Virginia, Colorado, Texas, Alabama, Arkansas, Delaware, Georgia, Kentucky, Louisiana, Maryland, Mississippi, North Carolina, South Carolina, Virginia sowie Florida weitverbreitet.[13]
- Gelbes Veilchen (Viola biflora L., Syn.: Viola avatschensis W.Becker & Hultén, Viola chingiana W.Becker, Viola crassa Makino, Viola kanoi Sasaki, Viola lutea Lam., Viola manaslensis F.Maek., Viola nudicaulis (W.Becker) S.Y.Chen, Viola schulzeana W.Becker, Viola tayemonii Hayata, Viola biflora var. akaishiensis Hid.Takah. & H.Ohba, Viola biflora subsp. avatschensis (W.Becker & Hultén) Tzvelev, Viola biflora var. burejensis Bezd., Viola biflora var. vegeta (Nakai) Hid.Takah.): Das weite Verbreitungsgebiet auf der Nordhalbkugel umfasst Eurasien und Nordamerika.[13] Es gibt etwa zwei Unterarten.[1]
- Viola binayensis Okamoto & K.Ueda: Es ist ein Endemit auf den Molukken.[13]
- Viola bissetii Maxim.: Sie kommt nur auf den japanischen Inseln Honshu, Kyushu sowie Shikoku vor.[13]
- Viola blanda Willd. (Syn.: Viola incognita Brainerd): Sie ist Kanada und in den USA verbreitet.[13]
- Viola blandiformis Nakai: Die Heimat ist Korea und die japanischen Inseln Honschu sowie Hokkaidō.[13]
- Viola bocquetiana Yild.: Die Heimat ist die Türkei.[13]
- Viola boissieuana Makino (Syn.: Viola pseudoselkirkii Nakai): Sie kommt auf den japanischen Inseln Honshu, Kyushu sowie Shikoku und in Südkorea vor.[13]
- Viola brachyceras Turcz.: Sie ist in China, der Mongolei, Russlands Fernem Osten und Sibirien verbreitet.[13]
- Viola brachypetala Gay: Die Heimat ist Chile.[13]
- Viola brachyphylla W.Becker: Sie kommt in Griechenland und im früheren Jugoslawien vor.
- Viola brevistipulata (Franch. & Sav.) W.Becker (Syn.: Viola pubescens var. brevistipulata Franch. & Sav., Viola glabella var. crassifolia Koidz., Viola yubariana Nakai, Viola hidakana Nakai, Viola laciniata (H.Boissieu) Koidz., Viola uniflora var. laciniata H.Boissieu, Viola flaviflora Nakai, Viola kishidae Nakai): Die etwa fünf Varietäten kommen nur auf der japanischen Insel Hokkaidō vor.[13]
- Viola bubanii Timb.-Lagr.: Sie kommt in Spanien und Frankreich vor.
- Viola buchtienii Gand.: Die Heimat ist Chile.[13]
- Viola bulbosa Maxim. (Syn.: Viola bulbosa var. franchetii H.Boiss., Viola bulbosa subsp. tuberifera (Franch.) W.Becker, Viola filifera Kom., Viola hookeri Franch. nom. illeg., Viola multistolonifera C.J.Wang, Viola tuberifera Franch., Viola tuberifera var. brevipedicellata S.Y.Chen, Viola tuberifera var. pseudopalustris H.Lév.): Sie kommt im nördlichen Indien, in Bhutan, Nepal, Tibet und in den chinesischen Provinzen Gansu, Qinghai, Shaanxi, Sichuan sowie Yunnan vor.[1]
- Viola bustillosia Gay: Die Heimat ist Chile.[13]
- Langsporn-Veilchen (Viola calcarata L.): Es gedeiht in den Alpen, im Jura und auf der Balkanhalbinsel, mit den Unterarten:
  - Viola calcarata L. subsp. calcarata
  - Viola calcarata subsp. villarsiana (Schult.) Merxm. (Syn.: Viola villarsiana Schult.)
  - Viola calcarata subsp. zoysii (Wulfen) Merxm. (Syn.: Viola zoysii Wulfen)
- Viola calchaquiensis W.Becker: Sie kommt nur in der argentinischen Provinz Tucumán vor.[13]
- Viola calderensis W.Becker: Die Heimat ist Chile.[13]
- Viola caleyana G.Don: Sie ist in Australien verbreitet.[13]
- Viola cameleo H.Boissieu: Die Heimat ist Sikkim und Sichuan.[13]
- Gelbes Galmei-Veilchen (Viola calaminaria (Gingins) Lej.)
- Kanada-Veilchen (Viola canadensis L., Syn.: Viola rugulosa Greene): Das weite Verbreitungsgebiet umfasst Kanada, die USA und Mexiko.[13]
- Viola canescens Wall. ex Roxb.: Sie ist in Indien, Pakistan, Nepal, Bhutan und Myanmar verbreitet.[13]
- Hunds-Veilchen (Viola canina L.):
  - Viola canina L. var. canina (Syn.: Viola ericetorum Schrad. ex Link, Viola sylvestris Lam.)
  - Viola canina subsp. montana auct. (Syn.: Viola montana auct., Viola ruppii All.)
  - Viola canina subsp. schultzii (Billot) Kirschl. (Syn.: Viola schultzii Billot)
- Viola cano-barbata Leyb.: Sie ist Argentinien und Chile verbreitet.[13]
- Viola capillaris Pers. (Syn.: Viola dumetorum var. araucana Phil., Viola dumetorum Phil.): Die Heimat ist Chile.[13]
- Viola caspia (Rupr.) Freyn (Syn.: Viola sylvatica var. caspia Rupr.): Sie kommt auf der Krim, im Kaukasusraum, in der Türkei und im Iran.[13]
- Viola castillonii (W.Becker) Xifreda & Sanso (Syn.: Viola exigua var. castillonii W. Becker): Sie kommt nur in der argentinischen Provinz Tucumán vor.[13]
- Viola catalonica W.Becker: Sie kommt nur in Spanien vor.[13]
- Viola caucasica (Rupr.) Kolen. ex Juz. (Syn.: Viola biflora var. caucasica Rupr.): Die Heimat ist der Kaukasus.[13]
- Viola cazorlensis Gand.: Sie kommt nur in Spanien vor.
- Mont-Cenis-Veilchen (Viola cenisia L.): Es kommt nur in den Südwestalpen und in den Zentralalpen vor.
- Viola cerasifolia A.St.-Hil.: Sie ist in Brasilien verbreitet.[13]
- Viola chaerophylloides (Regel) W.Becker: Es gibt mindestens zwei Varietäten:[1]
  - Viola chaerophylloides (Regel) W.Becker var. chaerophylloides (Syn.: Viola albida var. suavis Nakai, Viola albida var. takahashii (Nakai) Nakai, Viola dentariifolia H.Boiss., Viola dissecta var. takahashii Nakai, Viola napellifolia Nakai, Viola takahashii (Nakai) Taken.): Sie kommt Korea, auf den japanischen Inseln Honshu, Kyushu sowie Shikoku und in der Region Primorje[13] und in den chinesischen Provinzen Anhui, Chongqing, Hebei, Henan, Hubei, Jiangsu, Jiangxi, Liaoning, Shandong sowie Zhejiang vor.[1]
  - Viola chaerophylloides var. sieboldiana (Maxim.) Makino (Syn.: Viola chaerophylloides var. sieboldiana Maxim., Viola pinnata var. sieboldiana Maxim., Viola dissecta var. sieboldiana (Maxim.) Nakai, Viola napellifolia var. sieboldiana (Maxim.) Naka, Viola sieboldiana (Maxim.) Makino): Sie kommt in Japan und in den chinesischen Provinzen Anhui, Hubei, Jiangxi sowie Zhejiang vor.[1]
- Viola chamaedrys Leyb.: Sie kommt in Chile vor.[13]
- Viola chamissoniana Ging.: Die etwa drei Unterarten kommen nur in Hawaii vor:[13]
  - Viola chamissoniana Ging. subsp. chamissoniana: Dieser Endemit gedeiht nur an trockenen Klippen auf der hawaiianischen Insel Oʻahu.[13]
  - Viola chamissoniana subsp. robusta (Hillebr.) W.L.Wagner, D.R.Herbst & Sohmer (Syn.: Viola robusta Hillebr.): Dieser Endemit kommt nur auf der hawaiianischen Insel Molokaʻi vor.[13]
  - Viola chamissoniana subsp. tracheliifolia (Ging.) W.L.Wagner, D.R.Herbst & Sohmer (Syn.: Viola tracheliifolia Ging. & Skottsb.): Sie kommt auf den hawaiianischen Inseln Kauaʻi, Oʻahu, Molokaʻi sowie Maui vor.[13]
- Viola changii J.S.Zhou & F.W.Xing: Sie wurde 2007 erstbeschrieben. Sie wurde in Felsspalten entlang des Randes eines immergrüne Lorbeerwaldes in einer Höhenlage von etwa 600 Metern in Guangdong gefunden.[1]
- Viola charlestonensis M.S.Baker & J.C.Clausen: Sie kommt nur in den US-Bundesstaaten Arizona, Nevada und Utah vor.[13]
- Viola chassanica Kork.: Sie kommt nur in Korea und in Russlands Fernem Osten vor.[13]
- Teide-Veilchen (Viola cheiranthifolia Humb. & Bonpl.): Sie ist ein Endemit der Kanaren.[13]
- Viola chelmea Boiss. & Heldr. (Syn.: Viola vilaensis Hayek): Sie kommt nur in Griechenland und im früheren Jugoslawien vor.
- Viola chiapasiensis W.Becker: Sie kommt nur im mexikanischen Bundesstaat Chiapas vor.[13]
- Viola chrysantha Phil.: Sie kommt in Chile vor.[13]
- Viola ciliata Schltdl.: Sie kommt nur im mexikanischen Bundesstaat Veracruz und in Guatemala vor.[13]
- Viola cinerea Boiss. (Syn.: Viola stocksii Boiss., Viola makranica Omer & Qaiser): Sie kommt in Ägypten, Somalia, Sudan, Oman, Iran, Afghanistan, Pakistan und in Indien vor.[13]
- Viola clandestina Pursh: Dieser Endemit kommt nur im US-Bundesstaat Pennsylvania vor.[13]
- Viola cochranei H.E.Ballard: Sie kommt nur im mexikanischen Bundesstaat Querétaro vor.[13]
- Hügel-Veilchen (Viola collina Besser): Die Varietäten sind in Europa und in gemäßigten Gebieten Asiens verbreitet.[1][15]

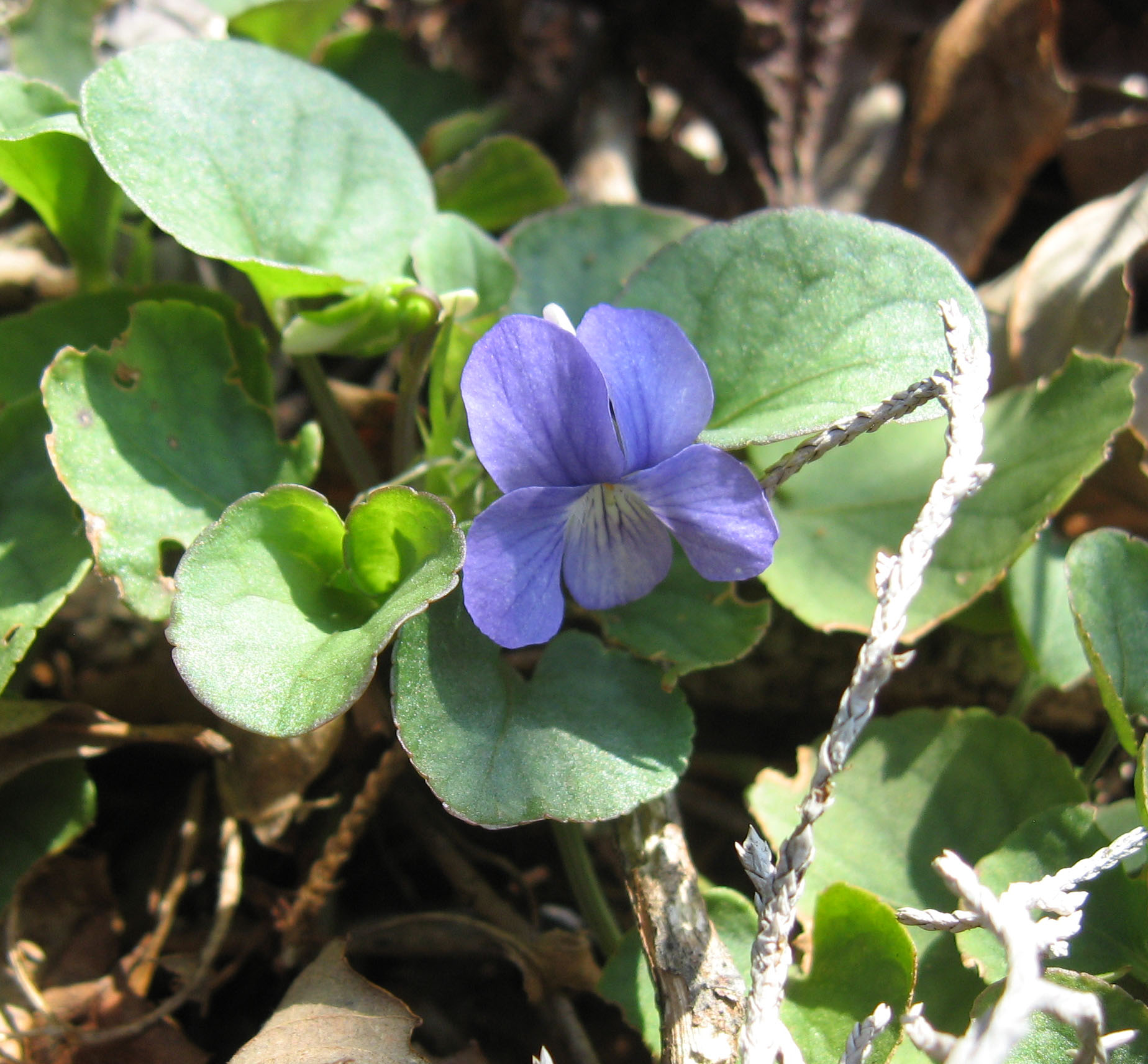
Habitus, Laubblätter und Blüte von Viola walteri

- Viola columnaris Skottsb.: Sie kommt in Argentinien vor.[13]
- Viola commersonii DC.: Sie ist in Argentinien und Chile verbreitet.[13]
- Comollis Veilchen (Viola comollia Massara): Dieser Endemit kommt nur in den Südalpen vor.
- Viola confertifolia C.C.Chang: Dieser Endemit gedeiht an feuchten Standorten in Bergschluchten in Höhenlagen von 2800 bis 3200 Metern nur im nordwestlichen Yunnan.[1]
- Hornveilchen (Viola cornuta L.): Es kommt nur in den Pyrenäen von Frankreich, Spanien und Andorra vor.[13]
- Viola coronifera W.Becker: Sie kommt nur in der argentinischen Provinz Neuquén vor.[13]
- Viola corralensis Phil.: Sie kommt nur in Chile vor.[13]
- Viola corsica Nyman (Syn.: Viola bertolonii Salis, Viola heterophylla subsp. ilvensis W.Becker): Sie kommt nur auf Korsika, auf Sardinien und in Italien vor.
- Viola cotyledon Ging. (Syn.: Viola nassauvioides Phil.): Sie ist in Argentinien und in Chile verbreitet.[13]
- Viola crassifolia Fenzl: Sie kommt nur in der Türkei vor.[13]
- Viola crassiuscula Bory: Dieser Endemit kommt nur in der Sierra Nevada in Spanien vor.
- Viola cretacea Klokov: Sie kommt nur in der Ukraine vor.[13]
- Viola cuatrecasasii L.B.Sm. & A.Fernández: Sie kommt nur in Ecuador vor.[13]
- Viola cucullata Aiton (Syn.: Viola obliqua Hill): Sie ist in Kanada und den USA verbreitet; in Europa ist sie stellenweise ein Neophyt.[13]
- Viola cuicochensis Hieron.: Sie kommt in Ecuador vor.[13]
- Viola cummingii W.Becker: Sie kommt in Bolivien vor.[13]
- Viola cuneata S.Watson: Sie kommt nur in den US-Bundesstaaten Oregon und Kalifornien vor.[13]
- Viola cunninghamii Hook. f.: Sie kommt in Tasmanien und in Neuseeland vor.[13]
- Viola curicoensis W.Becker: Sie kommt in Chile vor.[13]
- Viola curvistylis H.Boissieu & Capit.: Sie kommt in Malaysia, Myanmar und auf Sumatra vor.[13]
- Viola cuspidifolia W.Becker: Sie gedeiht auf Wiesen an Berghängen in den chinesischen Provinzen westliches Hubei sowie Hunan.[1]
- Viola cyathiformis W.Becker: Sie kommt in Chile vor.[13]
- Viola dacica Borbás: Das Verbreitungsgebiet reicht von Albanien bis Polen.
- Viola dactyloides Schult. (Syn.: Viola dactyloides var. multipartita W.Becker): Sie kommt in Sibirien sowie Russlands Fernem Osten, in der Mongolei, in der Inneren Mongolei und in den chinesischen Provinzen Liaoning, Heilongjiang, Jilin sowie im nördlichen Hebei vor.[13]
- Viola dasyphylla W.Becker: Sie kommt nur in der argentinischen Provinz Neuquén vor.[13]
- Viola davidii Franch. (Syn.: Viola smithiana W.Becker): Sie gedeiht in Höhenlagen von 1200 bis 2800 Metern im südöstlichen Tibet und in den chinesischen Provinzen Chongqing, Fujian, Guangdong, Guangxi, Guizhou, Hubei, Hunan, Jiangxi, Sichuan, Yunnan sowie Zhejiang.[1]
- Viola decipiens Reiche: Sie kommt in Chile vor.[13]
- Viola declinata Waldst. & Kit.: Sie kommt nur in den Karpaten vor.
- Viola decumbens L.f. (Syn.: Viola scrotiformis DC.): Sie kommt in Südafrika vor.[13]
- Viola delavayi Franch. (Syn.: Viola boissieui H.Lév. & Maire, Viola impatiens H.Lév.): Sie gedeiht an Waldrändern in den Bergen, an Grashängen, feuchten Standorten in Flusstälern in Höhenlagen von 1800 bis 2800 Metern in den chinesischen Provinzen Guizhou, Sichuan sowie Yunnan.[1]
- Viola delphinantha Boiss.: Sie kommt in Griechenland und in Bulgarien vor.
- Viola demetria Prolongo ex Boiss.: Sie kommt in Spanien und Portugal vor.
- Viola diamantiaca Nakai: Sie kommt in Korea und in den chinesischen Provinzen östliches Jilin sowie östliches Liaoning vor.[1]
- Viola dichroa Boiss. & A.Huet: Sie kommt in der Türkei vor.[13]
- Viola diffusa Ging. (Syn.: Viola tenuis Benth.): Das Verbreitungsgebiet umfasst Indien, Nepal, Bhutan, die Philippinen, Neuguinea, Myanmar, Japan, Taiwan, Tibet und China.[13][1]
- Viola dimorphophylla Y.S.Chen & Q.E.Yang: Sie wurde 2005 erstbeschrieben. Dieser seltene, gefährdete Endemit gedeiht im Dickicht oder auf Grashängen in Höhenlagen von 2400 bis 2600 Metern nur in Zhongdian im nordwestlichenYunnan.[1]
- Viola dirimliensis Blaxland: Dieser Endemit kommt nur im türkischen Gebiet Antalya vor.[13]
- Viola dirphya A.Tiniakou: Sie kommt in Griechenland vor.[13]
- Viola disjuncta W.Becker (Syn.: Viola atroviolacea W.Becker): Sie kommt in Sibirien vor.[13]
- Viola dissecta Ledeb.: Sie ist in Korea, in Sibirien in Russlands Fernem Osten, in der Mongolei,[13] in der Inneren Mongolei und in den chinesischen Provinzen Gansu, Hebei, Heilongjiang, Jilin, Liaoning, Ningxia, Qinghai, Shaanxi, Shandong, Shanxi sowie nördlichen Sichuan weitverbreitet. Dies gilt, falls Varietäten anerkannt werden, nur für Viola dissecta var. dissecta. Je nach Autor gehört auch die Viola dissecta var. incisa (Turcz.) Y.S.Chen hierher oder wird als eigene Art Viola incisa Turcz. geführt.[1]
- Viola diversifolia (Ging.) W.Becker (Syn.: Viola cenisia var. diversifolia Ging.): Sie kommt nur in den Pyrenäen vor.
- Viola doerfleri Degen: Sie kommt nur im südlichen früheren Jugoslawien vor.
- Viola dolichocentra Botschantz.: Sie kommt nur in Usbekistan vor.[13]
- Humboldts-Veilchen (Viola dombeyana DC., Syn.: Viola humboldtii Triana & Planch.): Es kommt in Ecuador und Peru vor.[13]
- Viola domeykoana Gay: Sie kommt in Argentinien und in Chile vor.[13]
- Viola donetzkiensis Klokov: Die Heimat ist die Ukraine.[13]
- Viola douglasii Steud.: Die Heimat ist Kalifornien.[13]
- Dubys Veilchen (Viola dubyana Burnat ex Gremli): Dieser Endemit kommt nur in den italienischen Alpen vor.
- Viola duclouxii W.Becker: Sie gedeiht in Wäldern in Höhenlagen von 1600 bis 2700 Metern in Yunnan.[1]
- Viola dukadjinica W.Becker & Kosanin: Sie kommt nur in Albanien vor.
- Viola dyris Maire: Sie kommt nur in Marokko vor.[13]
- Viola ecuadorensis W.Becker: Sie kommt in Ecuador vor.[13]
- Viola eizanensis (Makino) Makino (Syn.: Viola dissecta var. eizanensis Makino): Sie kommt auf den japanischen Inseln Honshu, Shikoku und Kyushu vor.[13]
- Hohes Veilchen (Viola elatior Fr. nom. cons., Syn.: Viola montana L.): Es kommt in Europa und in den gemäßigten Gebieten Asiens vor.[13]
- Viola elegantula Schott: Sie kommt in Albanien und im früheren Jugoslawien vor.
- Viola elisabethae Klokov: Sie kommt in der Ukraine vor.[13]
- Viola eminii (Engl.) R.E.Fr. (Syn.: Viola abyssinica var. eminii Engl.): Sie kommt in Kenia, Tansania, Uganda, Burundi, Ruanda, in der Republik Kongo und der Demokratischen Republik Kongo vor.[13]
- Torf-Veilchen (Viola epipsila Ledeb.): Es kommt in Europa, Nordamerika, in Sibirien und in den chinesischen Provinzen Heilongjiang und Jilin vor.[13]
- Viola epipsiloides Á.Löve & D.Löve (Syn.: Viola epipsila subsp. repens W.Becker, Viola repens Turcz. ex Trautv. & C.A.Mey.): Sie wurde mit Viola epipsila Ledeb. verwechselt.[1] Sie ist auf der Nordhalbkugel in Europa, den gemäßigten Gebieten Asiens, in Alaska und Kanada weitverbreitet.[13][1]
- Viola ermenekensis Yild. & Dinç: Sie kommt in der Türkei vor.[13]
- Viola eugeniae Parl. (Syn.: Viola levieri Parl.): Sie kommt nur in Italien vor.
- Viola evae Hieron. ex W.Becker: Sie kommt nur in der Provinz La Rioja in Argentinien vor.[13]
- Viola eximia Formánek: Sie kommt nur auf der Balkanhalbinsel vor.
- Viola fargesii H.Boissieu (Syn.: Viola adenothrix Hayata Viola brachycentra Hayata, Viola trichopoda Hayata, Viola adenothrix var. tsugitakaensis (Masam.) J.C.Wang & T.C.Huang, Viola canescens subsp. lanuginosa W.Becker, Viola principis H.Boissieu, Viola pulla W.Becker, Viola tsugitakaensis Masam.): Sie gedeiht in Höhenlagen von 600 bis 3800 Metern auf Taiwan und in den chinesischen Provinzen südliches Anhui, Fujian, nördliches Guangdong, nördliches Guangxi, Guizhou, Hubei, Hunan, Jiangsu, Jiangxi, Sichuan, Yunnan sowie Zhejiang.[1]
- Viola faurieana W.Becker: Sie kommt nur auf der japanischen Insel Honshu vor.[13] Mindestens die chinesischen Fundorte gehören zu Viola grypoceras A.Gray.[1]
- Viola fedtschenkoana W.Becker: Sie kommt in Indien, Pakistan und Tadschikistan vor.[13]
- Viola filicaulis Hook. f.: Sie kommt nur in Neuseeland vor.[13]
- Viola fischeri W.Becker: Sie kommt in Sibirien vor.[13]
- Viola flagelliformis Hemsl.: Sie kommt im nördlichen Mexiko vor.[13]
- Viola flettii Piper: Sie kommt nur im US-Bundesstaat Washington vor.[13]
- Viola flos-evae Hieron.: Sie kommt in Argentinien vor.[13]
- Viola fluhmannii Phil.: Sie kommt in Argentinien und Chile vor.[13]
- Viola formosana Hayata: In der Flora of China gibt es zwei Varietäten:[1]
  - Viola formosana Hayata var. formosana (Syn.: Viola arisanensis W.Becker, Viola formosana var. tozanensis (Hayata) C.F.Hsieh, Viola taiwanensis W.Becker, Viola tozanensis Hayata): Sie gedeiht in Taiwan im Gebirge in Höhenlagen von 1400 bis 2500 Metern.[1]
  - Viola formosana var. kawakamii (Hayata) Y.S.Chen & Q.E.Yang (Syn.: Viola formosana var. kawakamii (Hayata) J.C.Wang et al., Viola kawakamii Hayata, Viola kawakamii var. stenopetala Hayata, Viola hypoleuca Hayata, Viola matsudae Hayata, Viola takasagoensis Koidzumi): Dieser Name wurde 2007 veröffentlicht. Sie gedeiht in Taiwan in Bergwäldern und Grashängen in Höhenlagen von 1200 bis 2400 Metern.[1]
- Viola forrestiana W.Becker: Sie gedeiht in Höhenlagen von 2200 bis 4000 Metern im südöstlichen Tibet und Yunnan.[1]
- Viola forskaalii Greuter (Syn.: Viola arborea Forssk. ex Ging. nom. illeg., Viola arborea Forssk. nom. illeg.): Dieser Endemit kommt nur im westlichen Jemen vor.
- Viola fragrans Sieber: Dieser Endemit kommt nur auf Kreta vor.[16]
- Viola frank-smithii N.H.Holmgren: Sie kommt nur im US-Bundesstaat Utah vor.[13]
- Viola friderici W.Becker: Sie kommt in Chile vor.[13]
- Viola frigida Phil. (Syn.: Viola borchersii Phil.): Sie kommt in Argentinien und in Chile vor.[13]
- Viola frondosa Velen.: Sie kommt in Nordmazedonien vor.[13]
- Viola fruticosa W.Becker: Sie kommt in Venezuela vor.[13]
- Viola fuscifolia W.Becker: Sie kommt in Peru vor.[13]
- Viola fuscoviolacea (L.G.Adams) T.A.James (Syn.: Viola hederacea subsp. fuscoviolacea L.G.Adams): Sie kommt in Australien vor.[13]
- Viola germainii Sparre: Sie kommt in Chile vor.[13]
- Viola glabella Nutt.: Sie kommt auf den Kurilen, in Kanada und in den USA vor.[13]
- Viola glacialis Poepp. & Endl.: Sie kommt in Chile vor.[13]
- Viola glandularis H.E.Ballard & P.Jørg.: Sie kommt in Ecuador vor.[13]
- Viola glaucescens Oudem.: Sie kommt in Indien, Nepal, Bhutan und Malaysia vor.[13]
- Viola glechomoides Leyb.: Sie kommt in Chile vor.[13]
- Viola gmeliniana Schult.: Sie kommt in Sibirien, in Russlands Fernem Osten, in der Mongolei, in der Inneren Mongolei und in der chinesischen Provinz Heilongjiang vor.[1][13]
- Viola godoyae Phil.: Sie kommt in Chile vor.[13]
- Viola gracilis Sm. non Tutin & al. (Syn.: Viola calcarata Munby, Viola cornuta Desf.): Sie kommt nur in Albanien und im asiatischen Teil der Türkei ursprünglich vor, sie auf anderen Teilen Balkanhalbinsel ein Neophyt.[15]
- Viola gracillima A.St.-Hil.: Sie kommt in Brasilien vor.[13]
- Viola grahamii Benth.: Sie kommt in Mexiko vor.[13]
- Viola grandisepala W.Becker (Syn.: Viola binchuanensis S.H.Huang, Viola bruneostipulosa Hand.-Mazz.): Sie gedeiht an Berghängen, schattigen und feuchten Standorten an Straßenrändern in Höhenlagen von 1900 bis 3000 Metern in den chinesischen Provinzen Sichuan sowie Yunnan.[1]
- Viola granulosa Wedd.: Sie kommt in Peru und Chile vor.[13]
- Viola grayi Franch. & Sav. (Syn.: Viola senamiensis Nakai): Sie kommt auf den japanischen Inseln Honshu und Hokkaidō vor.[13]
- Viola grisebachiana Vis.: Sie kommt nur auf der Balkan-Halbinsel vor.
- Viola grypoceras A.Gray (Syn.: Viola grayi var. candida H.Boissieu, Viola grypoceras var. barbata W.Becker, Viola grypoceras var. pubescens Nakai, Viola leveillei H.Boissieu, Viola sylvestris var. candida (H.Boissieu) H.Lév., Viola sylvestris var. grypoceras (A.Gray) Maxim.): Der Name Viola faurieana W.Becker wurde für Exemplare dieser Art falsch verwendet. Sie ist in Japan, Korea, Taiwan und in den chinesischen Provinzen Anhui, Fujian, südöstliches Gansu, Guangdong, Guangxi, Guizhou, Henan, Hubei, Hunan, Jiangsu, Jiangxi, südliches Shaanxi, östliches Sichuan, Yunnan sowie Zhejiang verbreitet.[1]
- Viola guadalupensis A.M.Powell & Wauer: Sie kommt nur in Texas vor.[13]
- Viola guangzhouensis A.Q.Dong, J.S.Zhou & F.W.Xing: Sie wurde 2009 erstbeschrieben und wurde in feuchten Felsspalten in Höhenlagen von etwa 700 Metern nur im Dalingshan, Stadt Guangzhou in Guangdong gefunden.[1]
- Viola guatemalensis W.Becker: Sie kommt von Mexiko über Guatemala, Belize, Costa Rica, El Salvador, Honduras, Nicaragua bis Panama vor.[13]
- Violettes Galmei-Stiefmütterchen, Westfälisches Galmei-Veilchen (Viola guestphalica Nauenb., Syn.: Viola calaminaria subsp. westfalica (W.Ernst) J.Heimans, Viola calaminaria var. westfalica W.Ernst, Viola lutea var. westfalica A.A.H.Schulz):
- Viola hallii A.Gray: Sie kommt in den westlichen US-Bundesstaaten von Oregon bis Kalifornien vor.
- Viola hamiltoniana D.Don (Syn.: Viola arcuata Blume, Viola distans Wall.): Sie kommt im tropischen Asien vor.[13]
- Viola hancockii W.Becker: Sie gedeiht in Höhenlagen von 200 bis 1800 Metern in den chinesischen Provinzen Gansu, Hebei, Henan, Jiangsu, Shaanxi, Shandong sowie Shanxi.[1]
- Viola hastata Michx.: Sie kommt in den östlichen Vereinigten Staaten vor.[13]
- Australisches Veilchen (Viola hederacea Labill., Syn.: Erpetion reniforme Sweet, Viola sieberiana Spreng.): Es wurde von den Pflanzensammlern Joseph Banks und Daniel Solander während ihres Aufenthalts an der Botany Bay auf ihrer Reise mit James Cook gefunden. Es gibt mehrere Unterarten in Pahang und in den australischen Bundesstaaten New South Wales, Queensland, South Australia, Victoria sowie Tasmanien.[13]
- Viola hediniana W.Becker: Sie gedeiht in Höhenlagen von 1500 bis 3500 Metern in den chinesischen Provinzen Sichuan sowie im westlichen Hubei.[1]
- Viola heldreichiana Boiss.: Sie kommt auf Karpathos[17] und im südwestlichen Anatolien[16][18] vor.
- Viola helenae C.N.Forbes & Lydgate: Sie kommt in Hawaii vor.[13]
- Viola henryi H.Boissieu: Sie gedeiht in Höhenlagen von 1200 bis 1800 Metern in den chinesischen Provinzen westliches Hubei, nordwestliches Huna, sowie östliches Sichuan.[1]
- Viola hieronymi W.Becker: Sie kommt in Argentinien vor.[13]
- Viola hillii W.Becker: Sie kommt in Bolivien und in Peru vor.[13]
- Viola hirsutula Brainerd: Sie kommt in den östlichen Vereinigten Staaten vor.
- Raues Veilchen (Viola hirta L.): Sie kommt in Europa, Russland, Iran und Xinjiang vor.[1][13]
- Viola hirtipes S.Moore (Syn.: Viola miyabei Makino, Viola kamibayashii Nakai): Sie kommt in Russlands Fernem Osten, Korea, Japan und in den chinesischen Provinzen östliches Jilin sowie östliches Liaoning vor.[1][13]
- Viola hispida Lam.: Dieser Endemit kommt nur im nordwestlichen Frankreich vor.[13]
- Viola hissarica Juz.: Sie kommt in Zentralasien vor.[13]
- Viola hondoensis W.Becker & H.Boissieu (Syn.: Viola nipponica Maxim., Viola yatabeana Makino): Sie kommt in Korea, Japan und in den chinesischen Provinzen Chongqing, Hubei, Hunan, Jiangxi, südliches Shaanxi sowie Zhejiang vor.[1]
- Viola hookeri Thomson ex Hook. f.: Sie kommt in Indien, Nepal und Bhutan vor.[13]
- Viola hookeriana Kunth: Sie kommt in Mexiko vor.[13]
- Viola howellii A.Gray: Sie kommt im südwestlichen British Columbia, in Oregon, Washington und Kalifornien vor.[13]
- Viola huesoensis Martic.: Sie kommt in Chile vor.[13]
- Viola huidobrii Gay: Sie kommt in Argentinien und in Chile vor.[13]
- Viola hultenii W.Becker: Sie kommt in Japan, auf den Kurilen in Kamtschatka und Sachalin vor.[13]
- Viola humilis Kunth (Syn.: Viola kalbreyeri W.Becker): Sie kommt in Mexiko und in Kolumbien vor.[13]
- Viola hymettia Boiss. & Heldr.: Sie kommt in Portugal, Frankreich, Italien, Griechenland, Albanien, Rumänien und in der Türkei vor.[13]
- Viola ibukiana Makino: Sie kommt in Korea vor.[13]
- Viola ignobilis Rupr.: Sie kommt in Rumänien, im Iran und im Kaukasusraum vor.[13]
- Viola improcera L.G.Adams: Sie kommt im australischen Bundesstaat Victoria vor.[13]
- Viola incisa Turcz.: Sie kommt in Sibirien bis Russlands Fernem Osten in Gorno-Altay, Tyva, Respublika, sowie Irkutsk vor.[13]
- Viola inconspicua Blume (Syn.: Viola angustistipulata C.C.Chang, Viola apetala Roxb. nom. illeg., Viola confusa Champ. ex Benth., Viola confusa subsp. nagasakiensis (W.Becker) F.Maek. & T.Hashim., Viola hunanensis Hand.-Mazz., Viola inconspicua var. minor (Makino) S.S.Ying, Viola inconspicua subsp. nagasakiensis (W.Becker) J.C.Wang & T.C.Huang, Viola mandshurica subsp. nagasakiensis W.Becker, Viola minor (Makino) Makino, Viola minor var. albescens Taken., Viola minor var. ciliata Taken., Viola minor var. serratodentata Taken., Viola patrinii var. minor Makino, Viola philippica subsp. malesica W.Becker, Viola pseudomonbeigii C.C.Chang): Sie ist in Assam, Myanmar, Vietnam, Japan, Malaysia, Indonesien, auf den Philippinen, in Neuguinea, Taiwan und China weitverbreitet.[1][13]
- Viola indica W.Becker: Sie kommt in Afghanistan, Pakistan und in Indien vor.[13]
- Viola ircutiana Turcz.: Sie kommt in Russland vor.[13]
- Viola irinae Zolot.: Sie kommt im östlichen Sibirien vor.[13]
- Viola isaurica Contandr. & Quézel: Sie kommt in der Türkei vor.[13]
- Viola isopetala Juz.: Sie kommt in Zentralasien vor.[13]
- Viola iwagawae Makino: Sie kommt in Japan vor.[13]
- Viola jalapensis W.Becker: Sie kommt in Mexiko vor.[13]
- Viola jangiensis W.Becker: Dieser Endemit kommt nur im indischen Bundesstaat Himachal Pradesh vor.[13]
- Viola japonica Langsd. ex Ging.: Sie kommt in Japan, Korea und in Taiwan vor.[1][13]
- Viola jaubertiana Marès & Vigin.: Dieser Endemit kommt nur auf Mallorca vor.[13]
- Viola javanica W.Becker: Dieser Endemit kommt nur auf Java vor.[13]
- Viola johnstonii W.Becker: Sie kommt in Chile vor.[13]
- Viola jooi Janka: Sie kommt nur in Rumänien in den östlichen und südlichen Karpaten vor.
- Viola jordanii Hanry (Syn.: Viola cilicica Contandr. & Quézel, Viola falconeri Hook. f. & Thomson): Sie kommt in Italien, im südöstlichen Frankreich, vom südwestlichen Ungarn bis zur Balkan-Halbinsel, von Ungarn bis zur Ukraine und in Indien und Pakistan vor.[13]
- Viola kauaensis A.Gray: Sie kommt in Hawaii vor.[13]
- Viola keiskei Miq.: Sie kommt in Japan und in Korea vor.[13]
- Viola kermesina W.Becker: Sie kommt in Peru vor.[13]
- Viola kitaibeliana Schult.: Sie kommt in Europa, in Westasien, im Kaukasusraum und in Turkmenistan vor.[13]
- Viola kitamiana Nakai: Dieser Endemit kommt auf der japanischen Insel Hokkaido vor.[13]
- Viola kizildaghensis Dinç & Yild.: Sie kommt in der Türkei vor.[13]
- Viola kjellbergii Melch.: Sie kommt auf Sulawesi und im östlichen Neuguinea vor.[13]
- Viola kosanensis Hayata (Syn.: Viola fukienensis W.Becker, Viola kiangsiensis W.Becker, Viola polymorpha C.C.Chang, Viola pseudoarcuata C.C.Chang, Viola weixiensis C.J.Wang): Sie gedeiht in Höhenlagen 200 bis 2700 Metern in Taiwan und in den chinesischen Provinzen Anhui, Fujian, Guangdong, Guangxi, nordöstlichen Guizhou, Hubei, Hunan, Jiangxi, südlichen Shaanxi, Sichuan sowie nordwestlichen Yunnan.[1]
- Viola kosaninii (Degen) Hayek (Syn.: Viola delphinantha subsp. kosanini Degen): Sie kommt in Albanien, in Griechenland und im früheren Jugoslawien vor.
- Viola kunawurensis Royle (Syn.: Viola tianschanica Maxim.): Sie ist in Russland, Kasachstan, Kirgisistan, Tadschikistan Afghanistan, im nördlichen Indien, in Kaschmir, Nepal, in der westlichen Mongolei, in Tibet und in den chinesischen Provinzen Gansu, Qinghai, nordwestliches Sichuan sowie Xinjiang verbreitet.[1]
- Viola kupfferi Klokov: Sie kommt in Armenien, Georgien und Aserbaidschan vor.[13]
- Viola kusanoana Makino (Syn.: Viola mutsuensis W.Becker): Sie kommt in Japan, Korea, auf Sachalin und den Kurilen vor.[13]
- Viola kusnezowiana W.Becker: Sie kommt im fernöstlichen Russland vor.[13]
- Viola kwangtungensis Melch. (Syn.: Viola sikkimensis var. debilis W.Becker, Viola mucronulifera Hand.-Mazz.): Sie gedeiht in Bergwäldern, an Waldrändern und im Grasland in Höhenlagen von 1300 bis 1900 Metern in den chinesischen Provinzen Guangxi, Guizhou, Sichuan sowie Yunnan.[1]
- Labrador-Veilchen (Viola labradorica Schrank, Syn.: Viola conspersa Rchb.): Sie kommt vom subarktischen Amerika und Grönland bis in die zentralen und östlichen Vereinigten Staaten vor.[13]
- Viola lactea Sm.: Sie kommt in Portugal, Spanien, Frankreich, Großbritannien und in Irland vor.[13]
- Viola lactiflora Nakai (Syn.: Viola limprichtiana W.Becker): Sie kommt in Korea und in den chinesischen Provinzen Jiangsu, Jiangxi, südliches Liaoning sowie Zhejiang vor. In Japan ist sie wahrscheinlich ein Neophyt.[1]
- Viola lanaiensis W.Becker: Sie kommt in Hawaii vor.[13]
- Viola lanceolata L. (Syn.: Viola vittata Greene): Sie kommt vom östlichen Kanada bis zu den zentralen und östlichen Vereinigten Staaten vor.[13]
- Viola langeana Valentine: Sie kommt nur in Spanien und Portugal vor.[13]
- Viola langsdorffii Fisch. ex Ging. (Syn.: Viola simulata M.S.Baker, Viola kamtschadalorum W.Becker & Hultén): Sie kommt vom subarktischen Amerika bis zu den westlichen Vereinigten Staaten und in Japan, Sibirien und dem fernöstlichen Russland vor.[13]
- Viola lanifera W.Becker: Sie kommt in Chile vor.[13]
- Viola latistipulata Hemsl.: Sie kommt in Mexiko vor.[13]
- Viola lavrenkoana Klokov: Sie kommt in der Ukraine und im europäischen Russland vor.[13]
- Viola lehmannii W.Becker: Sie kommt in Ecuador und in Peru vor.[13]
- Viola leyboldiana Phil.: Sie kommt in Chile vor.[13]
- Viola libanotica Boiss.: Sie kommt im Libanon vor.[13]
- Viola lilloana W.Becker: Sie kommt in Argentinien vor.[13]
- Viola lithion N.H.Holmgren & P.K.Holmgren: Sie kommt in den US-Bundesstaaten Nevada sowie Utah vor.[13]
- Viola littoralis Spreng.: Sie kommt in Estland, Lettland und Litauen vor.[13]
- Viola llullaillacoensis W.Becker: Sie kommt in Chile vor.[13]
- Viola lobata Benth.: Sie kommt im südlichen Oregon und in Kalifornien vor.[13]
- Viola lucens W.Becker: Sie gedeiht in Höhenlagen von 0 bis 1800 Metern in den chinesischen Provinzen Anhui, Fujian, Guangdong, Guizhou, Hubei, Hunan sowie Jiangxi.[1]
- Sudeten-Stiefmütterchen (Viola lutea Huds., Syn.: Viola sudetica Willd.)
- Viola lyallii Hook. f.: Sie kommt in Neuseeland vor.[13]
- Viola macloskeyi F.E.Lloyd (Syn.: Viola rotundifolia var. pallens Banks ex DC.): Sie kommt in Kanada und in den Vereinigten Staaten vor.[13]
- Viola macroceras Bunge: Sie kommt in Tadschikistan, Usbekistan, Kirgisistan, Kasachstan, Afghanistan, Pakistan, Indien, Westsibirien, in der Mongolei und Xinjiang vor.[1][13]
- Viola maculata Cav. (Syn.: Viola microphyllos Poir.): Sie kommt in Argentinien, Chile und auf den Falkland-Inseln vor.[13]
- Viola magellanica G.Forst.: Sie kommt in Argentinien und in Chile vor.[13]
- Viola magellensis Porta & Rigo ex Strobl: Sie kommt in Italien, Albanien und im nördlichen Griechenland vor.[13]
- Viola magnifica C.J.Wang & X.D.Wang: Sie gedeiht in Höhenlagen von 800 bis 2000 Metern in den chinesischen Provinzen Anhui, Chongqing, nordwestliches Guizhou, Henan, Hubei, Hunan, Jiangxi sowie Zhejiang.[1]
- Viola majchurensis Pissjauk.: Sie kommt in Zentralasien vor.[13]
- Viola mandonii W.Becker
- Viola mandshurica W.Becker: Sie ist in China, Taiwan, Japan, Korea und Russland verbreitet.[1][13]
- Viola maroccana (Maire) Maire: Sie kommt in Marokko vor.[13]
- Viola mauritii Tepl.: Sie kommt im nordeuropäischen und asiatischen Teil Russlands und in der Mongolei vor.[13]
- Viola maximowicziana Makino: Sie kommt in Japan vor.[13]
- Viola maymanica Grey-Wilson: Sie kommt im nordwestlichen Afghanistan vor.[13]
- Viola mearnsii Merr.: Sie kommt auf den Philippinen und in Sulawesi vor.[13]
- Viola membranacea W.Becker: Sie kommt in Peru vor.[13]
- Viola mercurii Orph. ex Halacsy: Dieser Endemit kommt nur im südlichen Griechenland vor.[19]
- Viola merrilliana W.Becker: Dieser Endemit kommt nur auf Luzon vor.[13]
- Viola micranthella Wedd.: Sie kommt in Peru vor.[13]
- Viola minuta M.Bieb.: Sie kommt im Kaukasusraum vor.[13] Es gibt etwa drei Unterarten:
  - Viola minuta subsp. dagestanica (Rupr.) Vl.V.Nikitin: Nördlicher Kaukasusraum.
  - Viola minuta subsp. meyeriana (Rupr.) Vl.V.Nikitin (Syn.: Viola meyeriana (Rupr.) Klokov, Viola minuta var. meyeriana Rupr.)
  - Viola minuta M.Bieb. subsp. minuta
- Viola minutiflora Phil.: Sie kommt in Chile vor.[13]
- Wunder-Veilchen (Viola mirabilis L., Syn.: Viola brachysepala Maxim., Viola mirabilis subsp. brachysepala (Maxim.) Vorosch.): Sie kommt in Russland, Korea, Japan, in der Mongolei, in der Inneren Mongolei in den chinesischen Provinzen Gansu, Heilongjiang, Jilin, Liaoning, Ningxia, Shanxi sowie nördliches Hebei vor.[1]
- Viola modesta Fenzl: Sie kommt in Westasien und in Turkmenistan vor.[13]
- Viola mongolica Franch. (Syn.: Viola hebeiensis J.W.Wang & T.G.Ma, Viola yamatsutae Ishid., Viola yezoensis var. hebeiensis (J.W.Wang & T.G.Ma) J.W.Wang & J.Yang): Sie gedeiht in Höhenlagen von 1300 bis 1900 Metern in den chinesischen Provinzen Guangxi, Guizhou, Sichuan sowie Yunnan.[1]
- Viola montagnei Gay: Sie kommt in Argentinien und in Chile vor.[13]
- Viola montcaunica Pau: Sie kommt nur vom nördlichen bis zentralen Spanien vor.[13]
- Viola moupinensis Franch. (Syn.: Viola mairei H.Lév., Viola paravaginata H.Hara, Viola rosthornii E.Pritz., Viola moupinensis var. lijiangensis C.J.Wang): Sie ist in Bhutan, Sikkim, Nepal und in weiten Teilen Chinas verbreitet.[1]
- Viola muehldorfii Kiss (Syn.: Viola lasiostipes Nakai): Sie kommt in Russlands fernem Osten, Korea und im chinesischen Heilongjiang vor.[1][13]
- Viola muliensis Y.S.Chen & Q.E.Yang: Sie wurde 2005 erstbeschrieben. Dieser seltene, gefährdete Endemit gedeiht an Waldrändern und in moosbedeckten Felsspalten in Höhenlagen von etwa 2500 Metern nur in Muli im südwestlichen Sichuan.[1]
- Viola munbyana Boiss. & Reut.: Sie kommt im nordwestlichen Sizilien, in Marokko, Algerien und Tunesien vor.[13]
- Viola muscoides Phil.: Sie kommt in Chile vor.[13]
- Viola nagasawae Makino & Hayata: Es gibt seit 1990 zwei Varietäten nur in Taiwan.[1]
  - Viola nagasawae Makino & Hayata var. nagasawae (Syn.: Viola acutilabella Hayata, Viola nagasawae var. acutilabella (Hayata) Nakai): Sie gedeiht an feuchten Standorten an Grashängen in Höhenlagen von 200 bis 1100 Metern in Taiwan.[1]
  - Viola nagasawae var. pricei (W.Becker) J.C.Wang & T.C.Huang (Syn.: Viola pricei W.Becker): Diese Neukombination erfolgte 1990. Sie gedeiht an Grashängen in Höhenlagen unterhalb von 500 Metern in Taiwan.[1]
- Viola nanlingensis J.S.Zhou & F.W.Xing: Sie wurde 2008 erstbeschrieben und gedeiht in Höhenlagen von 500 bis 800 Metern nur im nördlichen Guangdong.[1]
- Viola nannae R.E.Fr.: Sie kommt in Kenia vor.[13]
- Viola nannei Pol.: Sie kommt in Guatemala, Honduras, Costa Rica und Panama vor.[13]
- Viola nebrodensis C.Presl: Dieser Endemit kommt nur in den Nebroden von Sizilien vor.[13]
- Viola nemausensis Jord.: Sie kommt in der Ukraine, in Moldau, Aserbaidschan und Dagestan vor.[13]
- Viola niederleinii W.Becker: Sie kommt in Argentinien vor.[13]
- Viola nobilis W.Becker: Sie kommt in Peru vor.[13]
- Viola nubigena Leyb.: Sie kommt in Chile vor.[13]
- Viola nuda W.Becker: Sie gedeiht in Höhenlagen von etwa 2800 Metern nur im westlichen Yunnan.[1]
- Viola nuevo-leonensis W.Becker: Sie kommt in Mexiko vor.[13]
- Pfennigblättriges Veilchen (Viola nummulariifolia Vill.): Es kommt auf Korsika, in Frankreich und Italien vor.
- Viola nuttallii Pursh: Sie kommt in Kanada und in den nördlichen Vereinigten Staaten vor.[13]
- Viola oahuensis C.N.Forbes: Sie kommt in Hawaii vor.[13]
- Viola obliquifolia Turcz.: Sie kommt in Venezuela vor.[13]
- Viola obtusa (Makino) Makino: Es gibt etwa zwei Varietäten:[1]
  - Viola obtusa (Makino) Makino var. obtusa: Sie kommt in Japan vor.[1]
  - Viola obtusa var. tsuifengensis T.Hashimoto: Dieser Endemit kommt nur in Taiwan nur in Nantou vor.[1]
- Viola occulta Lehm.: Sie kommt in West- und Zentralasien und im Kaukasusraum vor.[13]
- Viola ocellata Torr. & A.Gray: Sie kommt in Oregon und in Kalifornien vor.[13]
- Viola odontocalycina Boiss.: Sie kommt in der östlichen Türkei vor.[13]
- Duftveilchen (Viola odorata L., Syn.: Viola wiedemannii Boiss.): Sie ist auf den Kanarischen Inseln, Madeira, von Nordafrika über Europa und Südwest- bis Zentralasien verbreitet. Sie wird kultiviert und ist in vielen Gebieten ein Neophyt.[1][13]
- Viola orbiculata Geyer ex B.D.Jacks.: Sie kommt im westlichen Kanada und in den nordwestlichen Vereinigten Staaten vor.[13]
- Viola oreades M.Bieb.: Sie kommt auf der Krim, in der Türkei und im Kaukasusraum vor.[13]
- Viola orientalis (Maxim.) W.Becker (Syn.: Viola uniflora var. orientalis Maxim., Viola xanthopetala Nakai): Sie kommt in Russlands Fernem Osten, in Korea, Japan und in den chinesischen Provinzen Heilongjiang, Liaoning, östliches Jilin sowie östliches Shandong vor.[13][1]
- Viola orphanidis Boiss. (Syn.: Viola nicolai Pant.): Sie kommt auf der Balkanhalbinsel vor.[13]
- Viola orthoceras Ledeb.: Sie kommt in Georgien vor.[13]
- Viola ovalleana Phil.: Sie kommt in Chile vor.[13]
- Viola ovato-oblonga (Miq.) Makino: Sie kommt in Japan und in Korea vor.[13]
- Viola oxyodontis H.E.Ballard: Sie kommt in Mexiko vor.[13]
- Viola pachyrrhiza Boiss. & Hohen.: Sie kommt im Irak und im Iran vor.[13]
- Viola pacifica Juz.: Sie kommt in Russlands Fernem Osten vor.[13]
- Viola painteri Rose & House: Sie kommt in Mexiko vor.[13]
- Viola pallascaensis W.Becker: Sie kommt in Peru vor.[13]
- Viola palmata L. (Syn.: Viola triloba Schwein., Viola viarum Pollard): Sie ist vom südöstlichen Kanada über die USA bis Mexiko weitverbreitet.
- Viola palmensis (Webb & Berthel.) Sauer (Syn.: Mnemion palmense Webb & Berthel.): Sie kommt auf den Kanarischen Inseln vor.[13]
- Sumpf-Veilchen (Viola palustris L., Syn.: Viola juressi Link ex Wein, Viola palustris subsp. juressi (Link ex Wein) W.Becker ex Cout., Viola palustris subsp. palustris): Es ist von Makaronesien über Nordafrika, Europa und Grönland bis Nordamerika weitverbreitet. Es gibt Fundortangaben für die Azoren, Marokko, Spanien, Portugal, Andorra, Frankreich, Korsika, Italien, die Schweiz, Österreich, Deutschland, die ehemalige Tschechoslowakei, Polen, Luxemburg, die Niederlande, das Vereinigte Königreich, Irland, die Färöer-Inseln, Island, Dänemark, Norwegen, Schweden, Finnland, den europäischen Teil Russlands, Belarus, die Ukraine, Estland, Litauen, Lettland, Moldawien, das ehemalige Jugoslawien, Bulgarien, Rumänien, die kanadischen Provinzen Yukon, Québec, Ontario, Neufundland und Labrador, Saskatchewan, Alberta, Manitoba sowie British Columbia und die US-Bundesstaaten Alaska, Maine, New Hampshire, Vermont, Colorado, Montana, Oregon, Washington, Wyoming, Utah Kalifornien sowie vielleicht South Dakota.[2][13]
- Viola papuana W.Becker & Pulle: Sie kommt in Neuguinea vor.[13]
- Viola paravaginata H.Hara: Sie kommt in Indien, Nepal und Bhutan vor.[13]
- Viola parnonia Kit Tan, Sfikas & Vold: Sie kommt in Griechenland vor.[13]
- Viola parvula Tineo: Sie kommt vom Mittelmeerraum bis zum Kaukasusraum vor.[13]
- Viola pascua W.Becker: Sie kommt nur in Nordmazedonien vor.[13]
- Viola patrinii DC.: Sie ist von Sibirien, über Korea bis Japan, der Mongolei, der Inneren Mongolei und in den chinesischen Provinzen Heilongjiang, Jilin sowie Liaoning verbreitet.[1]
- Vogelfuß-Veilchen (Viola pedata L.): Die zwei Varietäten sind vom südöstlichen Kanada bis zu den zentralen und östlichen Vereinigten Staaten verbreitet.[2]
- Viola pedatifida G.Don (Syn.: Viola brittoniana Pollard, Viola delphiniifolia Nutt. ex Torr. & A.Gray): Sie kommt in Kanada und in den Vereinigten Staaten vor.
- Viola pedunculata Torr. & A.Gray: Sie kommt von Kalifornien bis Baja California vor.
- Viola pekinensis (Regel) W.Becker (Syn.: Viola kamtschatica var. pekinensis Regel, Viola dolichoceras C.J.Wang, Viola liaosiensis P.Y.Fu & Y.C.Teng): Sie gedeiht in Höhenlagen von 500 bis 1900 Metern in der Inneren Mongolei und in den chinesischen Provinzen Hebei, Heilongjiang, Henan, Jilin, Liaoning, Shandong sowie Shanxi.[1]
- Viola pendulicarpa W.Becker: Sie gedeiht in Höhenlagen von 300 bis 2400, selten bis zu 3500 Metern in den chinesischen Provinzen westliches Hubei, südliches Shaanxi, Sichuan sowie nordwestliches Yunnan.[1]
- Viola pentadactyla Fenzl: Sie kommt von der südlichen Türkei bis Syrien vor.
- Viola perinensis W.Becker: Sie kommt in Bulgarien und Griechenland vor.
- Viola perpusilla Boissieu: Dieser Endemit gedeiht an grasigen Hängen nur in Dali in der chinesischen Provinz Yunnan.[1]
- Viola phalacrocarpa Maxim. (Syn.: Viola conilii Franch. & Sav., Viola ishidoyana Nakai, Viola nipponica Makino, Viola phalacrocarpoides Makino, Viola pseudoprionantha W.Becker, Viola reinii W.Becker): Sie kommt in Japan, Korea, Russlands Fernem Osten und in den chinesischen Provinzen südöstliches Heilongjiang, östliches Jilin sowie Liaoning vor.[1]
- Viola philippica Cav.: Seit 2007 gibt es etwa zwei Varietäten:[1]
  - Viola philippica Cav. var. pseudojaponica (Syn.: Viola alisoviana Kiss, Viola confusa Champ. ex Benth., Viola philippica subsp. munda W.Becker, Viola patrinii var. chinensis Gingins, Viola yedoensis Makino): Sie ist Indien, Kambodscha, Indonesien, Japan, Korea, Laos, in der Mongolei, auf den Philippinen, Vietnam und in weiten Teilen Chinas verbreitet.[1]
  - Viola philippica var. pseudojaponica (Nakai) Y.S.Chen (Syn.: Viola longistipulata Hayata, Viola nantouensis S.S.Ying, Viola pseudojaponica Nakai, Viola stenocentra Hayata ex Nakai, Viola taiwaniana Nakai, Viola yedoensis var. pseudojaponica (Nakai) Hashim. ex E.Hama): Seit 2007 hat sie den Rang einer Varietät. Sie kommt in Taiwan und auf den japanischen Inseln südlichste Kyushu sowie Ryūkyū-Inseln vor.[1]
- Viola philippii Leyb. (Syn.: Viola arbuscula Phil.): Sie kommt in Argentinien und in Chile vor.[13]
- Viola pilosa Blume (Syn.: Viola pogonantha W.W.Sm., Viola serpens Wall. ex Ging.): Sie ist in Afghanistan, Sri Lanka, Indien, Kaschmir, Bhutan, Nepal, Myanmar, Indonesien, Malaysia, Thailand, im südöstlichen Tibet und in den chinesischen Provinzen westliches Guangxi, Guizhou, Sichuan sowie Yunnan verbreitet.[1]
- Viola pinetorum Greene: Es gibt seit 2011 zwei Varietäten, die nur in Kalifornien vorkommen.[2]
  - Viola pinetorum var. grisea (Jepson) R.J.Little (Syn.: Viola purpurea var. grisea Jepson, Viola pinetorum subsp. grisea (Jepson) R.J.Little): Sie hat 2011 den Rang einer Varietät erhalten und gedeiht in der alpinen Höhenstufe in Höhenlagen von 2000 bis 3100 Metern in Kalifornien.[2]
  - Viola pinetorum Greene var. pinetorum Sie gedeiht in Nadelwäldern an Berghängen in Höhenlagen von 1400 bis 3000 Metern in Kalifornien.[2]
- Fieder-Veilchen (Viola pinnata L.): Es gibt Fundortangaben für Österreich, Liechtenstein, die Schweiz, Italien, Frankreich, Monaco, Slowenien sowie Kroatien.[15]
- Viola placida W.Becker: Dieser Endemit kommt nur in Sikkim vor.[13]
- Viola poetica Boiss. & Spruner: Sie kommt nur in Griechenland vor.[13]
- Viola polycephala H.E.Ballard & P.Jørg.: Sie kommt in Ecuador vor.[13]
- Viola polypoda Turcz.: Sie kommt in Chile vor.[13]
- Viola popetae Sparre: Sie kommt in Chile vor.[13]
- Viola portalesia Gay (Syn.: Viola integerrima Phil.): Sie kommt in Chile vor.[13]
- Viola portulacea Leyb.: Sie kommt in Argentinien und in Chile vor.[13]
- Viola praemorsa Douglas ex Lindl. (Syn.: Viola flavovirens Pollard, Viola linguifolia Nutt. ex Torr. & A.Gray, Viola nuttallii var. praemorsa (Douglas ex Lindl.) S.Watson): Sie kommt in drei Varietäten im westlichen Nordamerika vor.[2]
- Viola primulifolia L.: Sie kommt in zwei Varietäten in den Vereinigten Staaten vor.[2]
- Viola prionantha Bunge (Syn.: Viola taischanensis C.J.Wang, Viola prionantha var. trichantha C.J.Wang, Viola prionantha var. sylvatica Kitag., Viola prionantha var. trichantha C.J.Wang): Sie kommt in Russlands Fernem Osten, Korea, in der Inneren Mongolei und in den chinesischen Provinzen Gansu, Hebei, Heilongjiang, Henan, Hubei, Jilin, Liaoning, Ningxia, Qinghai, Shaanxi, Shandong, Shanxi sowie Sichuan vor.[1]
- Viola pseudogracilis Strobl (Syn.: Viola cassinensis Strobl): Sie kommt nur in Italien vor.
- Viola pubescens Aiton (Syn.: Viola eriocarpa Schwein.): Sie kommt in zwei Varietäten im zentralen und östlichen Nordamerika vor.[2]
- Viola pulchella Leyb. ex Reiche: Sie kommt in Chile vor.[13]
- Viola pulvinata Reiche: Sie kommt in Chile vor.[13]
- Niedriges Veilchen (Viola pumila Chaix, Syn.: Viola pratensis Mert. & W.D.J.Koch): Es gibt Fundortangaben für Deutschland, Österreich, Liechtenstein, die Schweiz, Italien, Frankreich, Monaco, Belarus, Tschechien, Ungarn, Kaliningrad, Estland, Lettland, Litauen, Polen, Bulgarien, Kroatien, Rumänien, Moldawien, den europäischen Teil Russlands, Serbien, Kosovo, Slowakei, Slowenien, Schweden, Armenien, Georgien, Abchazien, Adscharien und die Krim.[15]
- Viola purpurea Kellogg: Es gibt etwa sieben Varietäten:[2]
  - Viola purpurea var. aurea (Kellogg) M.S.Baker ex Jeps. (Syn.: Viola aurea Kellogg: Sie gedeiht in Höhenlagen von 1000 bis 2300 Metern in den US-Bundesstaaten Kalifornien sowie Nevada.
  - Viola purpurea var. dimorpha (M.S.Baker & J.C.Clausen) J.T.Howell (Syn.: Viola purpurea subsp. dimorpha M.S.Baker & J.C.Clausen, Viola purpurea subsp. geophyta M.S.Baker & J.C.Clausen, Viola purpurea var. geophyta (M.S.Baker & J.C.Clausen) J.T.Howell): Sie gedeiht in Höhenlagen von 1200 bis 2500 Metern in den westlichen US-Bundesstaaten Oregon sowie Kalifornien.[2]
  - Viola purpurea var. integrifolia (M.S.Baker & J.C.Clausen) J.T.Howell: Sie gedeiht in Höhenlagen von 1200 bis 2600 Metern in den westlichen US-Bundesstaaten Oregon, Nevada sowie Kalifornien.[2]
  - Viola purpurea var. mesophyta (M.S.Baker & J.C.Clausen) J.T.Howell: Sie gedeiht in Höhenlagen von 1400 bis 3600 Metern in Kalifornien.[2]
  - Viola purpurea var. mohavensis (M.S.Baker & J.C.Clausen) J.T.Howell (Syn.: Viola aurea subsp. mohavensis M.S.Baker & J.C.Clausen): Sie gedeiht in Höhenlagen von 900 bis 2600 Metern in den US-Bundesstaaten Arizona, Nevada und Kalifornien.[2]
  - Viola purpurea Kellogg var. purpurea: Sie gedeiht in Höhenlagen von 200 bis 2900 Metern in Oregon, Kalifornien und Baja California besonders in Wäldern mit Pinus ponderosa.[2]
  - Viola purpurea var. venosa (S.Watson) Brainerd (Syn.: Viola nuttallii var. venosa S.Watson): Sie gedeiht in Höhenlagen von 1300 bis 3400 Metern in British Columbia, Arizona, Kalifornien, Colorado, Idaho, Montana, Nevada, Oregon, Utah, Washington und Wyoming.[2]
- Viola pusillima Wedd.: Sie kommt in Peru vor.[13]
- Viola pygmaea Juss. ex Poir.: Sie kommt in Ecuador und in Peru vor.[13]
- Pyrenäen-Veilchen (Viola pyrenaica Ramond, Syn.: Viola prenja Beck): Sie kommt in Europa, Marokko und im Kaukasusraum vor.[13]
- Viola quercetorum M.S.Baker & J.C.Clausen): Sie gedeiht in Höhenlagen von 300 bis 2000 Metern in den westlichen US-Bundesstaaten Oregon sowie Kalifornien.[2]
- Viola raddeana Regel (Syn.: Viola deltoidea Yatabe): Sie kommt in Russlands Fernem Osten, Japan, Korea, in der Inneren Mongolei und in den chinesischen Provinzen Heilongjiang sowie Jilin vor.[1]
- Viola rauliniana Erben (Syn.: Viola heldreichiana auct.): Sie kommt auf Kreta und Zypern vor.[16]
- Viola raunsiensis W.Becker & Kosanin: Sie kommt im nördlichen Albanien vor.[13]
- Viola reichei Skottsb.: Sie kommt in Argentinien und in Chile vor.[13]
- Wald-Veilchen (Viola reichenbachiana Jord. ex Boreau, Syn.: Viola arenicola Chabert, Viola formosa Vuk., Viola sylvestris auct.): Sie ist von Europa bis Südwestasien und in Nordafrika weitverbreitet.[13][15]
- Viola renifolia A.Gray: Sie gedeiht in Höhenlagen von 200 bis 3000 Metern in Alaska, Kanada und in den Vereinigten Staaten.[2]
- Viola replicata W.Becker: Sie kommt in Peru vor.[13]
- Viola reptans B.L.Rob. (Syn.: Viola pringlei Rose & House): Sie kommt in Mexiko vor.[13]
- Viola rheophila Okamoto: Sie kommt in Kalimantan vor.[13]
- Viola rhodopeia W.Becker: Dieser Endemit kommt in Bulgarien[15] nur in den Rhodopen vor.
- Viola rhombifolia Leyb.: Sie kommt in Chile vor.[13]
- Hain-Veilchen (Viola riviniana Rchb., Syn.: Viola canina subsp. riviniana (Rchb.) Schübler & G.Martens, Viola sylvestris subsp. riviniana (Rchb.) Tourlet, Viola insularis Gren. & Godr., Viola caniniformis K.Richt., Viola riviniana subsp. neglecta W.Becker, Viola riviniana subsp. minor (Greg.) Valentine): Sie ist in Europa, Nordafrika und im Libanon weitverbreitet.[13][15]
- Viola rodriguezii W.Becker (Syn.: Viola munozensis W.Becker): Sie kommt in Argentinien vor.[13]
- Viola roigii Rossow: Sie kommt in Argentinien vor.[13]
- Viola rossii Hemsl. (Syn.: Viola matsumurae Makino): Sie kommt in Korea, Japan und in den chinesischen Provinzen Anhui, Hunan, Jiangxi, Liaoning sowie Shandong vor.[1]
- Viola rostrata Pursh: Sie kommt in Japan, in Kanada und in den Vereinigten Staaten vor.[13]
- Viola rosulata Poepp. & Endl.: Sie kommt in Chile vor.[13]
- Viola rotundifolia Michx.: Sie kommt in Kanada und in den östlichen Vereinigten Staaten vor.[13]
- Viola rubella Cav.: Sie kommt in Chile vor.[13]
- Viola rudolphi Sparre: Sie kommt in Chile vor.[13]
- Viola rugosa Phil. ex W.Becker: Sie kommt in Chile vor.[13]
- Sand-Veilchen (Viola rupestris F.W.Schmidt, Syn.: Viola arenaria DC., Viola rupestris subsp. arenaria (DC.) Tzvelev, Viola rupestris var. glaberrima Murb., Viola glaberrima (Murb.) Sergent): Die drei bis vier Unterarten sind im gemäßigten Eurasien verbreitet:[13][1]
  - Viola rupestris subsp. licentii Rossow: Sie gedeiht im sandigen Grasland und in Wäldern in Höhenlagen von 1000 bis 2200 Metern in den chinesischen Provinzen südöstliches Gansu, südliches Shaanxi sowie südliches Shanxi.[1]
  - Viola rupestris subsp. orioli-bolosii Molero, L.Sáez & L.Villar: Sie wurde 1998 aus Spanien erstbeschrieben.[20]
  - Viola rupestris subsp. relicta Jalas: Sie kommt nur in den skandinavischen Ländern Finnland, Norwegen sowie Schweden vor.[13]
  - Viola rupestris F.W.Schmidt subsp. rupestris: Sie ist von Europa über Südwest- bis Zentralasien weitverbreitet.[1][13]
- Viola rupicola Elmer: Dieser Endemit kommt nur auf Luzon vor.[13]
- Viola saccata Melch.: Sie kommt in Peru vor.[13]
- Viola sacchalinensis H.Boissieu: Es gibt etwa zwei Varietäten:[1]
  - Viola sacchalinensis var. alpicola P.Y.Fu & Y.C.Teng (Syn.: Viola koraiensis Nakai): Sie kommt nur in Nordkorea und im Changbai Shan im südlichen Jilin vor.[1]
  - Viola sacchalinensis H.Boissieu var. sacchalinensis (Syn.: Viola harae Miyabe & Tatew., Viola komarovii W.Becker, Viola miyakei Nakai, Viola silvestriformis W.Becker, Viola venusta Nakai, Viola koraiensis Nakai): Sie kommt im östlichen Russland, in Japan, Korea, in der Mongolei, in der Inneren Mongolei und in den chinesischen Provinzen Heilongjiang sowie Jilin vor.[1]
- Viola sacculus Skottsb.: Sie kommt in Argentinien und in Chile vor.[13]
- Viola sagittata Aiton (Syn.: Viola fimbriatula Sm., Viola ovata Nutt.): Sie kommt in Kanada und in den Vereinigten Staaten vor.[13]
- Viola sandrasea Melch.: Sie kommt in der Türkei vor.[13]
- Viola santiagoensis W.Becker: Sie kommt in Chile vor.[13]
- Viola saxifraga Maire: Sie kommt in Marokko vor.[13]
- Viola scandens Humb. & Bonpl. ex Schult. (Syn.: Viola nelsonii W.Becker)
- Viola schachimardanica Khalk.: Sie kommt in Usbekistan vor.[13]
- Viola schaffneriana W.Becker: Sie kommt in Mexiko und in Guatemala vor.[13]
- Skorpions-Veilchen[21] (Viola scorpiuroides Coss.): Sie kommt in Griechenland, auf Kreta, in Libyen und in Ägypten vor.[13]
- Viola seleriana W.Becker: Sie kommt in Guatemala vor.[13]
- Viola selkirkii Pursh ex Goldie (Syn.: Viola borealis Weinm., Viola carnosula W.Becker, Viola crassicornis W.Becker & Hultén, Viola imberbis Ledeb., Viola kamtschatica Ging., Viola umbrosa Fr.): Sie ist auf der Nordhalbkugel weitverbreitet.[1]
- Viola sempervirens Greene: Sie kommt im westlichen Nordamerika in Alaska, British Columbia, Washington, Oregon und Kalifornien vor.[13]
- Viola sempervivum Gay: Sie kommt in Argentinien und in Chile vor.[13]
- Viola senzanensis Hayata: Dieser Endemit gedeiht im Hochgebirge in Höhenlagen von 3300 bis 3600 Metern nur auf Taiwan.[1]
- Viola seoulensis Nakai: Sie kommt in Korea vor.[13]
- Viola septemloba Leconte (Syn.: Viola egglestonii Brainerd): Sie kommt in den östlichen Vereinigten Staaten vor.[13]
- Viola serrula W.Becker: Sie gedeiht auf Felsen in lichten Wäldern in Höhenlagen von 300 bis 2000 Metern in den chinesischen Provinzen Chongqing, Guizhou sowie nordöstliches Yunnan.[1]
- Viola sheltonii Torr.: Sie kommt in Oregon, Washington und Kalifornien vor.[13]
- Viola shikokiana Makino: Sie kommt in Japan vor.[13]
- Viola shinchikuensis Yamam.: Sie kommt nur in Taiwan vor.[13]
- Viola sieboldii Maxim. (Syn.: Viola pumilio W.Becker): Sie kommt in Japan und in Korea vor.[13]
- Viola sieheana W.Becker: Sie kommt in der Ukraine, in Moldau, Rumänien, Bulgarien, Griechenland, in der Türkei, in Zypern, im Libanon und in Syrien vor.[13]
- Viola sikkimensis W.Becker: Sie kommt im südöstlichen Tibet, in Yunnan, in Indien, Myanmar, Nepal und vielleicht in Bhutan vor.[1]
- Viola sintenisii W.Becker (Syn.: Viola alba subsp. sintenisii (W.Becker) W.Becker): Sie kommt im nördlichen Iran, im nordöstlichen Aserbaidschan, im nordwestlichen Turkmenistan und in Usbekistan vor.[13]
- Viola skottsbergiana W.Becker: Sie kommt in Chile vor.[13]
- Viola somchetica K.Koch: Sie kommt im Iran und im Kaukasusraum vor.[13]
- Pfingst-Veilchen (Viola sororia Willd., Syn.: Viola affinis Leconte, Viola missouriensis Greene, Viola novae-angliae House, Viola nephrophylla Greene, Viola papilionacea Pursh, Viola papilionacea var. priceana (Pollard) Alexander, Viola pratincola Greene, Viola priceana Pollard, Viola septentrionalis Greene, Viola sororia ‘Priceana’)
- Viola spathulata Willd.: Sie kommt im Iran vor.[13]
- Viola speciosa Pant.: Sie kommt in Albanien und dem früheren Jugoslawien vor.[13]
- Viola spegazzinii W.Becker: Sie kommt in Argentinien und in Chile vor.[13]
- Viola sphaerocarpa W.Becker: Sie gedeiht in Höhenlagen von 1200 bis 3000 Metern in den chinesischen Provinzen Chongqing, südliches Shaanxi, Sichuan sowie nordwestliches Yunnan.[1]
- Viola splendida W.Becker: Dieser Endemit kommt nur bei Salerno in Italien vor.
- Graben-Veilchen (Viola stagnina Kit. ex Schult., Syn.: Viola persicifolia Schreb. nom. rej.): Es gibt Fundortangaben für Deutschland, Spanien, Frankreich, Italien, Serbien, Bosnien und Herzegowina, Rumänien, das Vereinigte Königreich, Irland, Dänemark, Norwegen, Finnland, Belgien, in den Niederlanden, Tschechien, in der Slowakei, Polen, Österreich, in der Schweiz, Ungarn, Estland, Lettland, Litauen, Belarus, in der Ukraine, Moldau, den Kaukasusraum und in Russland bis Sibirien.[13][15]
- Viola steinbachii W.Becker: Sie kommt in Peru vor.[13]
- Viola stewardiana W.Becker: Sie gedeiht in Höhenlagen von 400 bis 1500 Metern in den chinesischen Provinzen Anhui, Fujian, südöstliches Gansu, Guangdong, Guizhou, Hubei, Hunan, Jiangsu, Jiangxi, südliches Shaanxi, Sichuan sowie Zhejiang.[1]
- Viola stipularis Sw.: Sie kommt in Costa Rica, Panama, Kolumbien, Ecuador, Peru, Venezuela und auf den karibischen Inseln Dominica, Guadeloupe, St. Kitts und Nevis vor.[13]
- Viola stojanowii W.Becker: Sie kommt nur im südlichen Bulgarien und im nordöstlichen Griechenland vor.[13]
- Viola stoloniflora Yokota & Higa: Dieser Endemit kommt nur auf Okinawa vor.[13]
- Viola striata Aiton: Sie kommt in Kanada nur im südlichen Ontario und in den zentralen und östlichen Vereinigten Staaten vor.[13]
- Viola striatella H.Boissieu (Syn.: Viola bambusetorum Hand.-Mazz., Viola emeiensis ChingJ.Wang, Viola lianhuashanensis ChingJ.Wang & K.Sun, Viola pseudobambusetorum Chang, Viola schensiensis W.Becker): Sie gedeiht an grasigen Berghängen und feuchten Felsstandorten in Höhenlagen von 1200 bis 3400 Metern in den chinesischen Provinzen Anhui, Chongqing, Gansu, Henan, Hubei, Hunan, Jiangxi, Shaanxi, Sichuan sowie Yunnan.[1]
- Blau-Veilchen (Viola suavis M.Bieb., Syn.: Viola cyanea Čelak., Viola segobricensis Pau, Viola sepincola Jord.): Es ist in Marokko, Süd-, Mittel- und Osteuropa, im Kaukasusraum, in West- und Zentralasien und in Indien weitverbreitet.[13]
- Viola subandina J.M.Watson (Syn.: Viola pusilla Hook. & Arn.): Sie kommt in Argentinien und in Chile vor.[13]
- Viola subdimidiata A.St.-Hil.: Sie kommt in Brasilien vor.[13]
- Viola subsinuata Greene: Sie kommt in den östlichen und den zentralen Vereinigten Staaten vor.[13]
- Viola sumatrana Miq. (Syn.: Viola hossei W.Becker): Sie kommt in Indonesien, Malaysia, Myanmar, Thailand, Vietnam und in den chinesischen Provinzen Guangxi, Guizhou, Hainan sowie südliches Yunnan vor.[1]
- Viola szetschwanensis W.Becker & H.Boissieu: Sie kommt in Nepal, Tibet und in den chinesischen Provinzen westliches Sichuan sowie nördliches Yunnan vor.[1]
- Viola takeshimana Nakai: Sie kommt in Korea vor.[13]
- Viola taltalensis W.Becker: Sie kommt in Chile vor.[13]
- Viola tanaitica Grosset: Sie ist im südlichen Russland, in Belarus und in der Ukraine verbreitet.[13]
- Viola tarbagataica Klokov: Sie kommt nur in Kasachstan vor.[13]
- Viola tashiroi Makino: Sie kommt auf den Ryūkyū-Inseln vor.[13]
- Viola tectiflora W.Becker: Sie kommt in Argentinien und in Chile vor.[13]
- Viola tenuicornis W.Becker (Syn.: Viola tenuicornis subsp. trichosepala W.Becker, Viola trichosepala (W.Becker) Juz., Viola variegata var. chinensis Bunge): Es gibt etwa zwei Unterarten:[1]
  - Viola tenuicornis subsp. tenuicornis W.Becker: Sie kommt in Russland, Korea, in der Inneren Mongolei und in den chinesischen Provinzen Gansu, Hebei, Heilongjiang, Henan, Jiangsu, Jilin, Liaoning, Shaanxi, Shandong sowie Shanxi vor.[1]
  - Viola tenuicornis subsp. trichosepala W.Becker: Sie kommt in Russland, Korea, in der Inneren Mongolei und in den chinesischen Provinzen Hebei, Jilin, Liaoning sowie Shanxi vor.[1]
- Viola tenuissima C.C.Chang: Sie gedeiht in Höhenlagen von 2300 bis 3300 Metern in den chinesischen Provinzen nördliches Guizhou sowie westliches Sichuan.[1]
- Viola teplouchovii Juz.: Sie kommt nur im russischen Gebiet von Irkutsk vor.[13]
- Viola thibaudieri Franch. & Sav.: Sie kommt in Japan und Korea vor.[13]
- Thomas-Veilchen (Viola thomasiana Songeon & E.P.Perrier): Es kommt in Österreich, in der Schweiz, in Frankreich und Italien vor.[13]
- Viola thomsonii Oudem.: Sie kommt im östlichen Indien, in Bhutan, Nepal, Myanmar, südöstlichen Tibet und im nordwestlichen sowie südlichen Yunnan vor.[1]
- Viola tienschiensis W.Becker (Syn.: Viola angustistipulata C.C.Chang, Viola betonicifolia subsp. jaunsariensis (W.Becker) H.Hara, Viola flavida Bureau & Franchet non Schur, Viola ganchouenensis W.Becker, Viola oligoceps Chang, Viola prionantha subsp. jaunsariensis W.Becker): Sie kommt in Indien, Kaschmir, Nepal, südöstlichen Tibet und in den chinesischen Provinzen Guizhou, Sichuan sowie Yunnan vor.[1]
- Viola tokubuchiana Makino: Es gibt etwa zwei Varietäten:[13]
  - Viola tokubuchiana var. takedana (Makino) F.Maekawa (Syn.: Viola takedana Makino, Viola funghuangensis P.Y.Fu & Y.C.Teng): Sie kommt Japan, Korea und in den chinesischen Provinzen östliches Jilin sowie Liaoning vor.[1]
  - Viola tokubuchiana Makino var. tokubuchiana (Syn.: Viola nikkoensis Nakai): Sie kommt nur auf der japanischen Insel Honshu vor.[13]
- Viola tomentosa M.S.Baker & J.C.Clausen: Sie gedeiht in Höhenlagen von 1500 bis 2000 Metern in Kalifornien nur in El Dorado County, Nevada County, Placer County, Plumas County sowie Sierra County.[2]
- Viola triangulifolia W.Becker: Sie gedeiht in Höhenlagen von 200 bis 1800 Metern in den chinesischen Provinzen Anhui, Fujian, Guangdong, Guangxi, Guizhou, Hubei, Hunan, Jiangxi sowie Zhejiang.[1]
- Viola trichopetala C.C.Chang: Sie kommt in Bhutan, Tibet und in den chinesischen Provinzen südwestliches Sichuan sowie Yunnan vor.[1]
- Wildes Stiefmütterchen (Viola tricolor L.): Je nach Autor gibt es etwa fünf Unterarten:
  - Viola tricolor subsp. curtisii (E.Forst.) Syme (Syn.: Viola curtisii E.Forst.)
  - Viola tricolor subsp. macedonica (Boiss. & Heldr.) A.F.W.Schmidt (Syn.: Viola macedonica Boiss. & Heldr.)
  - Viola tricolor subsp. matutina (Klokov) Valentine (Syn.: Viola matutina Klokov)
  - Viola tricolor subsp. subalpina (Gaudin) Schinz & Thell. (Syn.: Viola saxatilis F.W.Schmidt)
  - Viola tricolor subsp. tricolor (Syn.: Viola tricolor var. hortensis DC., Viola tricolor var. vulgaris Koch, Viola tricolor subsp. vulgaris (Koch) Oborný)
- Viola tridentata Menzies ex DC.: Sie kommt in Argentinien, Chile und auf den Falkland-Inseln vor.[13]
- Viola triflabellata W.Becker (Syn.: Viola joergensenii W.Becker): Sie kommt in Argentinien vor.[13]
- Viola trinervata Howell: Sie gedeiht in Höhenlagen von 400 bis 1200 Metern in den westlichen US-Staaten Oregon sowie Washington.[2]
- Viola tripartita Elliott (Syn.: Viola glaberrima (Gingins ex Chapman) House, Viola hastata var. glaberrima Gingins ex Chapman, Viola hastata var. tripartita (Elliott) A.Gray, Viola tripartita var. glaberrima (Gingins ex Chapman) R.M.Harper): Es wurde diskutiert ob die morphologische Bandbreite ausreicht um Subtaxa gelten zu lassen, aber es werden keine Subtaxa akzeptiert. Sie gedeiht in Höhenlagen von 50 bis 1600 Metern in den östlichen US-Staaten Alabama, Florida, Georgia, Kentucky, Mississippi, North Carolina, Ohio, South Carolina, Tennessee, Virginia sowie West Virginia.[2]
- Viola truncata W.Becker (Syn.: Viola huanucoensis W.Becker): Sie kommt in Peru vor.[13]
- Viola tsugitakaensis Masam.: Sie kommt in Taiwan vor.[13]
- Viola tucumanensis W.Becker: Sie kommt in Argentinien vor.[13]
- Viola turkestanica Regel & Schmalh.: Sie kommt in Afghanistan, Pakistan und Tadschikistan vor.[13]
- Viola uleana W.Becker: Sie kommt in Brasilien vor.[13]
- Moor-Veilchen (Viola uliginosa Besser): Es gibt Fundortangaben für Deutschland, Polen, Belarus, Dänemark, Schweden, Finnland, Estland, Lettland, Litauen, Kaliningrad, den europäischen Teil Russlands, Slowenien, Serbien, Kosovo, Kroatien, Rumänien und die Ukraine.[15]
- Viola umbraticola Kunth: Es gibt etwa zwei Varietäten:[2]
  - Viola umbraticola Kunth var. glaberrima W.Becker: Sie gedeiht in Höhenlagen von 1600 bis 2400 Metern vom US-Bundesstaat Arizona bis zu den mexikanischen Bundesstaaten Chihuahua, Durango sowie Sonora.[2]
  - Viola umbraticola Kunth var. umbraticola: Sie kommt in Mexiko vor.[13]
- Viola uniflora L.: Sie kommt in Sibirien und in der Mongolei vor.[13]
- Viola urophylla Franch.: Es gibt seit 1991 zwei Varietäten:[1]
  - Viola urophylla Franch. var. urophylla (Syn.: Viola subdelavayi S.H.Huang): Sie gedeiht an Waldrändern auf Bergen, auf Wiesen, schattigen sowie feuchten Grasländern an den Ufern von Fließgewässern in Höhenlagen von 1600 bis 3200 Metern in den chinesischen Provinzen südwestliches Sichuan sowie nordwestliches Yunnan.[1]
  - Viola urophylla var. densivillosa C.J.Wang: Sie wurde 1991 erstbeschrieben und gedeiht an Waldrändern, an grasigen Standorten und in Flusstälern in Höhenlagen von 2400 bis 3600 Metern in den chinesischen Provinzen Sichuan sowie südwestliches Yunnan.[1]
- Viola ursina Kom.: Sie kommt auf der Halbinsel Kamtschatka vor.[13]
- Viola utahensis M.S.Baker & J.C.Clausen: Sie gedeiht in Höhenlagen von 1200 bis 2600 Metern in den US-Bundesstaaten Colorado, Idaho, Nevada, Utah sowie Wyoming.[2]
- Viola utchinensis Koidz.: Sie kommt auf Okinawa vor.[13]
- Viola vaginata Maxim. (Syn.: Viola pachyrrhiza Franch.): Sie kommt in Japan vor.[13]
- Valdieri-Veilchen (Viola valderia All.): Es kommt nur in den französischen und italienischen Alpen vor.
- Viola vallenarensis W.Becker: Sie kommt in Chile vor.[13]
- Viola vallicola A.Nelson (Syn.: Viola nuttallii var. major Hook., Viola nuttallii var. vallicola (A.Nelson) H.St.John, Viola physalodes Greene, Viola russellii B.Boivin, Viola subsagittifolia Suksd.): Sie gedeiht in Höhenlagen von 400 bis 2800 Metern in den kanadischen Provinzen British Columbia sowie Saskatchewan und in den US-Bundesstaaten Colorado, Kansas, Montana, North Dakota, South Dakota sowie Wyoming.[2]
- Viola variegata Fisch. ex Link (Syn.: Viola tenuicornis subsp. primorskajensis W.Becker, Viola variegata var. viridis Kitag.): Sie ist auf den japanischen Inseln Honshu sowie Shikoku, in Korea, in Russlands Fernem Osten sowie in Sibirien, in der Mongolei, der Inneren Mongolei und in den chinesischen Provinzen Hebei, Heilongjiang, Jilin, Liaoning sowie Shanxi verbreitet.[13][1]
- Viola velutina Formánek: Sie kommt von Nordmazedonien über Griechenland bis zum asiatischen Teil der Türkei vor.[15]
- Viola veronicifolia Planch. & Linden: Sie kommt in Ecuador vor.[13]
- Viola vespertina Klokov: Sie kommt im Kaukasusraum vor.[13]
- Viola villosa Walter: Sie gedeiht in Höhenlagen von 10 bis 300 Metern in den mittleren bis südlichen, zentralen bis östlichen US-Bundesstaaten Alabama, Arkansas, Florida, Georgia, Louisiana, Mississippi, North Carolina, Oklahoma, South Carolina sowie Texas.[2]
- Viola violacea Makino (Syn.: Viola makinoi H.Boissieu, Viola obtusosagitta Koidz., Viola sacraricola Nakai, Viola tanakaeana Makino): Sie kommt in Südkorea, auf den japanischen Inseln Honshu, Kyushu sowie Shikoku[13] und in den chinesischen Provinzen Anhui, Fujian, Jiangxi sowie Zhejiang vor.[1]
- Viola volcanica Gillies ex Hook. & Arn. (Syn.: Viola chillanensis Phil., Viola exilis Phil.): Sie kommt in Argentinien und in Chile vor.[13]
- Viola voliotisii Erben: Sie wurde 1985 aus Griechenland erstbeschrieben.[15]
- Viola vourinensis Erben: Sie wurde 1985 aus Griechenland erstbeschrieben.[15]
- Viola wailenalenae (Rock) Skottsb. (Syn.: Viola robusta var. wailenalenae Rock): Sie kommt auf Hawaii vor.[13]
- Viola wallichiana Ging. (Syn.: Viola reniformis Wall.): Sie kommt in Darjeeling, Sikkim, Nepal und Tibet vor.[13][1]
- Viola walteri House (Syn.: Viola appalachiensis L.K.Henry): Es gibt seit 2007 zwei Varietäten:[2]
  - Viola walteri var. appalachiensis (L.K.Henry) L.E.McKinney ex S.P.Grund & B.L.Isaac (Syn.: Viola appalachiensis L.K.Henry non Roemer & Schultes): Diese Neukombination erfolgte 2007. Sie gedeiht in Höhenlagen von 500 bis 1100 Metern in den US-Bundesstaaten Maryland, North Carolina, Pennsylvania sowie West Virginia.[2]
  - Viola walteri House var. walteri Sie gedeiht in Höhenlagen von 100 bis 2000 Metern von den nordöstlichen bis südlichen US-Bundesstaaten Alabama, Arkansas, Florida, Georgia, Kentucky, Louisiana, Mississippi, North Carolina, Ohio, South Carolina, Tennessee, Texas, Virginia sowie West Virginia.[2]
- Viola weberbaueri W.Becker: Sie kommt in Peru vor.[13]
- Viola websteri Hemsl.: Sie kommt in Korea und im östlichen Jilin vor.[1]
- Viola weddellii W.Becker: Sie kommt in Peru vor.[13]
- Viola weibelii J.F.Macbr.: Sie kommt in Peru vor.[13]
- Viola werdermannii W.Becker: Sie kommt in zwei Varietäten in Chile vor.[13]
- Viola willkommii R.Roem.: Sie kommt nur in Spanien vor.[13][15]
- Viola winteri J.R.Forst. & G.Forst.: Sie kommt in Chile vor.[13]
- Viola woosanensis Y.N.Lee & J.Kim: Dieser Endemit kommt nur in Südkorea vor.[13]
- Viola yazawana Makino: Sie kommt in Japan und Korea vor.[13]
- Viola yezoensis Maxim. (Syn.: Viola biacuta W.Becker, Viola flaccida Makino, Viola pycnophylla Franch. & Sav., Viola yatabei Makino): Sie kommt in Japan und Korea vor.[13]
- Viola yildirimlii Dinç & Bagci: Sie wurde 2003 erstbeschrieben. Dieser Endemit kommt nur in der türkischen Provinz Adana vor.[13][15]
- Viola yunnanensis W.Becker & H.Boissieu: Sie ist in Indonesien, Malaysia, Myanmar, Vietnam und in den chinesischen Provinzen Hainan sowie südlichen Yunnan verbreitet.[1]
- Viola yunnanfuensis W.Becker (Syn.: Viola bhutanica H.Hara, Viola concordifolia C.J.Wang, Viola cordifolia W.Becker non Schweinitz nor Schur): Sie ist in Bhutan, im südlichen Tibet und in den chinesischen Provinzen Guangxi, Guizhou, Sichuan sowie Yunnan verbreitet.[1]
- Viola yuzufelensis A.P.Khokhr.: Dieser Endemit kommt nur in der türkischen Provinz Artvin vor.[13]

Hybride (Auswahl):

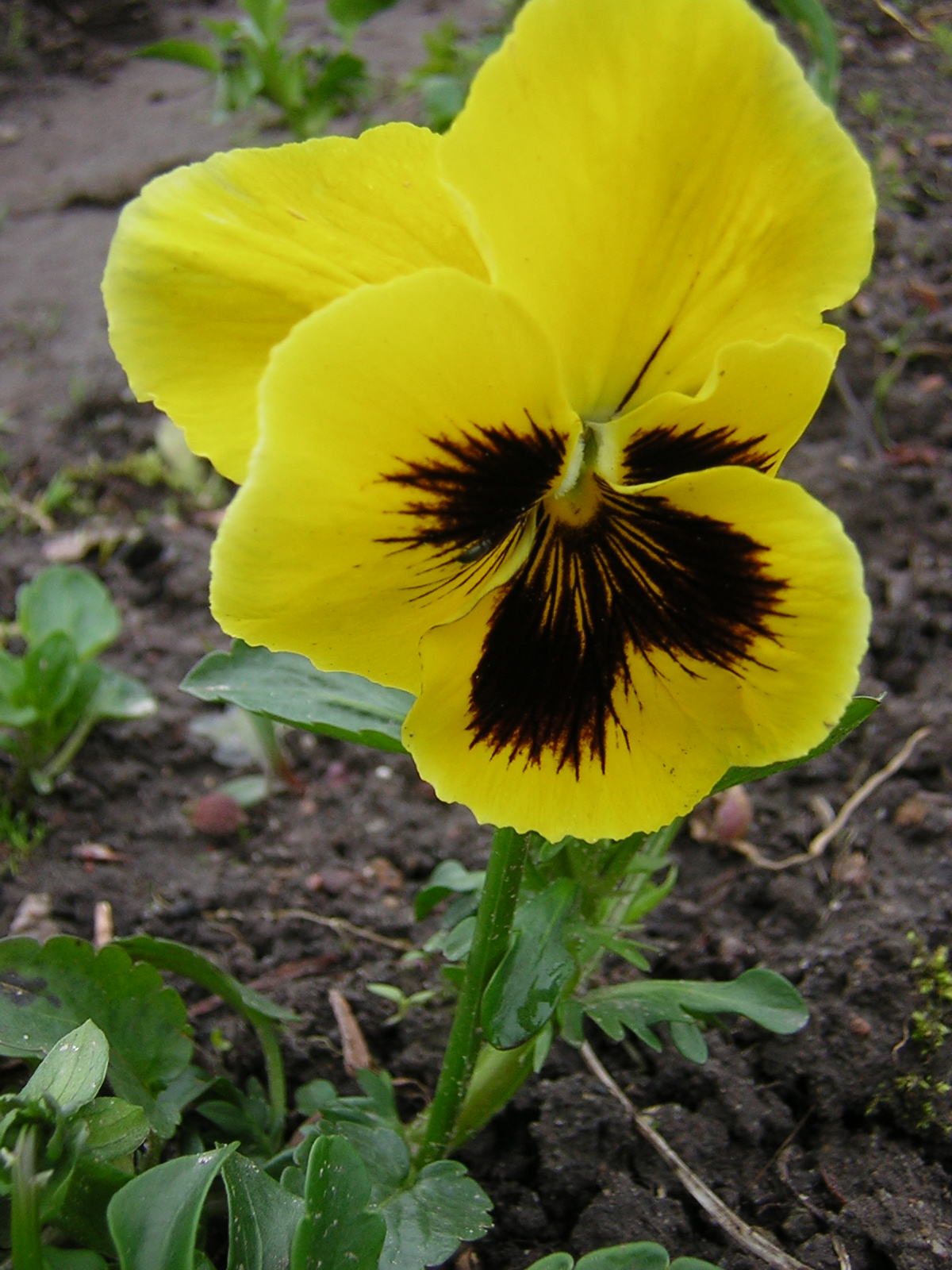
Sorte des Garten-Stiefmütterchen (Viola × wittrockiana)

- Bastard-Wald-Veilchen, Bayerisches Veilchen (Viola × bavarica Schrank, Hybride aus Viola reichenbachiana × Viola riviniana): Diese Naturhybride kommt in Europa vor.
- Viola × contempta Jord. = Viola arvensis × Viola tricolor: Diese Naturhybride kommt in Europa vor.
- Viola × florariensis Correvon = Viola cornuta × Viola tricolor
- Viola × intersita G.Beck, Syn. Viola × baltica W.Becker = Viola canina × Viola riviana: Europäische Naturhybride.
- Viola × scabra F.Braun, Syn. Viola × permixta Jord. = Viola hirta × Viola odorata: Europäische Naturhybride.
- Garten-Stiefmütterchen oder Viola Wittrockiana-Gruppe (Viola × wittrockiana Gams, Syn.: Viola × hortensis auct., Viola tricolor hort.): Sie ist in Kultur entstanden.
- Viola × pseudomakinoi M.Mizush. ex T.Shimizu = Viola sieboldii × Viola violacea: Diese Naturhybride kommt in Japan vor.
- Viola × savatieri Makino = Viola eizanensis × Viola tokubuchiana: Diese Naturhybride kommt in Japan vor.

## Nutzung
Manche Veilchen-Arten und -Sorten werden als Zierpflanzen verwendet. Einige Arten und Sorten dienen als Heil- sowie Küchenpflanzen und werden zu kosmetischen Zwecken genutzt.

### Veilchen als Zierpflanzen
In Parks und Gärten in Beeten oder Pflanzgefäßen findet man als Zierpflanzen vorwiegend das Duftveilchen, das Hornveilchen und, wohl am häufigsten kultiviert, das Gartenstiefmütterchen, außerdem das Hain-Veilchen mit der Form 'Purpurea' (vielfach nicht zutreffend als Viola labradorica bezeichnet), das Pfingstveilchen mit den Sorten 'Albiflora' und 'Freckles' sowie einige alpine Arten für den Steingarten. Das Parma-Veilchen ist seit dem 20. Jahrhundert eher selten in Gärten anzutreffen.
Nicht zur Gattung der Veilchen (Viola) gehören natürlich die Alpenveilchen (Cyclamen spec.) und die als Zimmerpflanzen bekannten Usambaraveilchen, bei denen das Wort -„veilchen“ nur auf Grund der des geringfügig ähnlichen Aussehens oder der Farbe der Blüten im Trivialnamen auftauchen, so auch bei den Veilchensträuchern (Iochroma spec.).

### Veilchen als Heil- und Küchenpflanzen

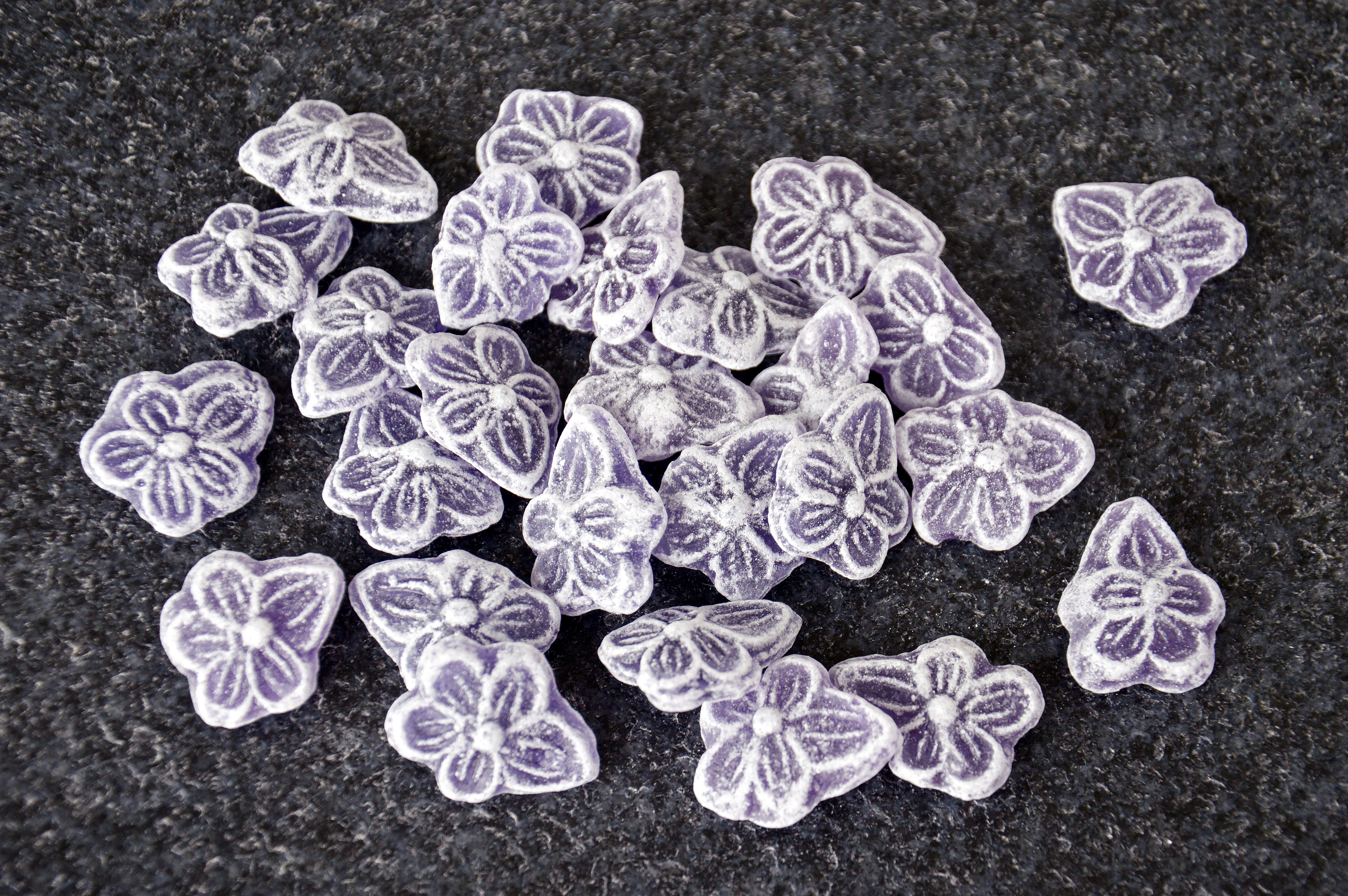
Französische Süßigkeit mit Veilchengeschmack

Duftveilchen, insbesondere März- und Parmaveilchen, spielten lange Zeit eine wichtige Rolle in der Kräuterkunde. Außer im Bereich der Naturheilkunde, insbesondere der Aromatherapie, finden sie keine Verwendung mehr. Blüten von Duft- und Hornveilchen lassen sich ebenso wie Stiefmütterchenblüten auch kulinarisch verwerten und gehören beispielsweise zu den Zutaten des ursprünglichen Birne-Helene-Rezepts. Die bekannten Veilchenpastillen werden allerdings mit synthetischen Veilchenduftstoffen (Jononen) aromatisiert. Mit Veilchen aromatisierter Likör heißt Crème de Violette und wird mindestens seit dem frühen 19. Jahrhundert hergestellt.

### Veilchen in der Parfümerie
Die Blüten von März- und Parmaveilchen sind seit Jahrhunderten zu kosmetischen Produkten verarbeitet worden. Das natürliche Veilchenblütenabsolue ist heute praktisch verschwunden und wird von der Kosmetikindustrie durch die synthetischen Jonone ersetzt. Veilchenblätterabsolue (von Viola odorata) wird dagegen weiterhin in großem Umfang bei der Parfümproduktion eingesetzt. Sogenanntes „natürliches Veilchenparfüm“ wird überdies seit langer Zeit aus der so genannten Veilchenwurzel/Iriswurzel gewonnen, dabei handelt es sich um getrocknete Rhizome verschiedener Irisarten.

## Trivialnamen
Der deutschsprachige Trivialname „Veilchen“ ist direkt auf die lateinische Bezeichnung Viola zurückzuführen, das althochdeutsch zu fiol wurde.
Der Name Stiefmütterchen soll auf einen Vergleich zurückgehen: die beiden oberen, gewöhnlich ohne Zeichnung ausgestatteten Kronblätter sind die Stieftöchter, die seitlichen, auffällig gezeichneten Kronblätter die leiblichen Töchter und das große untere Kronblatt mit dem großen Saftmal die Mutter.

## Kulturgeschichte
Veilchen in Mythologie, Brauchtum und Literatur: siehe Duftveilchen.
Verschiedene mythologische Erzählungen über die Veilchen waren schon den Griechen bekannt, die das Veilchen mit Io in Verbindung brachten. Ioplokos oder ioplokamos wurden dunkelgelockte Frauen genannt und iostephanos bedeutete veilchenbekränzt, was bei Pindar als Name für die Stadt Athen steht. Sagen erklärten den Namen dahin, dass jonische Nymphen diese Blume dem Jon bei der Gründung Athens darbrachten oder dass sie Zeus seiner Geliebten, der Königstochter Io, als süße Speisen geboten habe. Die antiken Autoren unterscheiden drei Gruppen von Veilchen: die blauen (schwarzen oder purpurnen), das eigentliche Ion (Viola odorata), auch ion to melan (Schwarzveilchen bei Theophrast), ion porhyrun (Purpurveilchen bei Dioskurides) und Viola purpurea (bei den Römern) so genannt; das weiße Veilchen, ion to leukon oder leukoion, bei den Römern Viola alba (Plinius), pallens viola (Vergil), leucoium (Columella); und das gelbe Veilchen, leukoion melinon (Dioskurides), viola lutea (Plinius), viola crocea (Albertus Magnus).

### Bestimmungsschlüssel der in Deutschland vorkommenden Arten
- Bestimmungsschlüssel der in Deutschland wild vorkommenden Veilchenarten.

## Weiterführende Literatur
- Fritz Köhlein: Viola – Veilchen, Stiefmütterchen, Hornveilchen. Eugen Ulmer, Stuttgart 1999, ISBN 3-8001-6655-0.
- Marion Nickig, Elke von Radziewsky: Stiefmütterchen und Veilchen. Ellert & Richter, Hamburg 1999, ISBN 3-89234-837-5.
- Elisabeth Mayer: Wildfrüchte, Wildgemüse, Wildkräuter. 2. Aufl., Leopold Stocker Verlag, Graz 2001, ISBN 3-7020-0835-7, S. 31–32.
- G. X. Liang, F.W. Xing: Infrageneric phylogeny of the genus Viola (Violaceae) based on trnL-trnF, psbA-trnH, rpL16, ITS sequences, cytological and morphological data. In: Acta Botanica Yunnanica, Volume 32, Issue 6, 2010, S. 477–488.
- Ki-Oug Yoo, Su-Kil Jang: Infrageneric relationships of Korean Viola based on eight chloroplast markers. In: Journal of Systematics and Evolution, Volume 48, Issue 6, 2010, S. 474–481. doi:10.1111/j.1759-6831.2010.00102.x
- Thomas Marcussen, Kjetill S. Jakobsen, J. Danihelka, H. E. Ballard jr., K. Blaxland, Anne K. Brysting, Bengt Oxelman: Inferring species networks from gene trees in high polyploid North American and Hawaiian violets (Viola, Violaceae). In: Systematic Biology, Volume 61, 2012, S. 107–126.
- Thomas Marcussen, Kjetill S. Jakobsen, Jiří Danihelka, Harvey E. Ballard, Kim Blaxland, Anne K. Brysting, Bengt Oxelman: Inferring species networks from gene trees in high-polyploid North American and Hawaiian violets (Viola, Violaceae). In: Systematic Botany, Volume 61, Issue 1, 2012, S. 107–126.
- G. A. Wahlert, Thomas Marcussen, J. de Paula-Souza, M. Feng, H. E. Ballard jr.: A phylogeny of the Violaceae (Malpighiales) inferred from plastid DNA sequences: implications for generic diversity and intrafamilial taxonomy. In: Systematic Botany, Volume 39, 2014, S. 239–252.
- Thomas Marcussen, Lise Heier, Anne K. Brysting, Bengt Oxelman, Kjetill S. Jakobsen: From gene trees to a dated allopolyploid network: insights from the Angiosperm genus Viola (Violaceae). In: Systematic Biology, Volume 64, Issue 1, 2015, S. 84–101. doi:10.1093/sysbio/syu071
- Marc Espeut: Monographic study: Revision of the genus Viola L. (Violaceae) in the Russian Far East with notes on adjacent territories. In: Botanica Pacifica. A journal of plant science and conservation., Volume 9, Issue 1, Mai 2020, S. 1–52. doi:10.17581/bp.2020.09113